# Régence d'Alger
1516–1830
Entités précédentes :
- Zianides
- Hafsides
- Présides d'Espagne
- Sultanat de Touggourt
- Sultanat de Ouargla

Entités suivantes :
- Algérie française
- Beyliks de la régence d'Alger (1830)
- État d'Abdelkader (indirectement, 1833)

La régence d'Alger , (en arabe : دولة الجزائر (Dawlat al-Jazâ’ir), en tamazight : ⵜⴰⵎⵓⵔⵜ ⵏ ⵍⴷⵣⴰⵢⵔ (Tamurt n Lezzayer), en turc ottoman : ایالت جزاير-غرب (Eyalet Jazâ’yir-Gharb)) est une appellation historique de l'Algérie, alors État d'Afrique du Nord, intégré à l'Empire ottoman tout en étant autonome, dont l'existence, de 1516 à 1830, a précédé la colonisation de l'Algérie par la France.
La régence d'Alger, fondée par les frères corsaires Arudj et Khayr ad-Din Barberousse, fut gouvernée par des sultans puis des beylerbeys, des pachas, des aghas et des deys.
La Régence s'étendait à l'origine dans des limites allant de La Calle à l'Est aux Trara à l'ouest et d'Alger à Biskra, et s'est ensuite déployée jusqu'aux actuelles frontières septentrionales orientale et occidentale de l'Algérie. Elle était formée par trois beyliks qui se trouvaient sous l'autorité des beys : Constantine à l'est, Médéa dans le Titteri et Mazouna, puis Mascara et Oran à l'ouest, et qui étaient subdivisés en outan (cantons) avec à leur tête des caïds relevant directement du bey. Il y avait aussi une quatrième entité sous le contrôle direct du sultan qui comprenait Alger, le Dar Es-Soltane.
Pour administrer l'intérieur du pays, la régence s’appuyait sur les tribus dites « makhzen », qui étaient chargées d’assurer l’ordre et de lever l’impôt sur les régions tributaires du pays. C'est par ce système que, durant trois siècles, l'État d’Alger a étendu son autorité sur le nord et le sud l’Algérie actuelle. Cependant, la société est divisée en tribus et dominée par des confréries maraboutiques ou des djouads locaux ; plusieurs régions du pays ne reconnaissent ainsi que de manière lâche l'autorité d'Alger. Tout au long de son histoire se constituent ou perdurent de nombreuses révoltes, confédérations, fiefs tribaux ou sultanats aux marges de la régence.

## Noms de la Régence
Dans l’historiographie relative à la régence d’Alger, il est également possible de relever plusieurs dénominations connexes telles que « royaume d’Alger »[réf. nécessaire], « État d’Alger », « Etat d’El-Djazair », « régence ottomane d’Alger », « Algérie précoloniale », « Algérie ottomane »… L'historien algérien Mahfoud Kaddache relève en outre que « l'Algérie a d’abord été une régence, un royaume-province de l'Empire ottoman, puis un État jouissant d’une large autonomie, souvent même indépendant, appelé tantôt royaume, tantôt république militaire, tantôt régence par les historiens, mais toujours reconnaissant l’autorité spirituelle du Calife de Constantinople chef des croyants. ».
La Régence en arabe se dit Dawlat al-Jazâ’ir (arabe : دولة الجزائر), les historiens français Ahmed Koulakssis et Gilbert Meynier relèvent que « c’est le même terme, dans les actes internationaux, qui désigne la ville et le pays qu’elle commande : Al Jazâ’ir. » Gilbert Meynier précise par ailleurs que « même si le chemin est parsemé d’embûches pour édifier un État sur les décombres des États zayanide et hafside, […] désormais, on parlera de dawla al-Jaza’ir (le pouvoir-état d’Alger)… »,,.
Pour la langue tamazight, la régence d'Alger c'est Tamurt n Lezzayer (tamazight : ⵜⴰⵎⵓⵔⵜ ⵏ ⵍⴷⵣⴰⵢⵔ).
La Régence en turc ottoman se dit Eyalet Jazâ’yir-Gharb (turc ottoman : ایالت جزاير-غرب). Selon Andrew C. Hess, Cezayir-i Garb : « Algérie du couchant » est utilisé le plus communément dans les documents ottomans, mais selon le même texte on retrouve aussi Cezayir-i Arab : l'« Algérie des Arabes » lors de l'investiture de Khayr ad-Din Barberousse est une appellation historique de la Régence, alors État d'Afrique du Nord,, intégré à l'Empire ottoman tout en étant autonome, dont l'existence, de 1516 à 1830, a précédé la colonisation de l'Algérie par la France.

## Toponymie

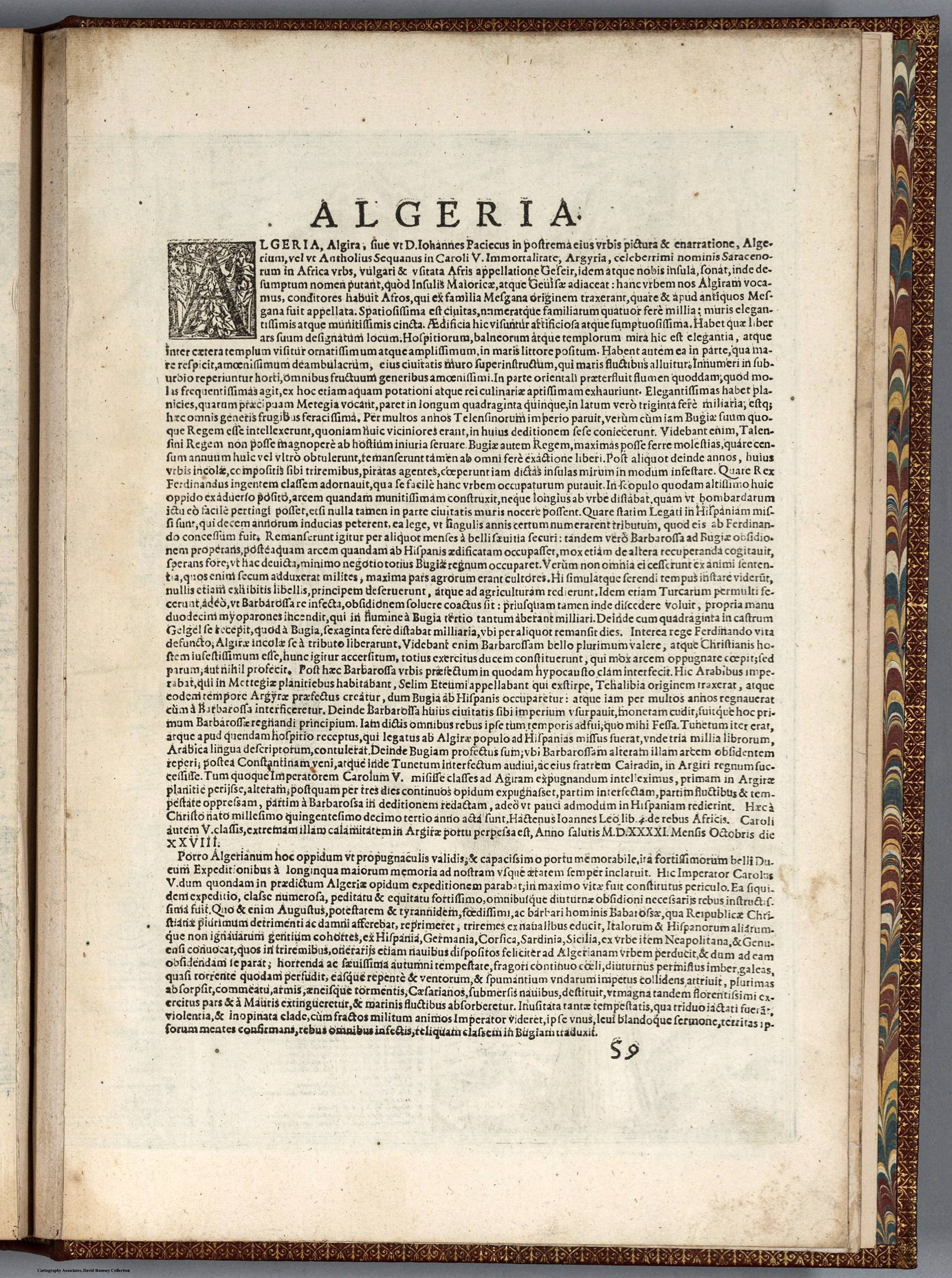
Page Algeria du Civitates Orbis Terrarium de 1575

Située entre la régence de Tunis, à partir de 1574, à l'Est, l'Empire chérifien, à partir de 1553, à l'ouest, et périodiquement bordée par les possessions espagnoles d'Afrique du Nord sur la côte, la Régence s'étendait à l'origine dans des limites allant de La Calle à l'Est aux Trara à l'ouest et d'Alger à Biskra, et s'est ensuite déployée jusqu'aux actuelles frontières orientale et occidentale de l'Algérie.
L'établissement des espaces actuels du Maghreb remonte à l'installation des trois régences au XVIe siècle : Alger, Tunis et Tripoli. Alger devient la capitale de son État et c'est ce terme qui dans les actes internationaux va s'appliquer à la fois à la ville et au pays qu'elle commande : الجزائر (El-Djazâ'ir). Cependant la distinction est faite dans la langue parlée entre, d'une part, El-Djazâ'ir qui désigne l'espace qui n'est ni le Maghreb extrême, ni la régence de Tunis, et, d'autre part, la ville désignée couramment par la contraction دزاير (Dzayer) ou dans un registre plus classique الجزائر العاصمة (El-Djazâ'ir El 'âçima, Alger la Capitale).
Cette présence de la régence qui s'étend sur trois siècles va façonner les contours de ce que les géographes arabes désignent comme جزيرة المغرب (Djazirat El Maghrib). Cette période voit l'installation d'une organisation politique et administrative qui va participer à la mise en place de l'entité algérienne : وطن الجزائر (Watan El-Djazâ'ïr, pays d'Alger) et la définition de frontières avec les entités voisines à l'Est et à l'ouest,.
Dans les langues européennes, El Djazâïr va dériver pour donner Alger, Argel, Algiers, Algeria... En anglais une distinction progressive se fait entre Algiers, la ville, et Algeria, le pays alors qu'en français, Alger désigne à la fois ville et sous les formes « royaume d'Alger » ou « république d'Alger » le pays. « Algériens » est attesté par écrit en français dès 1613 et ses emplois sont constants depuis cette date. Dans la lexicologie de l'époque, Algérien n'est pas Algérois (qui n'existait pas) et se rapporte à l'entité politique qu'était l'Algérie contemporaine. Un document français de 1751 décrit des « patriotes ou Algériens proprement dits » et ajoute que « le Roy ne se plaint nullement de la nation algérienne mais seulement du Dey comme infracteur des traités ». Les termes « patriotes algériens » et « nation algérienne » sont à prendre dans leur usage du XVIIIe siècle. L'expression « patriotes algériens » désigne les habitants du pays (autochtones). Le terme de « nation algérienne » désigne lui l'ensemble des habitants du pays que le rapport français de l'époque voulait différencier des dirigeants d'origine turque.

## Histoire

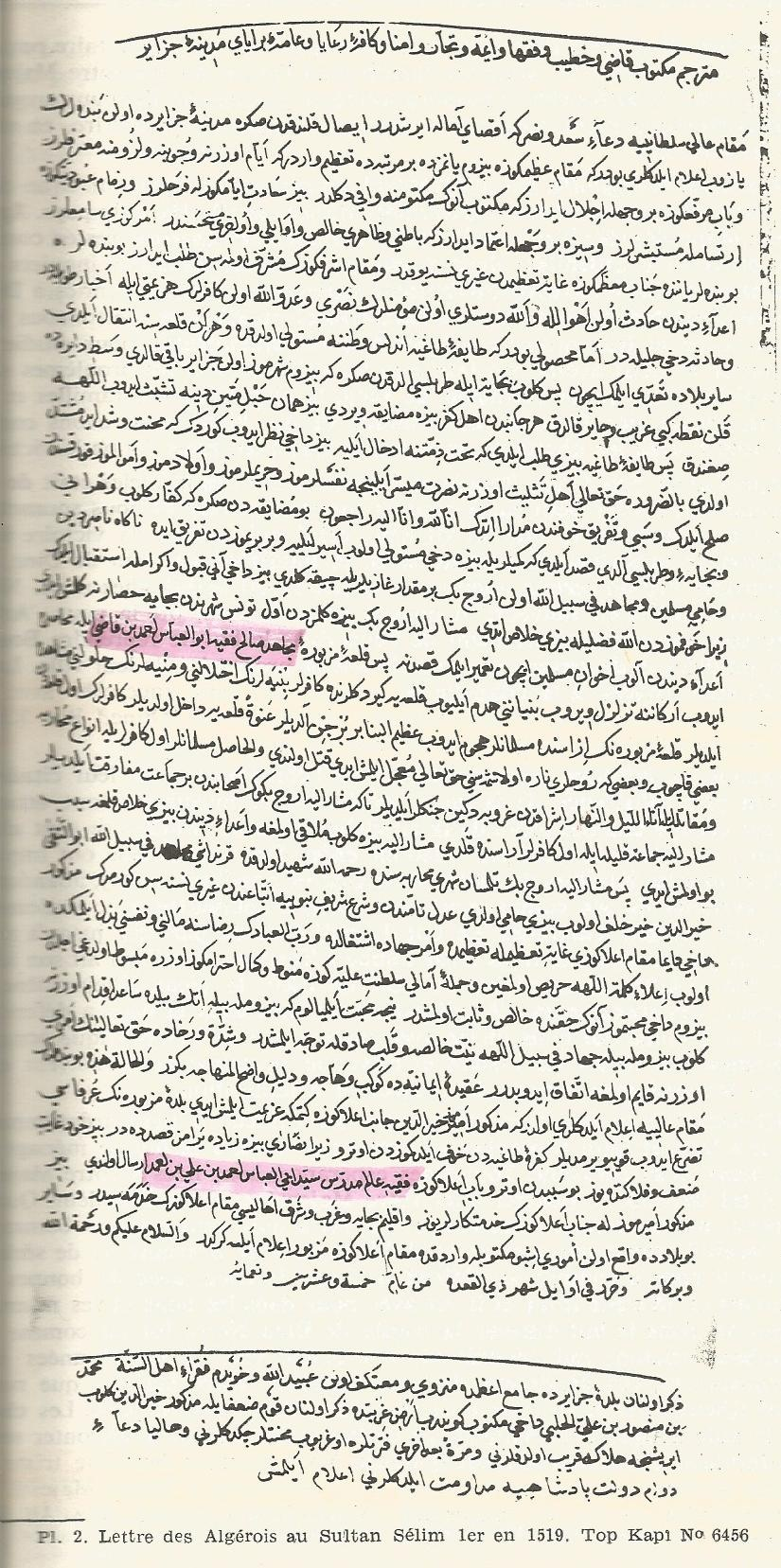
Lettre en arabe des notables d'Alger au sultan ottoman Sélim Ier pour demander l'assistance ottomane face aux convoitises espagnoles (1519) au nom des habitants, de Kheirredine (Barberousse) et Ibn el Qadi. Copie conservée au musée de Topkapi à Istanbul.

Les Turcs ne se sont pas introduits en conquérants en Algérie. Les Algériens firent appel aux Turcs pour contrer les Espagnols qui s'emparèrent de plusieurs villes maritimes, à la suite de quoi les Turcs en profitèrent pour devenir les maîtres du pays[réf. nécessaire].

### L'espace politique du Maghreb central auxXIVeetXVesiècles

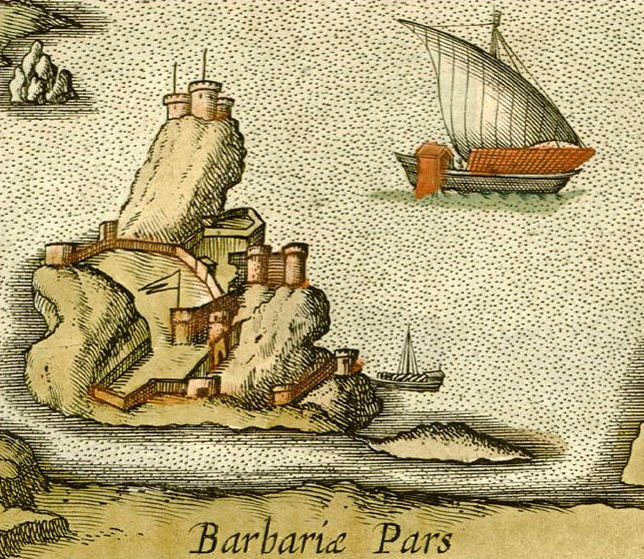
Le Peñón de Argel (rocher d'Alger), forteresse espagnole prise par les janissaires de Barberousse en 1529 (XVIe siècle)

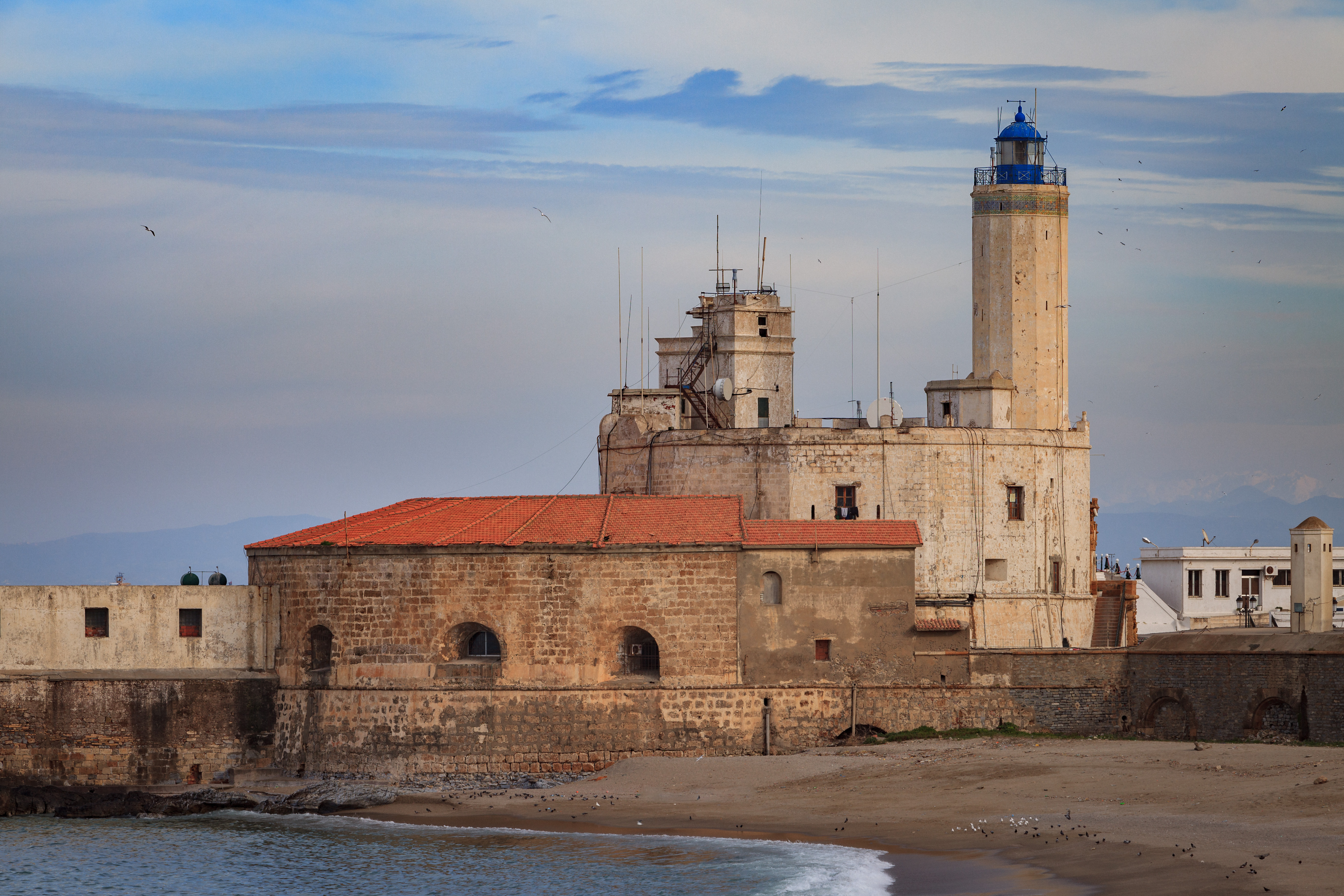
Peñon devenu le phare d'Alger.

À partir de la seconde moitié du XIVe siècle, le Maghreb connaît une décadence. Au Maghreb central, le royaume zianide (dont la capitale est Tlemcen) s’affaiblit du fait de querelles familiales et se fragmente : les émirs installés à Oran et Ténès luttent contre les souverains de Tlemcen. À l’est, Béjaïa et Constantine deviennent indépendants du pouvoir central de Tunis, les ports forment de petites républiques : Alger, Bône, Jijel, Dellys, etc. Sur les Hauts plateaux et dans le Sud, les confédérations tribales sont indépendantes de tout pouvoir central et des principautés indépendantes se constituent en Kabylie. Sur le plan socio-économique, le commerce s'arrête, la vie urbaine recule et l’agriculture connaît une régression. Après la disparition du royaume de Grenade en 1492, l'Espagne se trouve renforcée économiquement et militairement. Tout en se lançant dans la colonisation en Amérique, les Espagnols s’emparent de plusieurs ports du littoral algérien et obligent les villes de Ténès, Mostaganem et Cherchell à payer tribut. Les populations sont mécontentes de leurs chefs incapables de les défendre, des mouvements soufis émergent et leurs chefs, qui deviennent de plus en plus influents, aideront plus tard les frères Barberousse et les ottomans à s’installer dans la région.
Le cardinal Ximenès, primat d’Espagne, veut porter la Croisade au cœur des petits États barbaresques. Les Espagnols annexent plusieurs villes côtières : Mers el-Kébir en 1505, Oran en 1509 et Béjaïa en 1510.
L’aristocratie marchande d’Alger décide, vers 1516, de faire appel aux frères Barberousse pour stopper cette expansion.
Alger (El Djazaïr) est au début du XVIe siècle un petit port peuplé d'environ 20 000 habitants ; sa population s’est fortement accrue avec l’arrivée des Juifs et des Maures expulsés d’Andalousie à la suite de la chute de Grenade. Elle devient un « petit état municipale », et deviendra par la suite le centre d’un nouvel État.
Au début du XVIe siècle, l’oligarchie citadine commerçante d’Alger désigne le chef de la tribu arabe des Tha'alibi, Salim at-Toumi, émir de la ville et se montre favorable à un compromis avec les Espagnols. En 1510, les Espagnols construisent sur un des îlots face à Alger, une forteresse, le Peñon, qui menace la ville. Alger, qui n’a ni l'armée, ni l'artillerie suffisantes pour affronter l'armée espagnole, commence à prendre crainte. Les habitants d’Alger, séduits par la protection dont bénéficiaient les habitants de Jijel, font appel aux frères Barberousse. Originaires de l’île de Mytilène, les trois frères écument alors la Méditerranée et les côtes espagnoles au secours des populations musulmanes victimes de la Reconquista espagnole.
L'histoire de l'État d'Alger s'organise en plusieurs systèmes correspondant à plusieurs périodes historiques successives, :
- les frères Barberousse fondent le sultanat d'Alger (1515-1519) puis le placent sous protection ottomane (1519-1520) ;
- la régence d'Alger est conquise par le sultan de Koukou, de facto sultan d'Alger et de Koukou[H 13] (1520-1525/1527) ;
- la régence d'Alger est gouvernée par un beylerbey investi par le sultan ottoman (1527/1534[N 1]-1587) ;
- la régence est gouvernée par des pachas (1587-1659), désignés par le sultan ottoman ;
- la régence se dégage de l'autorité de l'Empire ottoman sous l'autorité des aghas (1659-1671) ;
- la régence est gouvernée par des deys désignés localement et investi pour la forme par le sultan ottoman (1671-1830) jusqu'à la conquête de l'Algérie par la France.

### Les frères Barberousse (1516-1519): les sultans d'Alger

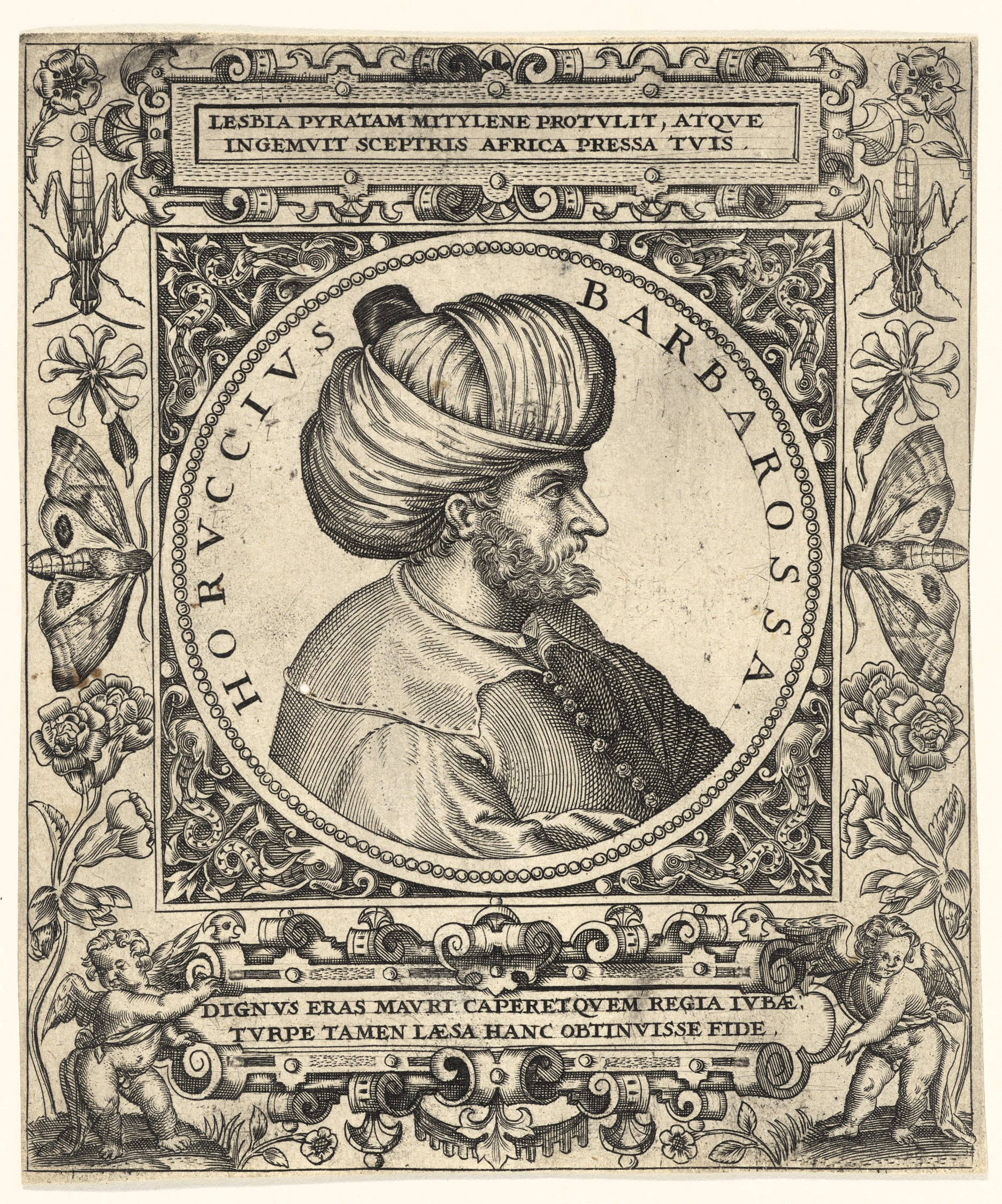
Arudj Barberousse.

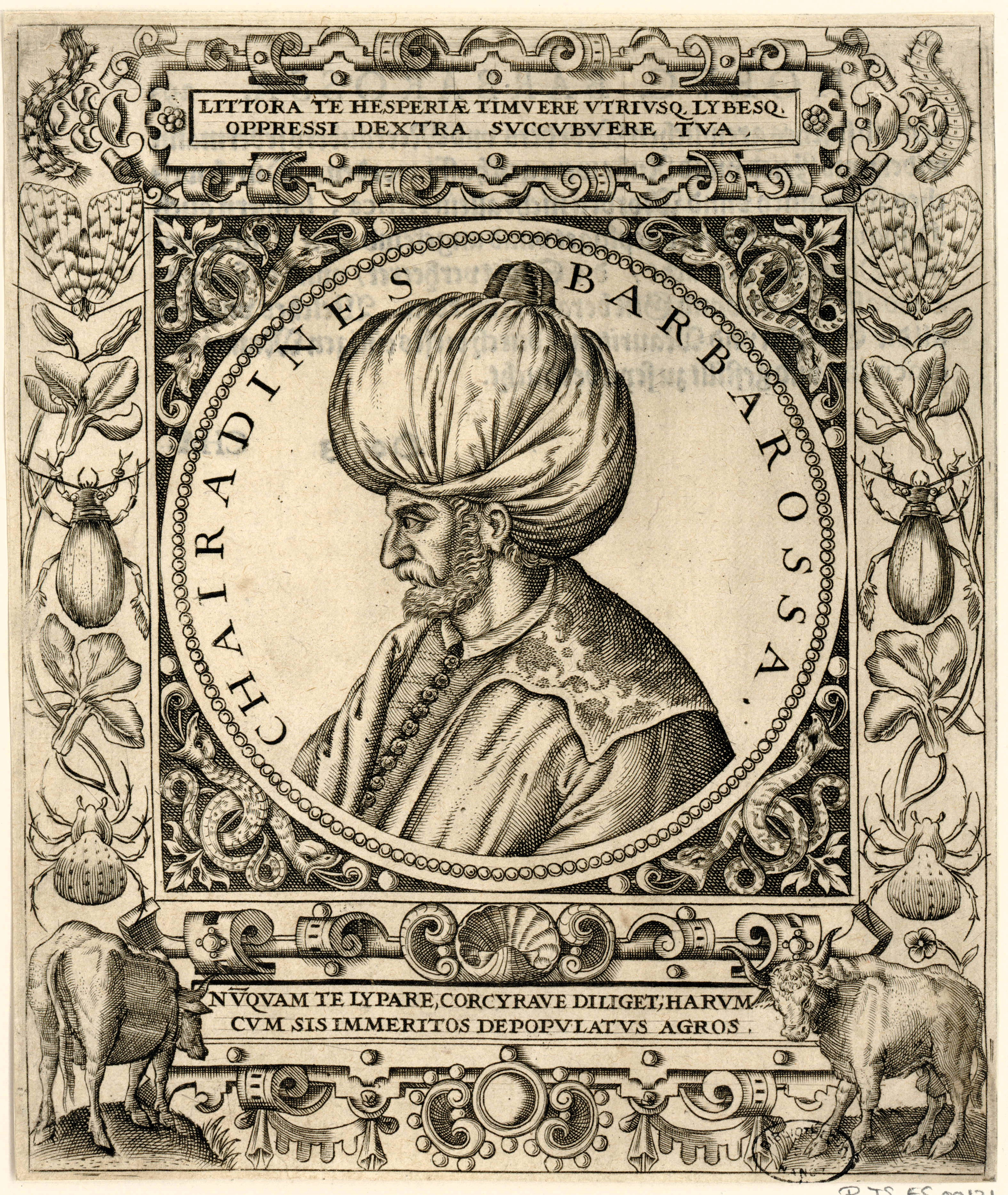
Kheireddine Barberousse.

Appelé initialement par les Kabyles en 1512, Aroudj Barberousse tente de reconquérir Béjaïa avec l'aide de Berbères. Le siège de la ville est finalement un échec, mais il inaugure une période d'hostilité entre les Espagnols et les frères Barberousse. Arudj est impressionné par le courage des Kabyles. Les Kabyles comme les Arabes accueillent les frères Barberousse avec faveur. Ensuite appelés par les habitants d'Alger, les frères Aroudj et Khayr ad-Din débarquent à Jijel en 1514 et font de la ville leur base arrière pour organiser la lutte contre les Espagnols chrétiens qui avaient occupé par la force plusieurs villes de la côte algérienne, et depuis Jijel, ils recrutèrent les soldats et préparèrent les munitions et les armées avec lesquels ils attaquèrent les Espagnols à Béjaïa en 1512. Les frères Barberousse alliés au chef kabyle Belkadi, prennent Alger en 1516, à la tête de 5 000 Kabyles, 1 500 Turcs, suivis de 800 arquebusiers, et d’une flotte de 16 galiotes,. Ainsi, il devient maître de la ville après avoir fait assassiner l'émir Salim at-Toumi qui avait intrigué avec les Espagnols et sa tribu pour se débarrasser des pirates. Aroudj décide de faire d'Alger la capitale de son État, car la ville est stratégique. Elle faillit d'ailleurs devenir capitale du Maghreb central une première fois sous les Zianides au XVe siècle. Aroudj est proclamé sultan d'Alger sous les acclamations des corsaires turcs et des Kabyles de Belkadi. Il sort du palais de la Djenina et trouve une ville déserte : la nouvelle de la mort de Salim at-Toumi fait craindre le pire à la population et seuls quelques curieux s'aventurent dehors. Aroudj fait donc jeter des pièces d'or et d'argent. De retour à la Djenina il fait convoquer le diwan : notables, oulémas et militaires haut rang. Pour sauver les apparences, il fait part de sa douleur pour la mort de Salim at-Toumi et décide de s'entourer de toutes les notabilités (cadi, muftis, commerçants, artisans...) pour administrer Alger et les possessions à venir. Aroudj partage la partie de l'Algérie qui reconnaît son autorité en deux commandements : un à l'Ouest, entre les mains d'un chef nommé Mohamed Ben 'Ali et un autre, oriental, comprenant les territoires des régions de Koukou, Sétif et Constantine entre les mains de Ahmed Belkadi.
Les frères Barberousse se lancent dans l'édification d'un État centré sur Alger sur les décombres des États zianides et hafside, malgré des affrontements segmentaires récurrents et la menace espagnole. On parle dès lors de dawla al-Jazâ’ir (en arabe : le pouvoir-État d’Alger), terme déjà usité dans le même sens par Ibn Khaldoun puis, plus tard au XVIIe siècle de watan al-Jazâ’ir (en arabe : la patrie Algérie).
Il repousse d'Alger une expédition espagnole. Il organise l’administration de la ville dont il renforce le système de défense en construisant des fortifications. Il conquiert tout l’arrière-pays et l’Ouest algérien : la Mitidja, le Chelif, le Titteri, le Dahra, l’Ouarsenis. En 1518, il lance une expédition contre Hamid el Abid, cheikh de Ténès et allié des Espagnols. Il prend la ville de Ténès et reçoit alors une délégation de Tlemcen composée de partisans du sultan déchu Moulay Ibn Zian. En effet, Moulay Abou Hammou, allié aux Espagnols a pris le trône à Tlemcen par la force et détient Moulay Ibn Zian dans ses prisons. Aroudj et Moulay Abou Hammou se livrent bataille dans la plaine de Sidi Bel Abbès où Moulay Abou Hammou est vaincu. Aroudj prend Tlemcen sans résistance, Moulay Abou Hammou a fui vers Oran où il est accueilli par ses alliés Espagnols. Moulay Ibn Zian libéré est finalement assassiné avec sa suite, probablement en raison d'un complot contre Aroudj qui fait son entrée dans le Mechouar et s'assoie sur le trône. Il administre la ville et la région durant une année : il fait lever l'impot, soumet les Beni Snassen et entre en pourparler avec le sultan wattasside de Fez. Il apprend que les Zianides dissidents et les Espagnols préparent une expédition depuis Oran pour le chasser. En mauvaise posture il demande de l'aide à son frère Kheirredine resté à Alger. Une troupe conduite par ses deux autres frères Ishak et Skander est interceptée à la Kalaa des Beni Rached par les Espagnols. Ses deux frères sont tués dans les combats. Aroudj se défend six mois dans Tlemcen, puis décide de prendre la fuite. Il est poursuivi par les Espagnols, et séparé de Belkadi qui a pris une autre direction, il est finalement rattrapé. Il est tué à Rio Salado (El Malah), défait par les Espagnols.

### Demande de rattachement à l'Empire ottoman (1519)
Kheireddine Barberousse est proclamé « sultan d'Alger » ; entre la fin octobre et le début novembre 1519, une assemblée composée de notables algérois et d'oulémas charge une délégation de soumettre au sultan ottoman Sélim Ier une proposition de rattachement de l'Algérie à l'Empire ottoman. En effet, à la suite de la tentative de l'empire espagnol de prendre Alger en 1518, Kheireddine Barberousse prend conscience de la nécessité de s'appuyer sur l'aide ottomane. Il est par ailleurs en difficulté sur le plan intérieur à cause du retournement d'alliance du royaume de Koukou qui joint ses forces aux Hafsides pour lui infliger une sévère défaite sur l'oued Isser en 1519 ainsi que de sa lourde défaite face aux Zianides et aux Espagnols dans l'Ouest. La perte de ses divers appuis sur le plan intérieur débouche sur la nécessité d'un appui « extérieur » (les Ottomans) pour maintenir ses possessions autour d'Alger. La délégation se charge de faire comprendre l'importance stratégique d'Alger en Méditerranée occidentale au sultan ottoman. La proposition n'est, à l'origine, pas accueillie avec enthousiasme par Constantinople qui conçoit mal d'intégrer un territoire aussi lointain et aussi proche de l'Espagne à sa sphère d'influence. L'idée est même considérée comme périlleuse et ne sera acceptée définitivement que sous Soliman en 1521. Kheireddine Barberousse est alors nommé beylerbey (équivalent d'émir). Le rôle important de la flotte de la régence dans les campagnes maritimes ottomanes et cette adhésion volontaire donnent un caractère particulier aux relations entrer Alger et Constantinople. La régence est considérée non comme une simple province mais comme un « État d'Empire ». Cet État fut très important aux yeux des Turcs, car il constituait le fer de lance de la puissance ottomane en Méditerranée occidentale.

### Intermède des sultans de Koukou (1520-1527)
Les relations entre Belkadi et Kheirredine Barberousse se sont tendues à la suite du désastre de 1518 à Tlemcen : Kheirredine impute la mort de son frère Aroudj au retrait de Belkadi. La mort du zianide Abou Hammou, relance une guerre de succession à Tlemcen. C'est finalement Moulay Abdallah qui monte sur le trône et se maintient comme tributaire d'Alger. Cette consolidation du pouvoir de Kheirredine déclenche l'hostilité du sultan hafside de Tunis, Moulay Mohamed, qui cherche des alliés. Finalement Belkadi accepte l'alliance avec Tunis, sentant l'hostilité croissante de Kheirredine. Le passage des troupes de Tunis est négocié avec les cheikhs de tribus et ils peuvent faire leur jonction avec celles de Belkadi.
Ahmed Belkadi prend la ville d'Alger à Kheirredine Barberousse à la suite de la bataille des Issers en 1519, puis la prise d'Alger en 1520. Cette conquête des Kabyles de Koukou ouvre une période de règne du sultan de Koukou sur Alger, Belkadi devient « roi de Koukou et d'Alger » pour cinq à sept ans (1520-1525/1527),. Qara Hasan, ancien agha de Kheirredine, conclut un accord avec Belkadi, s'établit à Cherchell et règne sur la province ouest : le littoral de Tipaza à Cherchell. Cette période a marqué la toponymie d'Alger où une montagne s'appelle Djebel Koukou.
Kheirredine ne reviendra qu'en 1521 dans la Régence par un débarquement à Jijel d'où il se met en correspondance avec la nouvelle principauté de la Kalaa des Beni Abbès, rivale de Koukou,.
Kheirredine poursuit sa progression dans l'Est avec Abdelaziz Amokrane : il prend Collo en 1521, Bône et Constantine en 1523 ; puis avec le soutien des Beni Abbès, traverse leur fief des Babors et la Soummam. Le Djurdjura est traversé sans incident, mais à Iflissen ils doivent faire face à un détachement de Belkadi qui est défait. Belkadi se replie alors sur Tizi Naït Aicha (Thénia) pour barrer les principales voies d'accès à Alger. Kheirredine réussit par un détour à entrer dans la plaine de la Mitidja. Avant la bataille finale, Kheirredine corrompt un membre du camp adverse. Belkadi est assassiné par le traître contre la somme de 4 000 ducats. La débâcle provoquée par cette mort ouvre la voie d'Alger où la population qui se plaignait du gouvernement de Belkadi, ouvre les portes à Kheirredine vers 1525 ou 1527. Kheirredine rétablit l'Odjack des janissaires, prend la route de Cherchell et défait Qara Hassan. Il prend également contact avec le sultan zianide, Moulay Abdallah, pour lui signifier qu'il entend bien percevoir le tribut dû en tant que vassal d'Alger.

### L'époque des beylerbeys (1527-1586)

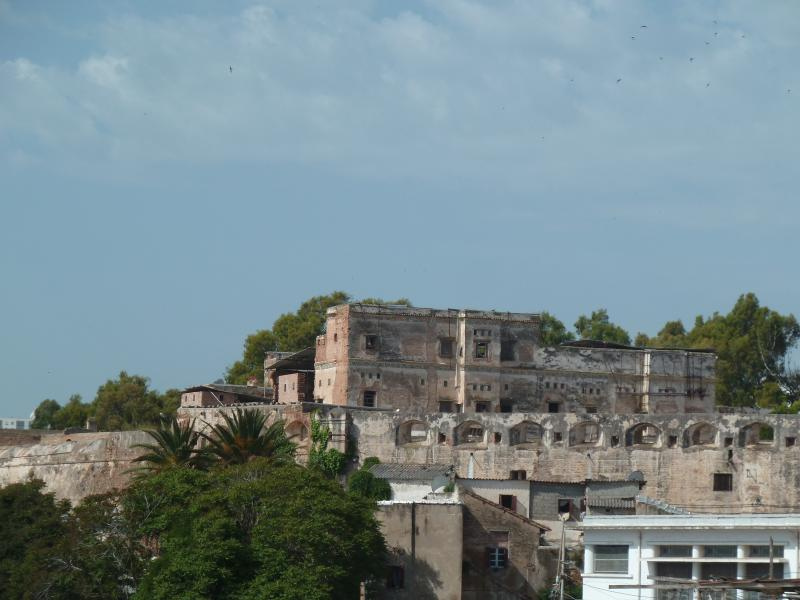
La citadelle d'Alger classée par l'Unesco sur la liste du patrimoine mondial.

Dans l'Empire ottoman, le statuts des parties de l’empire vont de la province, qui paie un tribut annuel, aux États d’Empire avec lesquels on se contente d’une allégeance formelle et de l’envoi de présents à certaines occasions. Alger s’affirmait en tant qu’État d’empire, c’est-à-dire une entité politique ayant tous les attributs de l’État au sens d’alors, mais qui par ailleurs constituait une partie intégrante de l’empire ottoman.
L’État d’Alger n'a alors pas un caractère national au sens moderne du terme cependant avec le temps, il s’est développé un sentiment d’appartenance à un État-territoire uni, watan al jazâ’ir. Cet État constitué dans les formes de l’époque, prend en toute indépendance l’initiative de se mettre sous l’obédience du sultan ottoman. Le chef de cet État d’empire, Kheirredine Barberousse, continue comme son frère et prédécesseur Arroudj, à porter le titre de sultân al-jazâ‘ir, comme l’indiquent différents documents de l’époque. Pour Kaddache, l'Algérie a d'abord été un « royaume-province », de l'Empire ottoman avant d'affirmer ultérieurement son indépendance. Le beylerbey exerce son autorité sur l'ensemble de l'Afrique : en plus du gouvernement d'Alger, les pachas de Tunis et de Tripoli sont sous son autorité. Vassal de la Porte ottomane, il est en fait assez indépendant de cette autorité lointaine, au point que l'Espagnol Haedo parle de « rois d'Alger ». Il exerce le pouvoir personnellement ou par le biais d'un khalifa (lieutenant) en s'appuyant sur la milice, originaire d'Anatolie. Cependant le caractère exigeant de cette dernière constitue un danger pour le beylerbey qui fait recruter une garde de soldats berbères de Kabylie, plus maniables et tout aussi bons soldats. Cette organisation d'une force locale berbère suscite la colère de l'Odjack local et la méfiance de Constantinople.
Il n'existe que quelques beylerbeys en titre : Kheirredine Barberousse (1519-1534), Hassan Pacha (1544-1551) 3e Barberousse et fils de Kheirredine il est soupçonné de vouloir se rendre indépendant avant d'être réinvesti (1557-1564), Salah Raïs Pacha (1552-1557) et Uluç Ali Paşa (Euldj Ali, 1568-1586). Souvent appelé en campagne maritime, notamment pour le compte de l'Empire, le beylerbey laisse un khalifa à Alger en son nom : c'est notamment le cas de Hassan Agha (1536-1543) qui déjoue l'expédition d'Alger de 1541 menée par Charles Quint en personne.

#### Les réactions hafsides, zianides et kabyles

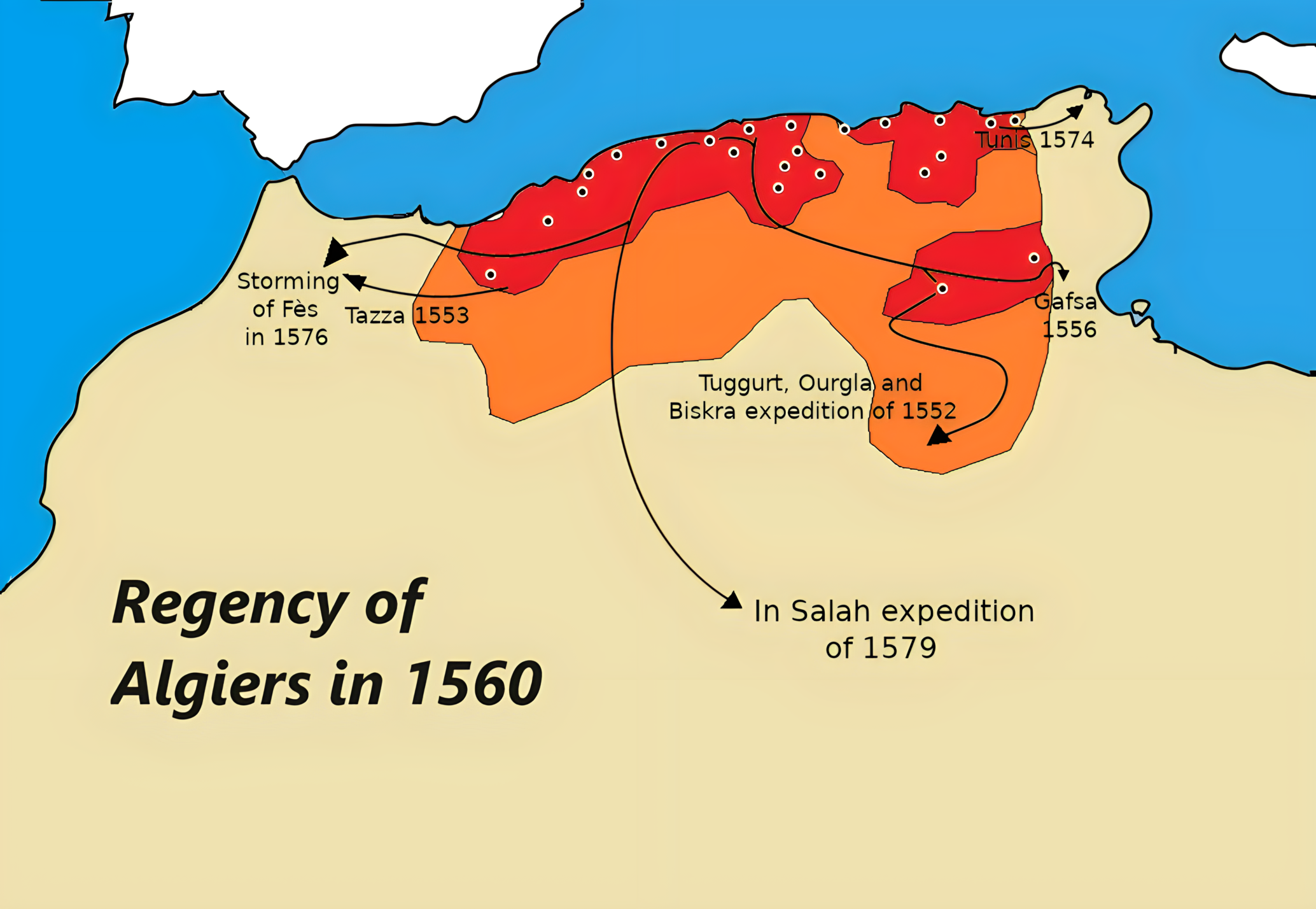
Régence d'Alger en 1560 et diverses expéditions menées par les beylerbeys successifs d'Alger.

Le développement démographique de la ville d'Alger se fait aux dépens de son substrat berbère déjà bien entamé ; elle attire diverses populations méditerranéennes. L'influence de la ville va se heurter aux Kabyles, principal groupe berbère de son arrière-pays. Paradoxe de l’histoire, ces derniers seront pourtant, à l’origine, les premiers alliés des frères Barberousse, et ce dès 1512, et joueront à leurs côtés, un rôle essentiel dans la fondation de la régence d’Alger. Ce sont des contingents originaires de Djidjelli et de ses environs qui aideront Arudj à se débarrasser du maître d’Alger, Salim-et-Toumi, lequel l'avait bien appelé pour chasser la garnison espagnole installée depuis 1511, face à la ville, dans la fameuse forteresse du Peñon. Celle-ci ne sera prise qu’en 1530 par Kheir-ed-din, toujours soutenu par ses Kabyles. C’est grâce à eux qu’une poignée de Turcs et de renégats pourra conquérir tout le pays et en particulier abattre définitivement les Abd el Waddites de Tlemcen et les Hafsides du sultanat de Béjaïa. Ces tribus organisées autour de deux « États », Koukou et Beni Abbès constituent tout au long de l'histoire de la régence une force militaire capable de s'opposer à la milice des janissaires.
Au sein des anciennes possessions hafsides, Béjaïa fut une ville dissidente et siège d'un émir de Béjaïa régnant sur un territoire correspondant à l'ancien domaine hammadide, soit l'est algérien. À la fin du XVe siècle et au début du XVIe siècle, Léon l'Africain et Al-Marini décrivent un prince de Béjaïa, séparé de celui de Tunis, avec une situation similaire à Constantine et Annaba, ce qui traduit un morcellement du territoire hafside. L'émir Abderrahmane, fondateur du royaume des Beni Abbès, est lui-même l'ancien émir hafside de Béjaïa ; il se replie sur la Kalâa des Beni Abbès en Kabylie,.

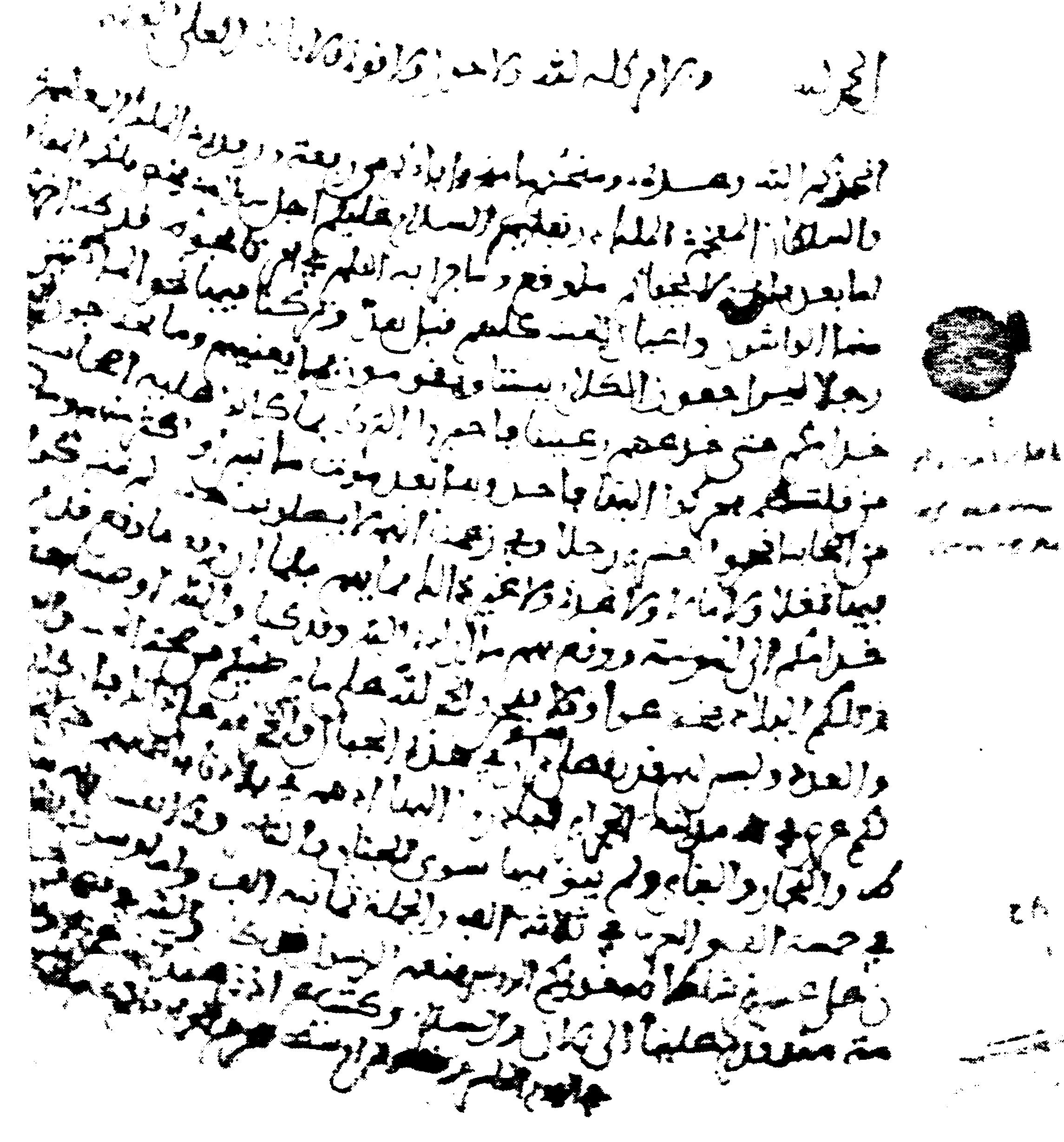
Lettre de 'Amar Belkadi, sultan de Koukou, à Philippe II d'Espagne (16 juin 1598).

Cependant le roi de Koukou s'étant attiré les faveurs des Hafsides de Tunis, Kheireddine va trouver un allié sur le plan local en la personne du rois des Beni Abbès, Abderrahmane puis El Abbès. Ce dernier est en conflit avec son oncle, Abu Bakr, émir hafside de Constantine et vassal de Tunis, et va s'allier avec Kheireddine pour réduire son influence. C'est ainsi qu'entre 1520 et 1525, Kheireddine va paradoxalement renforcer sa présence dans l'est algérien. Il s'empare, avec l'aide des locaux, qui lui sont favorables, de Collo (1520), Constantine (1521) et Annaba (1522). Ces succès s'expliquent, outre ses alliances locales, par le manque de vivacité des Hafsides de Tunis qui n'entreprennent aucune contre-attaque. Ces manœuvres lui permettent également de couper tout lien territorial entre Koukou et Tunis, empêchant l'envoi de renforts. L'incapacité d'Ahmed Belkadi à fonder une entreprise étatique autour d'Alger et des tribus arabes et berbères locales, l'impossibilité de compter sur les Hafsides de Tunis et la maîtrise de l'est algérien par Khayr ad-Din Barberousse ouvre la voie au retour de Kheireddine à Alger en 1527.
Un autre élément va rajouter à la confusion, celui de l'alliance avec l'Empire espagnol. En effet le déclin de Hafsides, l'établissement de la régence, la rivalité entre les royaumes de Koukou et Beni Abbès et les retournements d'alliance de ceux-ci, vont ouvrir jusqu'à la fin du XVIe siècle un véritable « chassé-croisé » entre ces divers acteurs. Le déclin des Hafsides rend nécessaire l'alliance avec l'Espagne pour contrer l'influence de la régence et de son appui ottoman. En 1529, un traité est signé selon lequel le royaume de Koukou devient tributaire de la régence contre une reconnaissance de son autonomie. À cette période, un traité semblable est signé avec le royaume de la Kalâa des Beni Abbès.
Le traité est rapidement remis en cause à deux reprises, au nom du lien qui unit le royaume de Koukou aux Hafsides. En effet les Ottomans entreprennent de déposer les Hafsides de Tunis qui déstabilisent la régence dans le Constantinois par des éléments « pro-hafsides ». Cependant, ces derniers sont appuyés par les Espagnols de Charles Quint, qui font également reconnaître leur suzeraineté à l'ouest au royaume zianide. Charles Quint décide alors d'une expédition vers Alger en 1541, à laquelle le royaume de Koukou va s'allier. L'échec de cette expédition expose alors le royaume de Koukou aux représailles, cependant sans combats, de Hassan Pacha en 1542 et le force à respecter le traité de 1529. Cette expédition permit aussi le ralliement du sultan de Tlemcen aux Ottomans.
En 1555, les Ottomans, soutenus par les Kabyles, remportent la bataille de Béjaïa et libèrent la ville de l'occupation espagnole.
Les Kabyles s'allieront aux Ottomans à de nombreuses reprises pour repousser les expéditions punitives occidentales, par exemple l'expédition de Djidjelli.

#### L'expansion territoriale et l'affermissement de l'autorité d'Alger

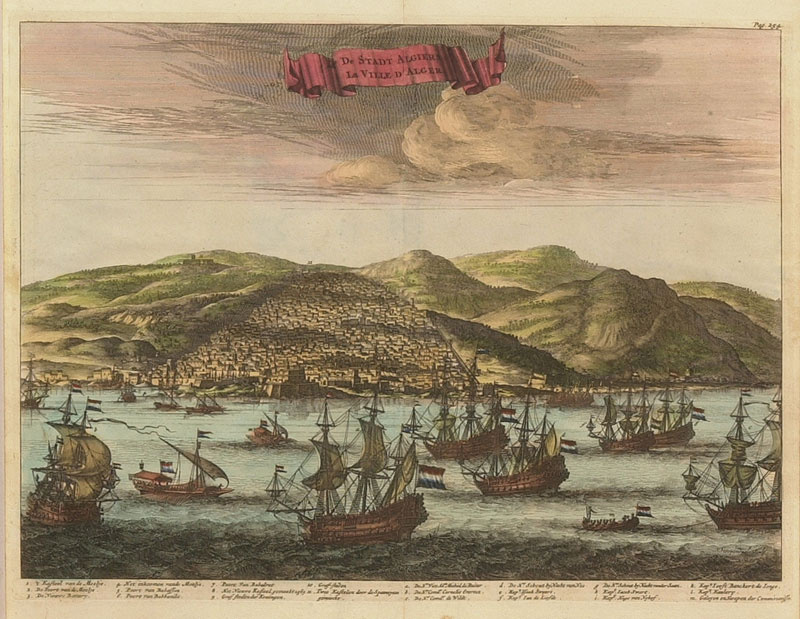
Alger à l'époque de la régence (1680)

Kheireddine reste au pouvoir à Alger jusqu'en 1533 ; seuls quelques-uns de ses successeurs ont un règne conséquent : Hassan Agha (1534-1543), Hassan Pacha (1544-1551, 1557-1561 et 1562-1567), Salah Pacha (1552-1556).
Une fois les Espagnols repoussés, Alger, dotée d’un port et entraînée par un chef de guerre compétent, se livre avec succès à l'attaque de navires en mer (corso) et au pillage des régions côtières européennes. Devenue un grand port de guerre, elle gagne au fil des expéditions étrangères la réputation de ville « bien gardée » (المحروسة, al-maḥrūsa(t) en arabe) et d'« imprenable ».
En 1540, le Pape Paul III lance une croisade contre les Algériens. Charles Quint, le souverain le plus puissant d'Europe, roi d'Espagne et empereur d'Allemagne, est le seul à répondre. En 1541, il réunit une flotte de 65 vaisseaux de guerre, 451 navires et 23 000 combattants dont 2 000 cavaliers et vient faire le siège de la ville. Mais les Ottomans interviennent et écrasent Charles Quint lors du siège d'Alger.
L'État de Tlemcen est annexé à la régence d'Alger (1550). En 1554, Salah Raïs aide le dernier sultan wattaside à reprendre sa capitale Fès, qui sera tributaire de la régence[réf. nécessaire], mais la ville sera reprise la même année par les Saadiens. La ville de Béjaïa est restituée à la régence en 1554. La ville d'Oran alors aux Espagnols est assiégée par les Ottomans et les Berbères, et plusieurs villes de l'est de l'Algérie et du Sahara sont prises aux Espagnols, dont : Biskra, Ouargla et Touggourt[réf. nécessaire]
Le dernier beylerbey est Uludj Ali (ou Occhali Pacha), désigné comme gouverneur d'Alger en 1568. Il reste officiellement beylerbey jusqu'à sa mort en 1587, mais n'exerce pas en général la fonction qui est dévolue à des suppléants, notamment Hassan Veneziano à partir de 1577.

#### Alliance franco-ottomane

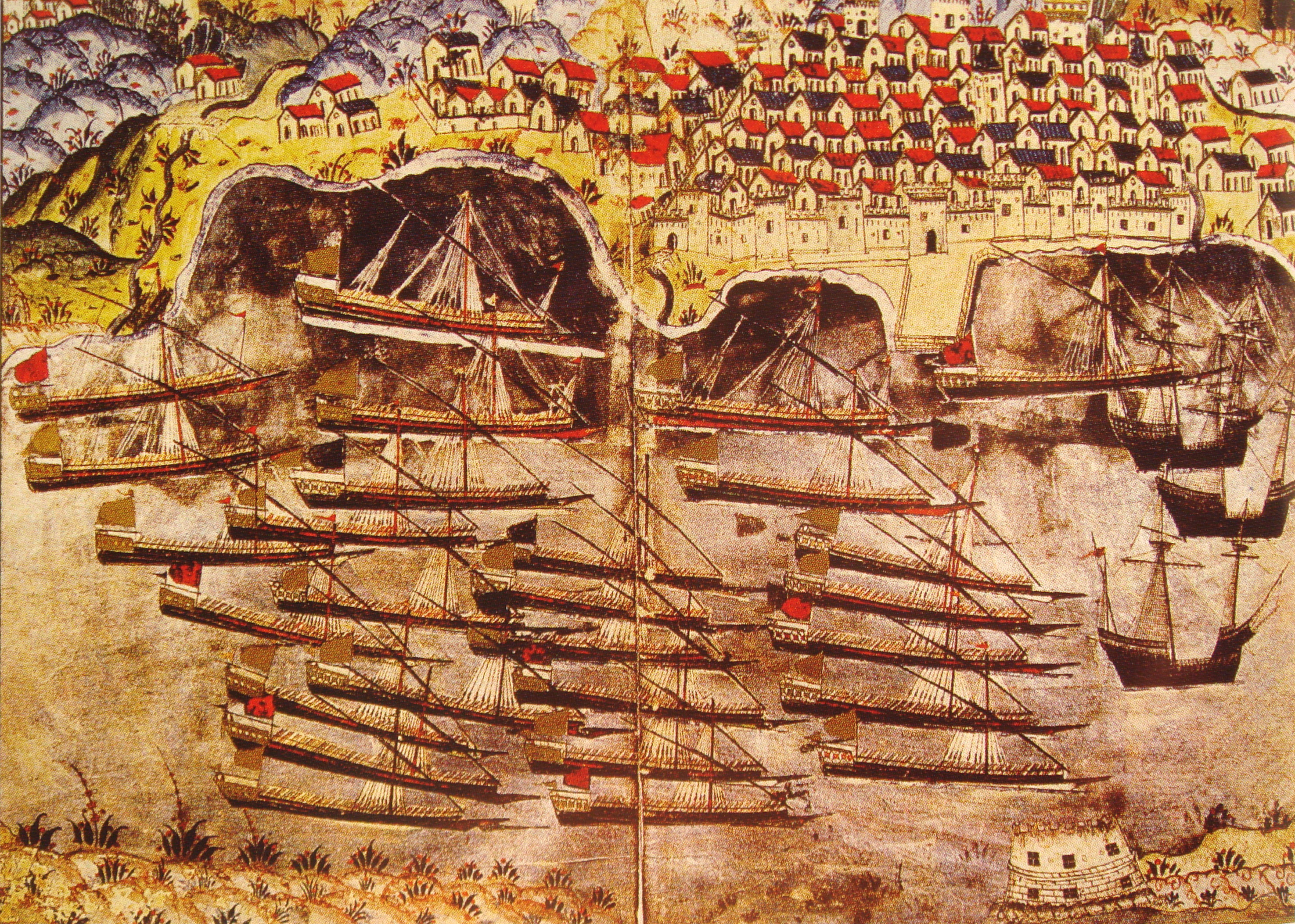
La flotte de Barberousse hiverne à Toulon en 1543.

En 1536, l'amiral français Bertrand d'Ornézan unit ses douze galères françaises à une petite flotte ottomane appartenant à Barberousse à Alger, faite d'une galère ottomane et de 6 galiotes, et attaque l'île d'Ibiza, dans les îles Baléares. Après avoir échoué dans la prise de la tour de Salé, la flotte attaque la côte espagnole entre Tortose et Collioure, puis prend ses quartiers d'hiver à Marseille avec 30 galères à partir du 15 octobre 1536. C'est la première fois qu'une flotte turque séjourne pour l'hiver à Marseille.
Après le siège de Nice, François Ier propose aux Ottomans de passer l'hiver à Toulon. Au cours de l'hivernage de Barberousse, la cathédrale de Toulon est transformée en mosquée, l'appel à la prière a lieu cinq fois par jour, et les pièces ottomanes ont cours. Tout au long de l'hiver, les Ottomans peuvent utiliser Toulon comme base arrière pour attaquer les côtes espagnoles et italiennes.

#### Guerre et relation avec le Maroc

##### Avec la République de Salé

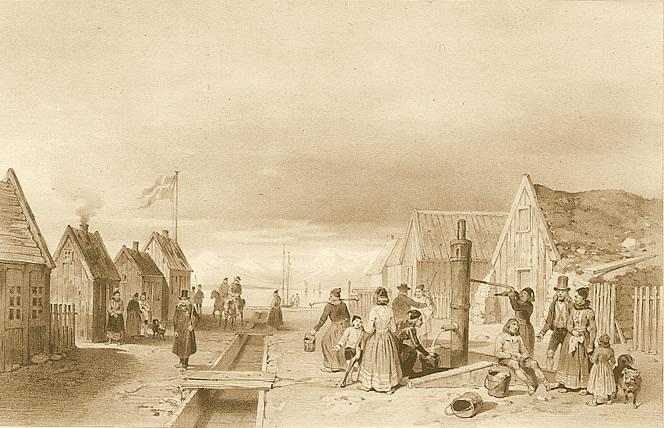
Reykjavik, l'une des avancées extrêmes en Atlantique des corsaires de Salé et de la régence d'Alger. Ce n'était alors qu'un très petit village.

Dès les premières années, les pirates et corsaires de Salé menèrent également des raids audacieux et lointains : en 1624, unis aux pirates d'Alger, ils allèrent jusqu'à donner la chasse aux pêcheurs de Terre-Neuve. En 1627, ils effectuèrent un raid contre la ville de Reykjavik, en Islande.
Le 30 juin 1632 a lieu le terrible sac de Baltimore par des pirates et corsaires barbaresques de la régence d'Alger et de la République de Salé.
Il existait une véritable spécialisation entre les pirates d'Alger et ceux de Salé. Forts de leur nombre et de leur antériorité, les pirates algériens se réservaient en pratique la course en « mer du Levant » (la mer Méditerranée), les pirates et corsaires de Salé se réservant l'océan Atlantique, avec le détroit de Gibraltar pour frontière.

##### Avec l'Empire chérifien
Sous le règne de la dynastie saadienne, la Moulouya sert de frontière entre le Maroc et la régence d'Alger, arrêtant « l'hégémonie des Turcs ottomans » vers l'ouest. Anthony S. Reyner fait démarrer cette délimitation à son embouchure, sans lui faire suivre l'ensemble du cours, la présentant comme la « frontière orientale traditionnelle du Maroc » mais aussi une zone de conflit pour la possession d'Oujda. La Moulouya est une limite fixée d'un commun accord même si Oujda (1549) puis Debdou (1563), à l'est de la Moulouya, sont prises par les Saadiens, la première pour un temps. La frontière de la Moulouya est respectée de part et d'autre pendant un siècle après l'assassinat de Mohammed ech-Cheikh (1557).
En 1550, le sultan Abu Hasun Ali s'enfuit en Europe. Le pacha d'Alger lui confie une armée pour chasser les Saadiens de Fès. Les Turcs dirigés par Abou Hassoun occupent Fès en janvier 1554. Mais ils se conduisent comme en pays conquis et s’opposent rapidement aux Wattassides. Cela permet à Mohammed ech-Cheikh de reprendre la ville à la fin de l’année. Le Maroc est réunifié et Mohammed ech-Cheikh installe sa capitale à Marrakech. Il commence des négociations pour faire alliance avec les Espagnols d’Oran, dont le gouverneur est le comte d’Alcaudete, afin de mener campagne commune contre les Turcs d’Alger. Cette politique suscite l’opposition des zaouïas qui lui reprochent de s’allier avec des chrétiens contre d’autres musulmans.
Hassan Pacha le fait assassiner en 1557, alors qu'il était en tournée dans l’Atlas, par l'officier qui commandait sa garde personnelle. Ce dernier le décapite et envoie sa tête à Constantinople.

#### Relations à l'Empire espagnol et ses présides (1509-1792)

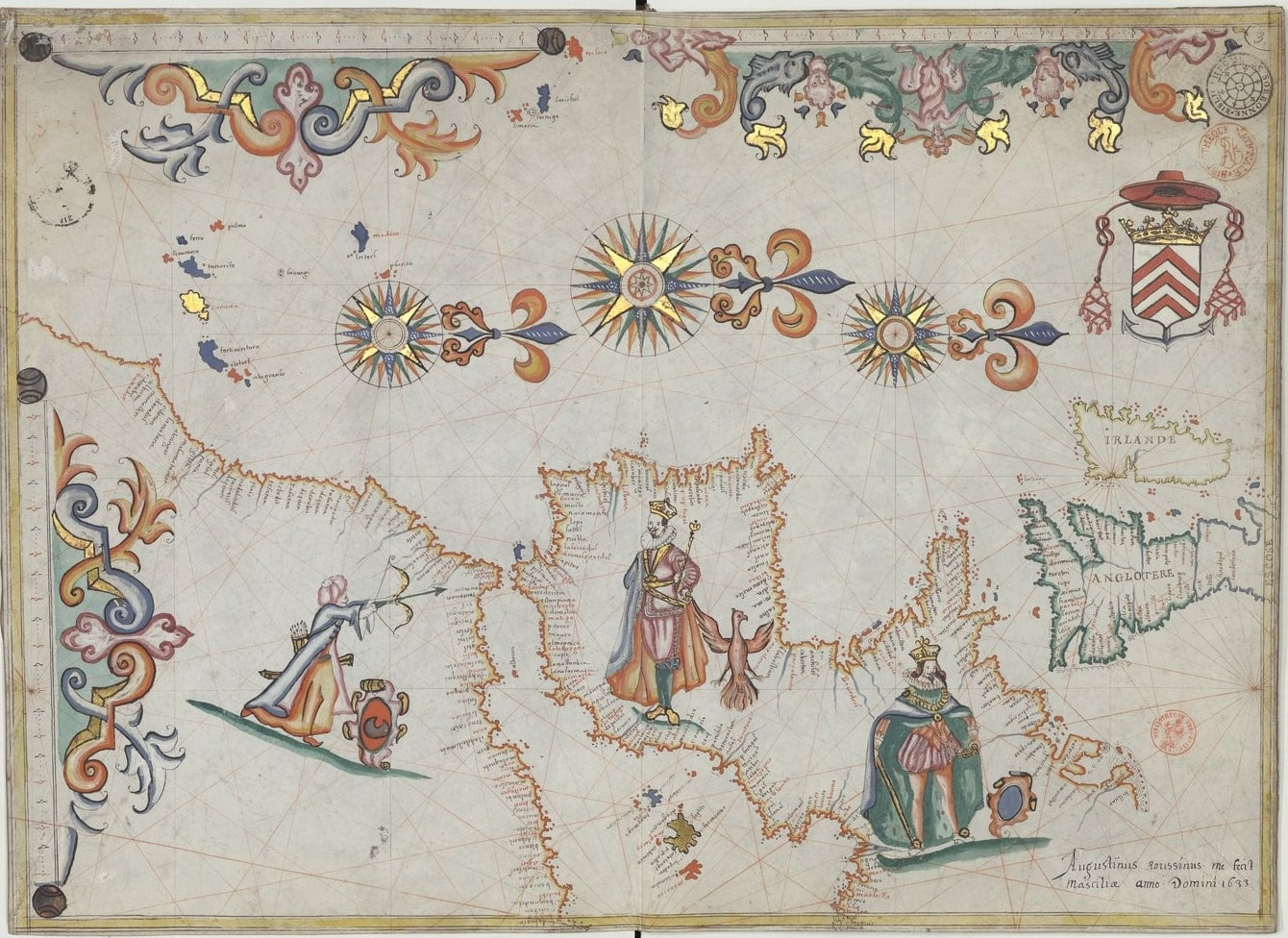
Carte de 1633 représentant les rapports de force en Méditerranée au XVIIe siècle: un archer maure (le « sultan d'Alger ») menace de son arc le roi d'Espagne Philippe IV tandis que Louis XIII, roi de France, les surveille. Manuscrit enluminé de la Bibliothèque nationale de France.

L'Empire espagnol apparaît dès le début de l'établissement de la régence d'Alger comme une puissance concurrente. Les frères Barberousse sont en effet appelés pour contrer le « péril espagnol » qui soumet peu à peu les places du littoral algérien au début du XVIe siècle. Dès 1516, les frères Barberousse vont agrandir leurs possessions en s'alliant avec l'élément religieux largement hostile aux Espagnols. En cinq décennies de lutte, les frères Barberousse et leurs successeurs structurent leur État, et mettent fin à la menace espagnole cantonnée à Oran et Mers El-Kébir. L'Espagne établit des présides ou « places de souveraineté » dans la régence d'Alger, temporairement au Peñon d'Alger (1510-1529), à Béjaïa (1509-1555) mais elle ne conserve que durablement Oran et Mers el-Kébir (1509 à 1708 puis 1732 à 1792).
Les Espagnols intriguent dans les affaires de la régence par le biais d'alliés locaux : les anciens sultans zianides de Tlemcen, ou les royaumes de Kabylie reçoivent leur soutien quand ils entrent en dissidence contre la régence d'Alger. Certaines expéditions d'envergure comme la tentative de prendre Alger en 1541 tournent au désastre et valent à Alger la réputation de ville imprenable ou bien gardée (al mahrussa). En mer, les corsaires algériens attaquent les navires et mènent des raids sur les côtes hispaniques. Ce conflit et la guerre de course entre la régence d'Alger et l'Espagne doit être replacé dans le cadre plus large, du moins pour la période 1520-1580, d'une rivalité entre l'Espagne et l'Empire ottoman pour l'hégémonie en Méditerranée. À partir de 1580, la guerre de course ne vise plus seulement l'Espagne mais l'ensemble des pays d'Europe du Nord et de l'Ouest. Les nombreuses victoires de la régence d'Alger sur ces derniers lui valent d'être surnommée « la maison de djihad » par le sultan ottoman Sélim II.

### L'époque des pachas (1587-1659)
La fonction de pacha d'Alger est de durée limitée : en principe trois ans. Un rôle important est joué par les institutions locales : la milice (odjak), les armateurs corsaires (taïfa des raïs) et les dignitaires et conseillers (diwan).
En 1601, les deys sont élus pour contrecarrer le pouvoir des pachas, à la suite de conflits internes. En 1603, les Arabes, les Berbères et les Kouloughlis se révoltent contre le pouvoir des deys. Le complot fait plusieurs milliers de morts, mais le pouvoir reste le même.

### L'époque des aghas (1659-1671)
Au cours du XVIIe siècle, Alger se dégage de l'autorité de la Sublime Porte. Des pouvoirs nouveaux émergent des conflits pachas-taïfa-odjaq : celui des aghas (1659-1671), puis des deys.

### L'époque des deys (1671-1830)
De 1671 à 1689, les deys sont choisis par la taïfa des raïs (armateurs) et de 1689 à 1830 par l'odjaq, la milice des janissaires. Sur les trente deys qui se succèdent de 1671 à 1818, quatorze sont imposés par l'émeute après l'assassinat de leur prédécesseur. En 1711, le dixième dey, Ali Chaouch, refuse d'accueillir l'envoyé de Constantinople et obtient du sultan l'autonomie.
Vers le début du XIXe siècle, la régence d'Alger subit plusieurs revers et signe alors des pactes et des traités de paix avec certains pays d'Europe et d'Amérique parmi ces traités : l'abolition de l'esclavage des chrétiens et leur remise en liberté[réf. nécessaire].
La relation entre la régence d'Alger et la France se dégrade à la fin des années 1820, ce qui provoque l'expédition française à Alger en 1830. Les structures de la régence disparaissent à Alger, Médéa et Oran (l'émir Abd el-Kader ne gouverne pas et ne combat pas pour le compte de l'Empire ottoman) ; puis Constantine est occupée en 1837 et le bey de Constantine, Ahmed Bey, finit par se rendre en 1848 sans s'être jamais allié à Abd el-Kader.

#### Expéditions européennes contre Alger

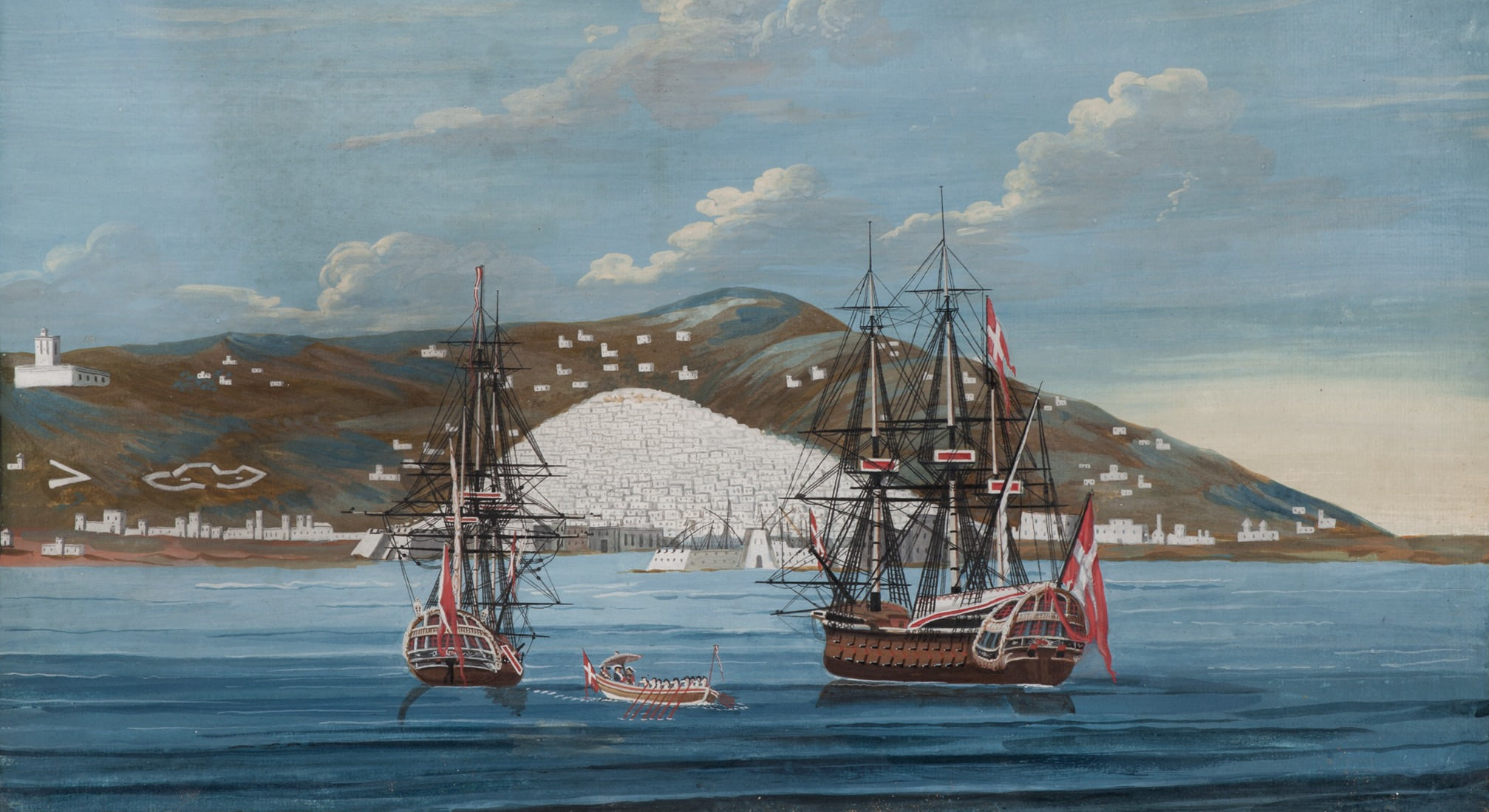
Frégate et navire de ligne danois près d'Alger, 1772.

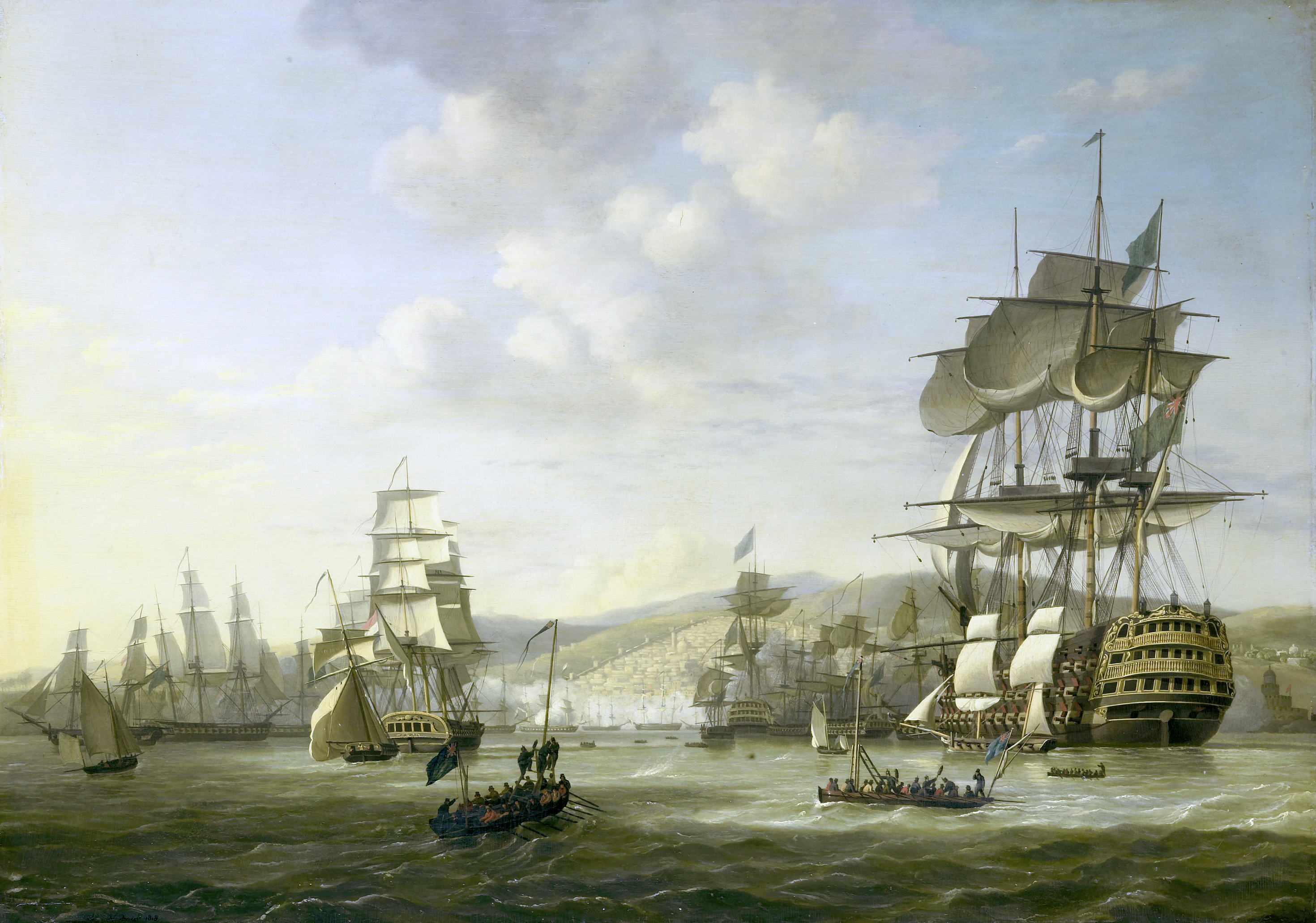
Bombardement d'Alger du 26 août 1816 par une flotte anglo-néerlandaise.

En 1541, une expédition espagnole est menée par Charles Quint, cette expédition est un désastre total pour les assaillants, et assure aux Ottomans le contrôle de la Méditerranée.
En 1620, une flotte britannique sous le commandement de l'amiral Robert Mansell, soutenu par Richard Hawkins et Thomas Button, est envoyée à Alger pour mettre fin aux prises des pirates barbaresques sur la route commerciale passant par le détroit de Gibraltar. Après avoir obtenu la libération de 40 captifs, à la suite de négociations, en novembre 1620, Mansell participe à une seconde expédition en 1621 durant laquelle il envoie des brûlots (vieux navires incendiés) contre la flotte pirate amarrée dans la baie. Cette seconde expédition est un échec et Mansell doit se retirer, il est rappelé en Angleterre le 24 mai 1621.
Le 22 juillet 1664 a lieu l'expédition de Djidjelli, dont le but était de s'emparer de la ville de Djidjelli et de la fortifier afin d'y établir une base navale permanente facilitant la lutte contre les corsaires barbaresques des régences d'Alger et de Tunis. L'expédition était placée sous le commandement de l'amiral de France François de Vendôme, duc de Beaufort (cousin de Louis XIV et petit-fils d'Henri IV) tandis que les forces terrestres étaient dirigées par le lieutenant général Charles-Félix de Galéan, comte de Gadagne et se solde par la défaite des Français, ainsi que par le naufrage de La Lune faisant 700 morts.
En 1766, une escadre française est expédiée à Alger et le dey Ali se voit forcé de présenter des excuses au chevalier de Fabry.
En 1770, la guerre algéro-danoise débute, et se solde par la défaite du Danemark.
Le 27 juin 1775 a lieu l'expédition d'Alger menée par les Espagnols, cette bataille est un échec lourd pour Alejandro O'Reilly qui doit rembarquer.
En 1804, peu avant la bataille de Trafalgar, l'amiral Nelson vient menacer Alger avec sa flotte.
Sous le règne d'Omar Agha, une expédition anglo-hollandaise est menée en 1816, sous le commandement du Britannique Lord Exmouth (lord Exmouth, 26 navires et Van Cappelen, 6 navires). Le 26 août 1816, un bombardement de la rade d’Alger est effectué par la flotte qui ne parvient pas à débarquer. Des conditions sont établies pour la levée du siège de la rade : la délivrance sans rançons des prisonniers chrétiens, et notamment des esclaves chrétiens, la restitution des rançons payées par les États de Savoie et le royaume de Naples pour le rachat de leurs sujets, l'abolition de l'esclavage et la paix avec les Pays-Bas. L'ultimatum est accepté et le traité définitif est signé avec le dey Omar, mais celui-ci est aussitôt assassiné par ses janissaires qui l'accusent de lâcheté.

#### Guerre et relation avec Tunis

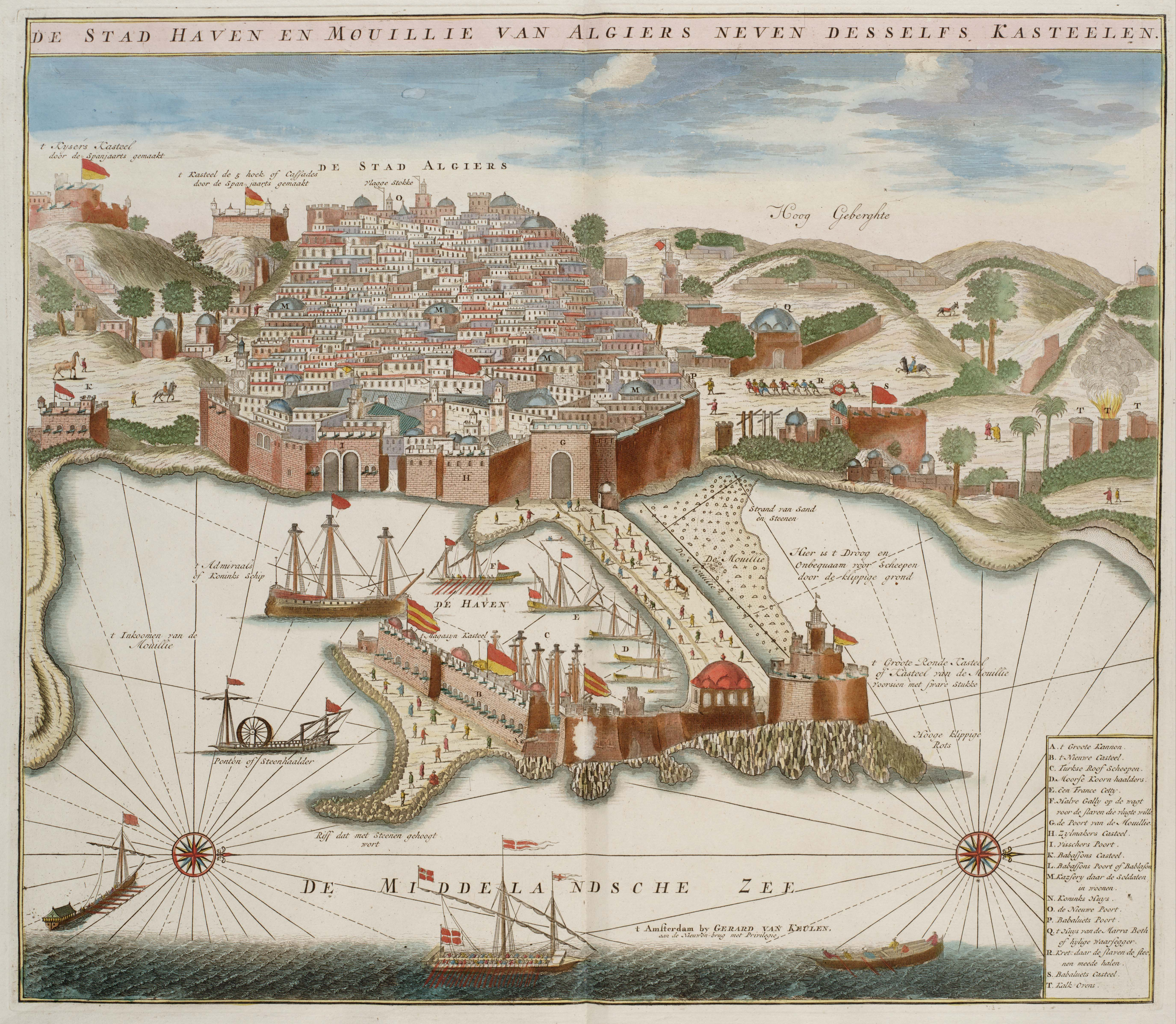
La cité, le port et le môle d'Alger c. 1690.

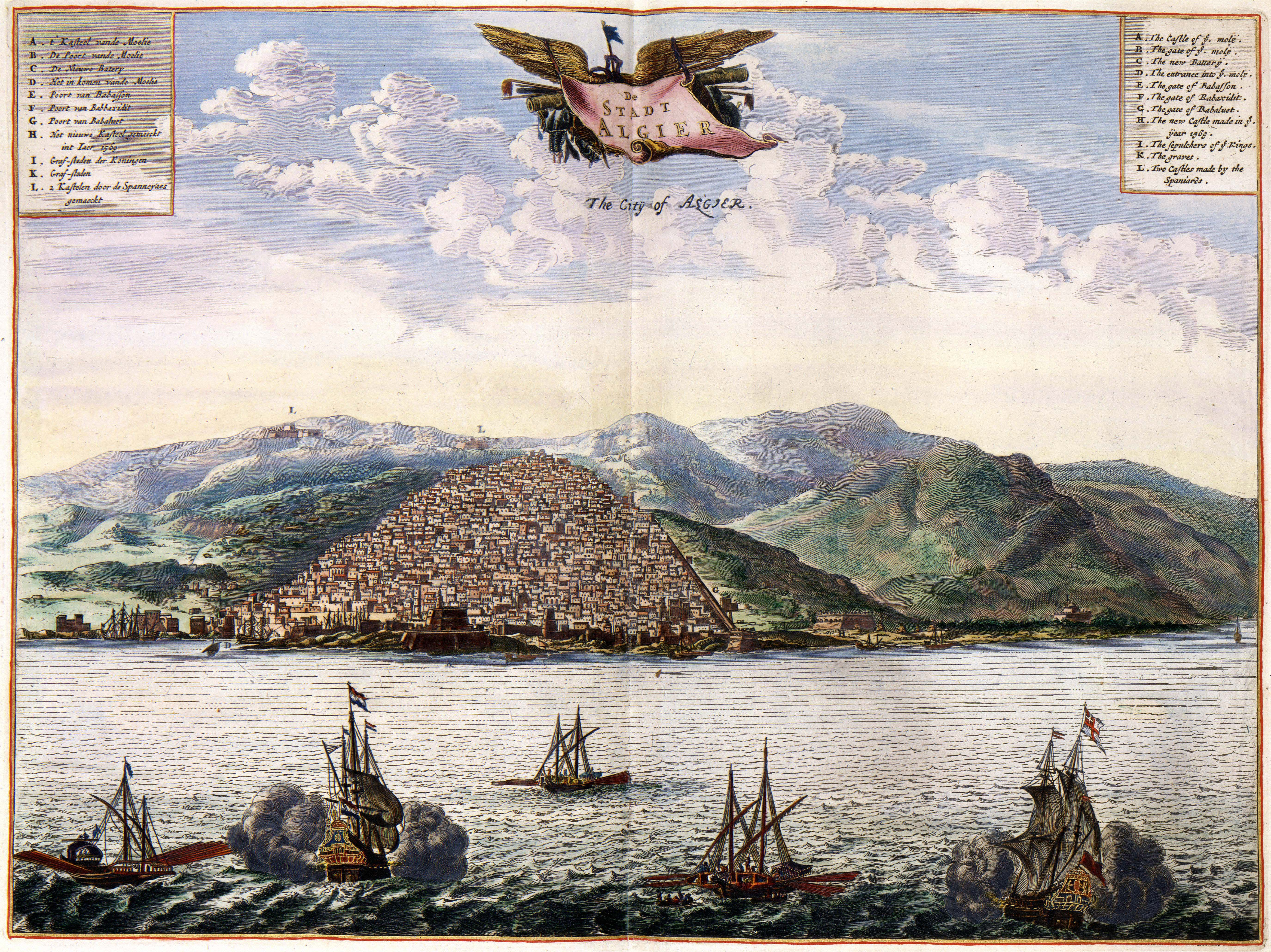
Alger à la fin du XVIIe siècle.

La guerre entre la régence d'Alger et de Tunis fut un grand désastre pour les Tunisiens, elle se prolongea plusieurs années.
En 1689 et 1695, la régence d'Alger s'empare de Tunis sous le dey Hadj Chabane. Chabane fut averti d'une conspiration de l'intérieur de l'Algérie et des deux États voisins, la Tunisie et le Maroc, allaient le renverser, mais il réussit à gagner.
En 1675, Romdhane Bey expulse les Français du cap Nègre mais fait face à une guerre contre le dey d'Alger. En 1700, Mourad III, bey de Tunis, prend la ville de Constantine, mais il ne tardera pas, la régence d'Alger reprend le dessus et deux mille Tunisiens furent tués[réf. nécessaire]. Ibrahim Cherif, l'agha des spahis, met fin au régime mouradites, il est nommé dey par la milice et pacha par le sultan ottoman. Il n'arrive toutefois pas à faire cesser les incursions algériennes et tripolitaines. Finalement vaincu par le dey Hadj Moustapha en 1705, il est capturé et emmené à Alger.
En 1720, le bey Kelian Hussein organise une expédition contre Tunis. En 1755, Hussein Bey Zereg-Aïnou s'empare de Tunis. L'armée algérienne prend la ville de Tunis d'assaut le 31 août 1756. Fait prisonnier par les Algériens, Ali Ier Pacha est déposé le 2 septembre. Ramené à Alger enchaîné, il est étranglé par des partisans de son cousin et successeur Rachid le 22 septembre. Alger a imposé un tribut en 1756 à Tunis, cette dernière devait envoyer de l'huile pour éclairer les mosquées d'Alger à chaque année.
Hammouda Pacha, en 1805, organise une tentative de renversement et attaque des caravaniers de Constantine en sol tunisien. Alors Ahmed II humilié et aussi préoccupé par la situation de révolte à Oran et la famine de Constantine, décide d'envoyer seulement une frégate et fait razzier la Goulette en 1807. Au même moment, Hammouda Pacha et Mustapha Engliz Bey organisent une attaque de la province de Constantine avec 50 000 hommes sous le commandement de Soliman Kiahia. Ce dernier résista deux mois, mais les renforts d'Alger arrivent de plusieurs côtés. Le bilan des morts tunisiens reste lourd, leurs oreilles sont envoyées à dos d'âne vers Alger en signe de victoire. La ville de Constantine rassemble seulement 4 000 hommes (envoyés d'Alger), d'une part la population locale se préparait à renverser le régime du bey, car les tribus arabes de Biskra et les chefs des Aurès et de Sétif auraient promis aux Tunisiens à leur passage à la frontière de les aider, d'autre part les Kabyles sous le commandement du roi Derkaoui[Qui ?], ce dernier fut opposant au régime de la régence d'Alger ; il a plusieurs fois attaqué la garde de Constantine. Hammouda Pacha fut consterné après cette défaite, il rassemble toute son armée et marche vers la frontière avec 180 000 hommes, cette fois-ci vers le Sud au Kef. Les Algériens de leur côté rassemblèrent tous les hommes et marchèrent vers Le Kef. Cette fois la victoire est du côté tunisien, l'armée algérienne fut battue 600 à 700 morts et plusieurs prisonniers. Après quelques négociations de prisonniers, la guerre reprend, mais cette-fois-ci en mer près de la côte de Sousse en 1811. Raïs Hamidou défait la frégate du raïs tunisien. Les Tunisiens étaient sous le commandement du raïs Mohammed el-Mourali. La flotte de Hamidou était composée de six gros navires et de quatre canonnières. En revanche, les forces tunisiennes étaient formées de 12 bâtiments de guerre.
Au début de l'année 1813 les hostilités reprirent entre Tunis et Alger. La flotte algérienne fit une démonstration devant la Goulette, mais la résistance locale l'obligea à reprendre le large. Immédiatement, l’armée tunisienne qui était depuis longtemps massée aux frontières, envahit les territoires de l’Est. Naâman Bey soutint seul et sans fléchir cette offensive jusqu’à l’arrivée des renforts d'Omar Agha. L'ennemi fut alors repoussé jusqu'au Kef où le gros de ses troupes s'était retranché. L'affrontement fut violent et meurtrier pour chaque camp. Au plus fort de la bataille, les troupes algériennes se débandèrent aux ailes abandonnant le centre occupé par Omar Agha et ses janissaires. Ceux-ci tinrent bon pendant quelque temps, puis, voyant la partie perdue et perdant beaucoup d'hommes, ils se replièrent.
Arrivé dans le Constantinois et sur instigation de M'Hamed Tchaker, Omar Agha s'en prit au bey, puis aux chefs des goums qu'il accusa de trahison pour avoir cédé le terrain et pris la fuite au moment où ses propres hommes prenaient l'avantage sur l'ennemi. Il fit décapiter 260 personnes.

#### Guerre franco-algérienne (1681-1688)

La Consulaire pièce utilisée par les Turcs d'Alger pour supplicier le père Jean Le Vacher est érigée à Brest. Elle est surmontée par le Coq gaulois.

En 1681, les Barbaresques capturent plusieurs bâtiments français et un navire de guerre français et emmènent à Alger le capitaine et l'équipage pour les réduire en esclavage. Le 18 octobre 1681, le dey d'Alger déclare officiellement la guerre à Louis XIV.
En 1682 a lieu le premier bombardement d'Alger, ce bombardement est un échec, les Français infligent de lourds dégâts sur la ville, mais ne parviennent pas à avoir la soumission du dey.
En 1683, l'amiral français Abraham Duquesne commande le bombardement d’Alger, et force le dey à restituer tous les esclaves chrétiens. En représailles, les Algériens supplicient le consul de France, le père Jean Le Vacher, en l'utilisant comme boulet de canon humain, ainsi que plusieurs Français de distinction dont les membres mutilés vinrent tomber sur les bâtiments français. À la suite de la prise d'Alger en juillet 1830, la pièce d'artillerie est surnommée la « Consulaire » et est expédiée à Brest par l'amiral Guy-Victor Duperré ; elle est dressée à son emplacement actuel le 27 juillet 1833.
En 1684, le vice-amiral de Tourville dirige une expédition contre Alger. Des négociations aboutirent et la paix fut signée. En 1684, il bombarda de même Gênes (qui avait vendu de l'équipement aux Algériens) ; ce bombardement contraint le doge de Gênes à venir s'humilier aux pieds du roi de France.
La paix que Tourville avait conclue avec les Algériens fut de nouveau rompue par ces derniers. Le maréchal d'Estrées voulait leur infliger en 1688, un châtiment. En 1688 a lieu le dernier bombardement d'Alger. Les galiotes du maréchal jetèrent sur la ville d'Alger près de 10 000 bombes. La flotte française perd quelques navires dans les opérations de bombardement et doit se replier au bout de 16 jours à cause de la défense de la ville. À la suite de cette expédition, la paix fut définitivement conclue avec la Régence. Elle dura plus d'un siècle. Mais les corsaires algérois, tout en respectant le pavillon de la France, n'en continuèrent pas moins leur course ; ils causèrent de grands ravages sur les côtes d'Espagne.

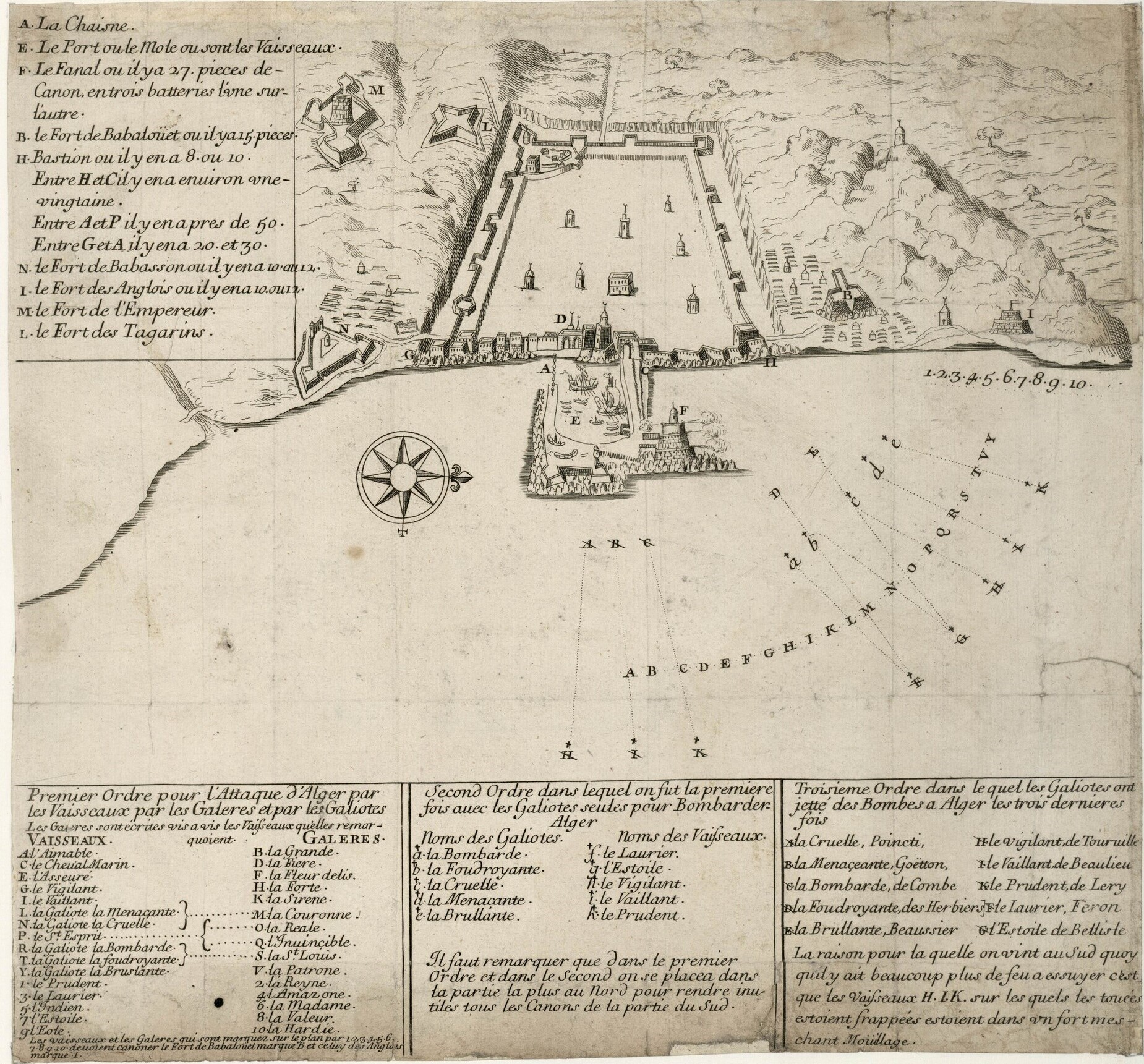
La flotte française devant Alger en 1682.
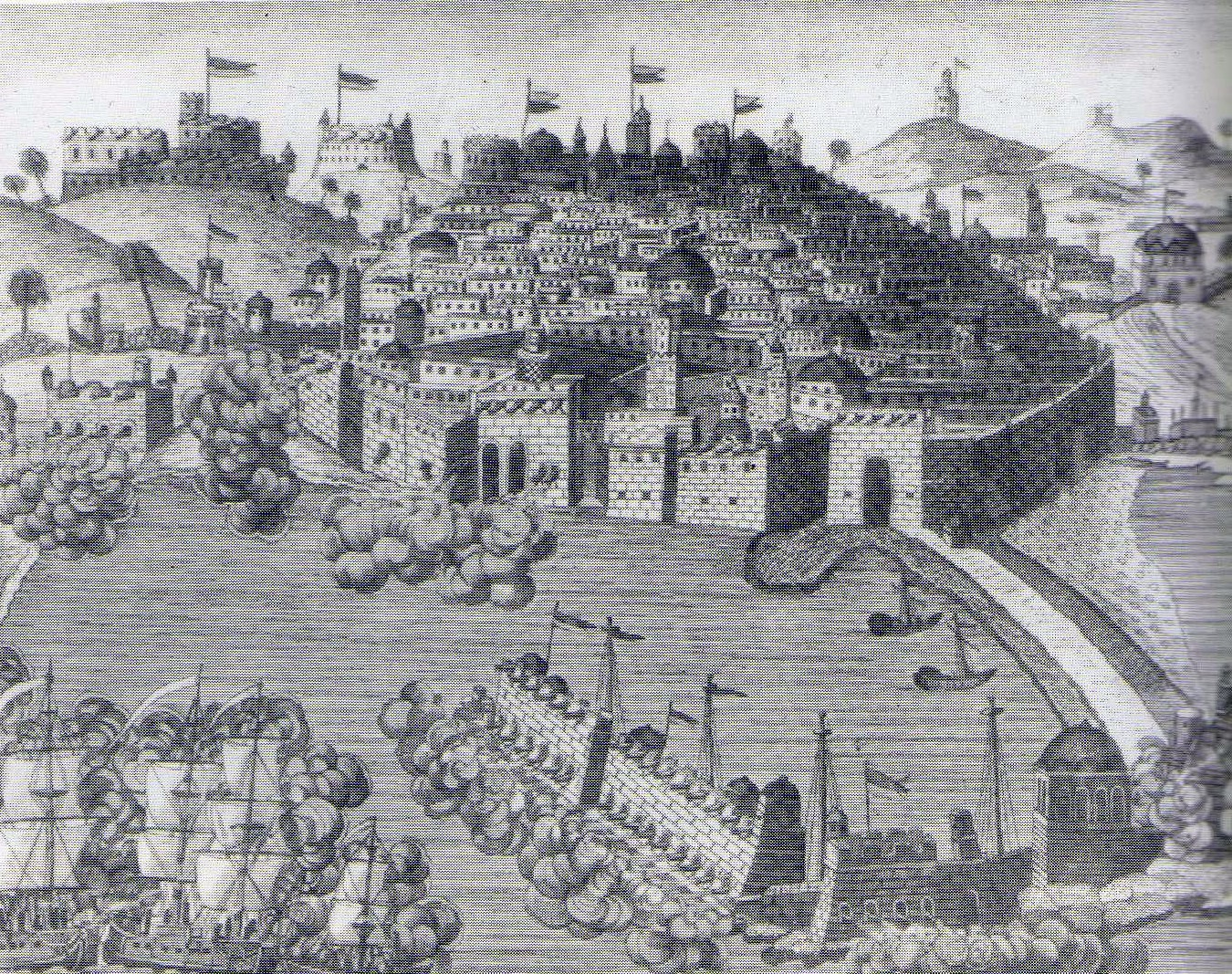
Bombardement d'Alger par l'escadre de Abraham Duquesne en 1682.
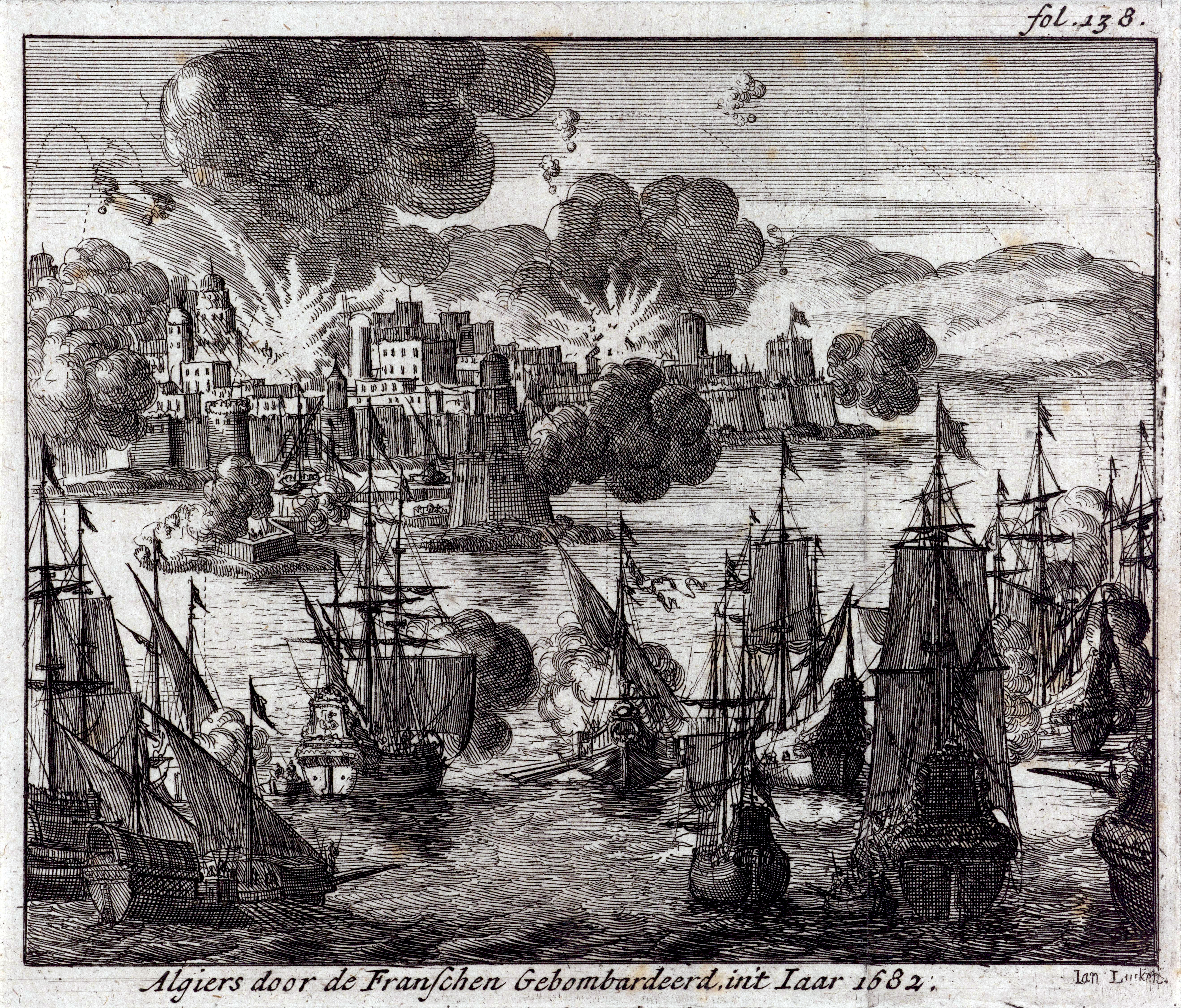
Alger que les Français bombardent en 1682. Gravure hollandaise de 1689.
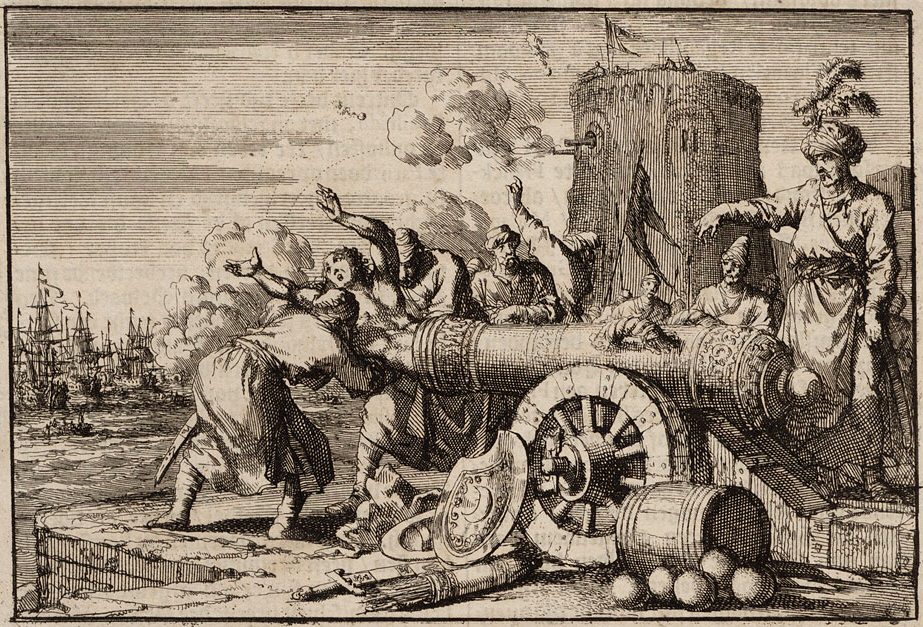
Supplice du consul d'Alger, Jean Le Vacher, en représailles au bombardement d'Alger par Duquesne le 26 juillet 1683.
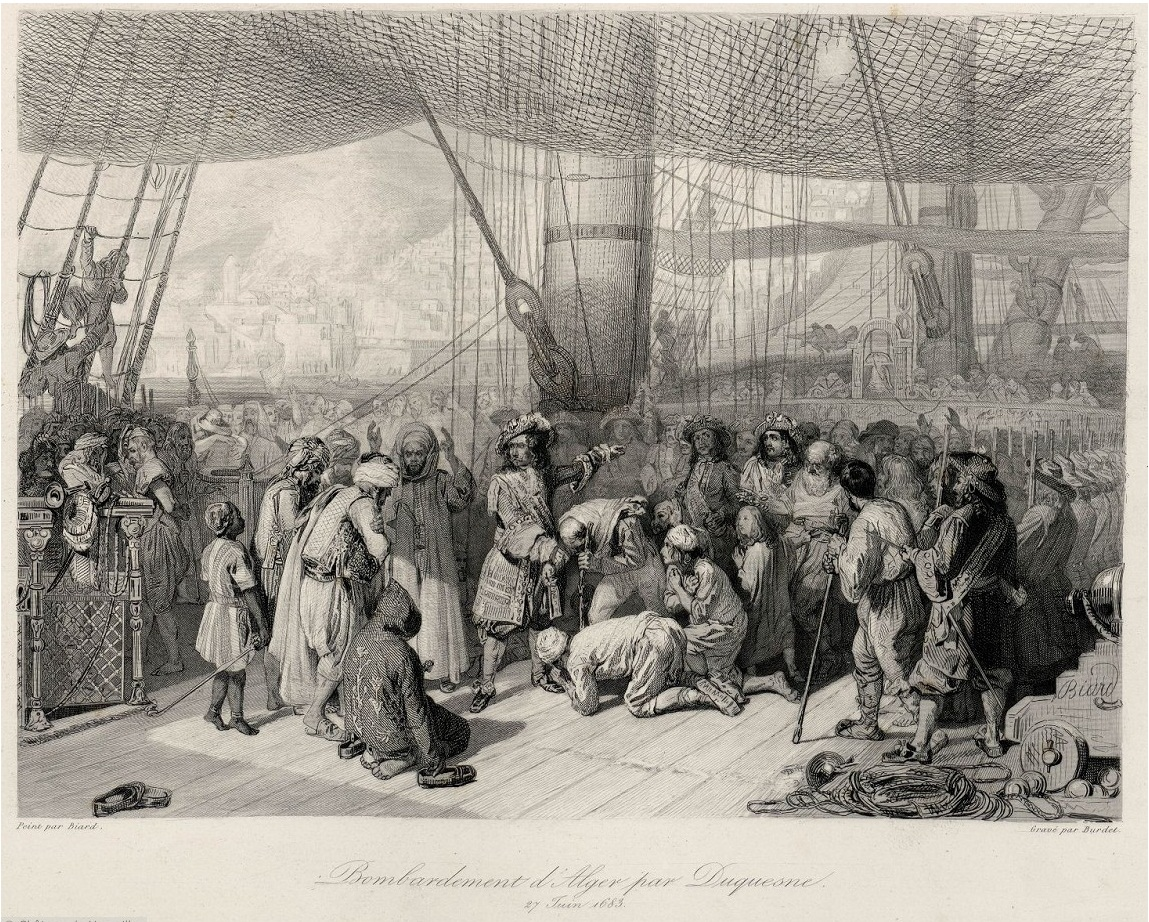
Libération de captifs chrétiens en 1683 après le bombardement de Duquesne.
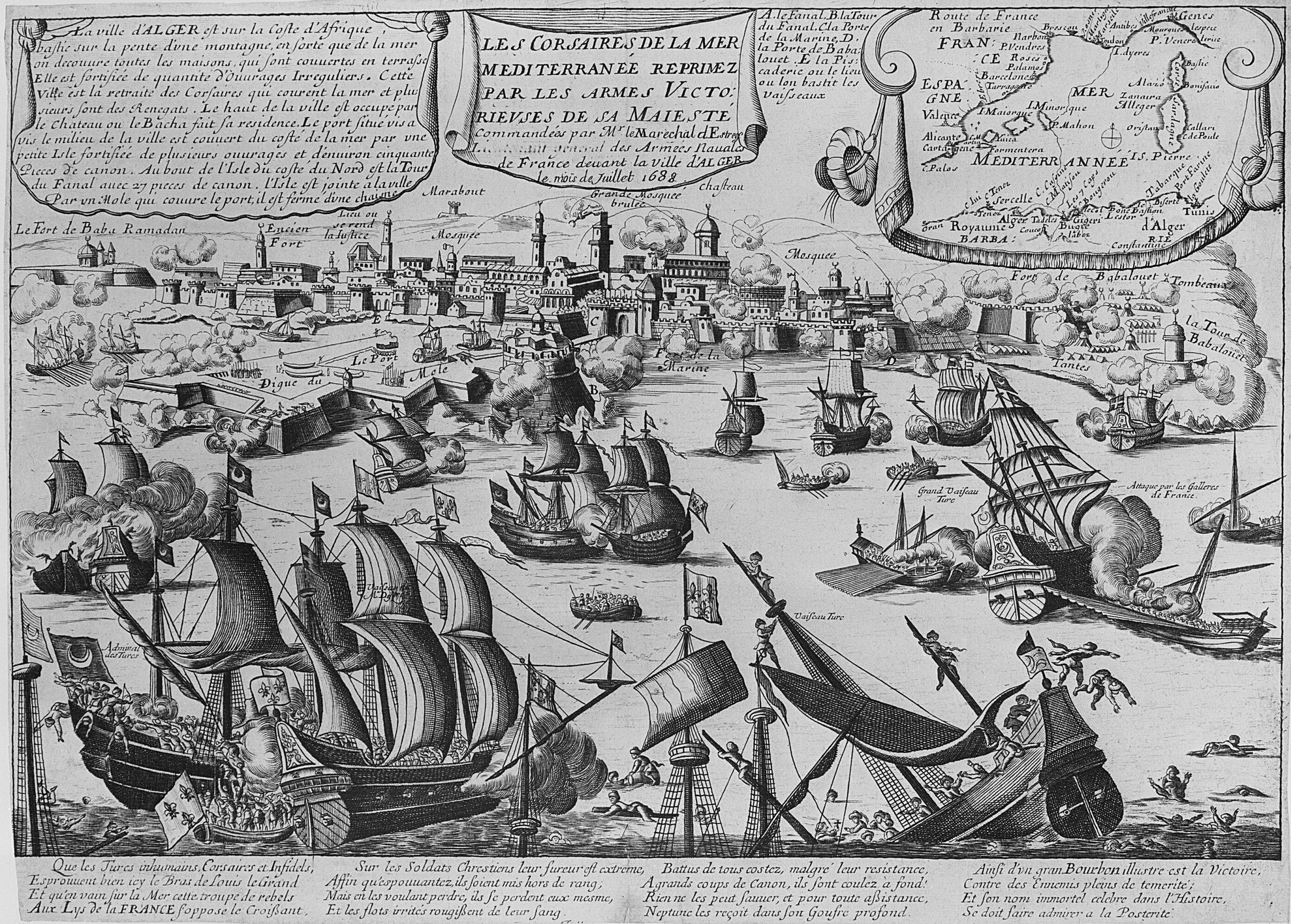
Bombardement d'Alger par l'escadre de d'Estrée en 1688.

#### Guerre algéro-danoise (1770-1772)
Au milieu des années 1700, le commerce dano-norvégien en Méditerranée se développa. Afin de protéger cette activité lucrative de la piraterie, le Danemark-Norvège avait obtenu un accord de paix avec les États de la côte des Barbaresques (l'actuel Maghreb). Il s'agissait de payer un tribut annuel aux dirigeants et à l'État.
En 1766, le nouveau dey d'Alger, Mohamed Ben Othmane, demanda que le paiement annuel versé par le Danemark-Norvège fut augmenté et qu'il obtienne de nouveaux présents. Le Danemark-Norvège refusa les demandes. Peu de temps après, les pirates algériens détournèrent trois navires dano-norvégiens et autorisèrent l'équipage à vendre les captifs comme esclaves.

#### Guerre hispano-algérienne (1775-1785)
En 1775, une expédition espagnole destinée à réduire les pirates de Méditerranée est commandée par l'amiral irlandais Alejandro O'Reilly, mais se solde par un échec lourd des assaillants, 8000 Espagnols sont tués, les Algériens perdent 300 soldats. La bataille tourne au désastre pour les Espagnols, notamment en raison d'une brillante charge de cavalerie menée par le contingent de l'ouest qui est commandé par Mohamed el-Kebir. Accablés, les Espagnols profitent de la nuit pour embarquer et abandonnent 17 canons de cuivre et du matériel.
Le 1er août au 9 août 1783 a lieu le bombardement d'Alger par une escadre espagnole de vingt-cinq navires, cette expédition se solde par un échec espagnol face à la défense de la ville d'Alger. L'escadre espagnole composée de 4 vaisseaux de ligne et de 6 frégates n'inflige pas de dégâts significatifs à la ville et doit se replier.

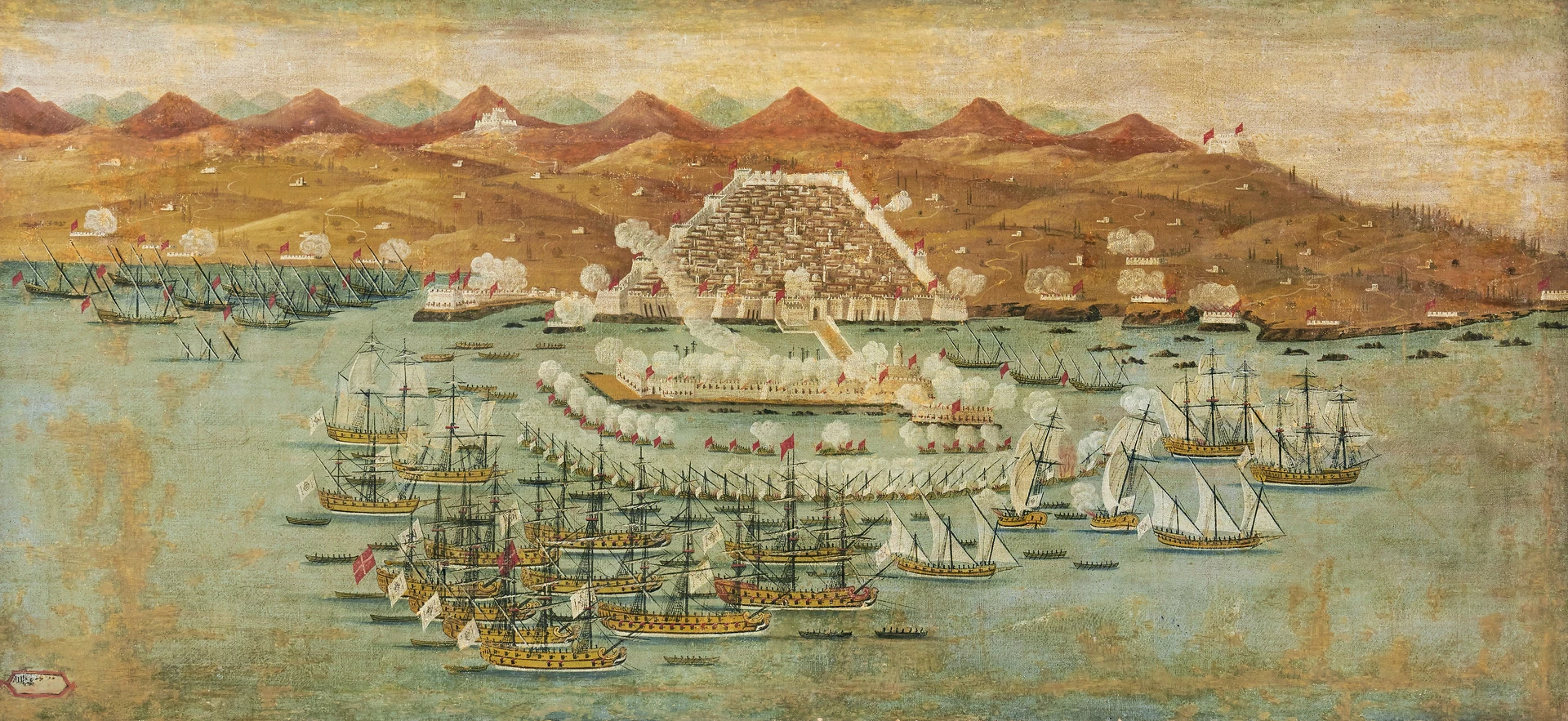
Bombardement d'Alger par la flotte espagnole en 1784

Le commandant de cette flotte et de celle de 1784 est l'amiral espagnol dom Antoine Barcelo. Une ligue européenne réunissant le royaume d'Espagne, le royaume de Portugal, la république de Venise et l'ordre de Saint-Jean de Jérusalem et composée de cent trente navires commence le bombardement d'Alger le 12 juillet 1784, ce bombardement est un échec, et l'escadre espagnole se replie face à la défense de la ville. Le dey Mohamed Ben Othmane demande ainsi une indemnité de 1 000 000 pesos pour conclure une paix en 1785. À la suite s'ouvre une première période de négociation (1785-87) pour aboutir à une paix durable entre Alger et Madrid.
Les expéditions espagnoles ayant quasiment toutes connu un dénouement catastrophique, les Algériens emploient le terme de Spagnolata en Lingua franca pour désigner une entreprise militaire mal conçue, exécutée sans art et sans énergie[réf. nécessaire]
En 1792, débute la reconquête d'Oran et de Mers el-Kébir. La ville d'Oran alors sous domination espagnole est une préoccupation de la cour d'Espagne. Au XVIIIe siècle la politique de résistance populaire des Algériens à la présence espagnole et l'hostilité du beylik de l'Ouest créent un climat d’insécurité permanent autour d'Oran et de Mers el-Kébir. Les Espagnols balancent entre deux impératifs : la préservation de leur préside et le maintien d'une paix fragile avec Alger.
L'Espagne est partagée entre sa volonté de ne pas céder aux menaces du bey de Mascara et celle de maintenir la paix avec Alger. Cependant les opérations militaires tournent progressivement à l'avantage du bey, et la volonté de tenir tête au bey de Mascara s’effrite peu à peu. Le représentant espagnol demande au dey une trêve le temps de consulter le conseil d’État à Madrid, afin d'étudier une proposition de cession des places. Une trêve d’un mois est accordée, à partir du 20 mars 1791. Cependant certaines garanties demandées par les Espagnols (concernant le corso et la démolition des forts espagnols) sont considérées comme une offense par Alger qui ordonne la reprise des hostilités au bey en mai 1791. Mohamed el Kebir a besoin d'une artillerie disciplinée pour battre les défenses espagnoles, le dey d'Alger dépêche donc sa mehalla en renfort.
Les renforts espagnols affluent, mais ils sont nettement dominés dans la bataille. Le décès de Mohamed Ben Othmane, le dey d'Alger et l’élection de Sidi Hassan, son Premier secrétaire d’État, au poste de dey donnent à nouveau un répit à l'Espagne. Sous le règne de ce dernier, réputé ami de l'Espagne, s'engagent alors des négociations qui aboutissent avec le comte Floridablanca. Les Espagnols s'engagent alors à restituer « librement et volontairement » les deux places, les restrictions d'accès aux ports algériens sont également levées pour les marchands espagnols et ils conservent le monopole de commerce dans les deux villes restituées. La convention est signée à Alger le 12 septembre, et le 12 décembre 1791 à Madrid. Le 12 février 1792, les soldats espagnols évacuent la ville.
Hassan Pacha décore Mohamed el-Kebir de l'insigne de la plume, destiné à ceux qui ont triomphé des « infidèles » et qu'aucun des précédents beys de l'Ouest n'avait obtenu. Il rattache Oran à son domaine du beylik de l'Ouest et le fait bey d'Oran (à la place du titre de bey de Mascara).
Cet affrontement marque la fin des guerres hispano-algériennes.

#### Relation américano-algérienne

##### Traité américano-algérien (1795)

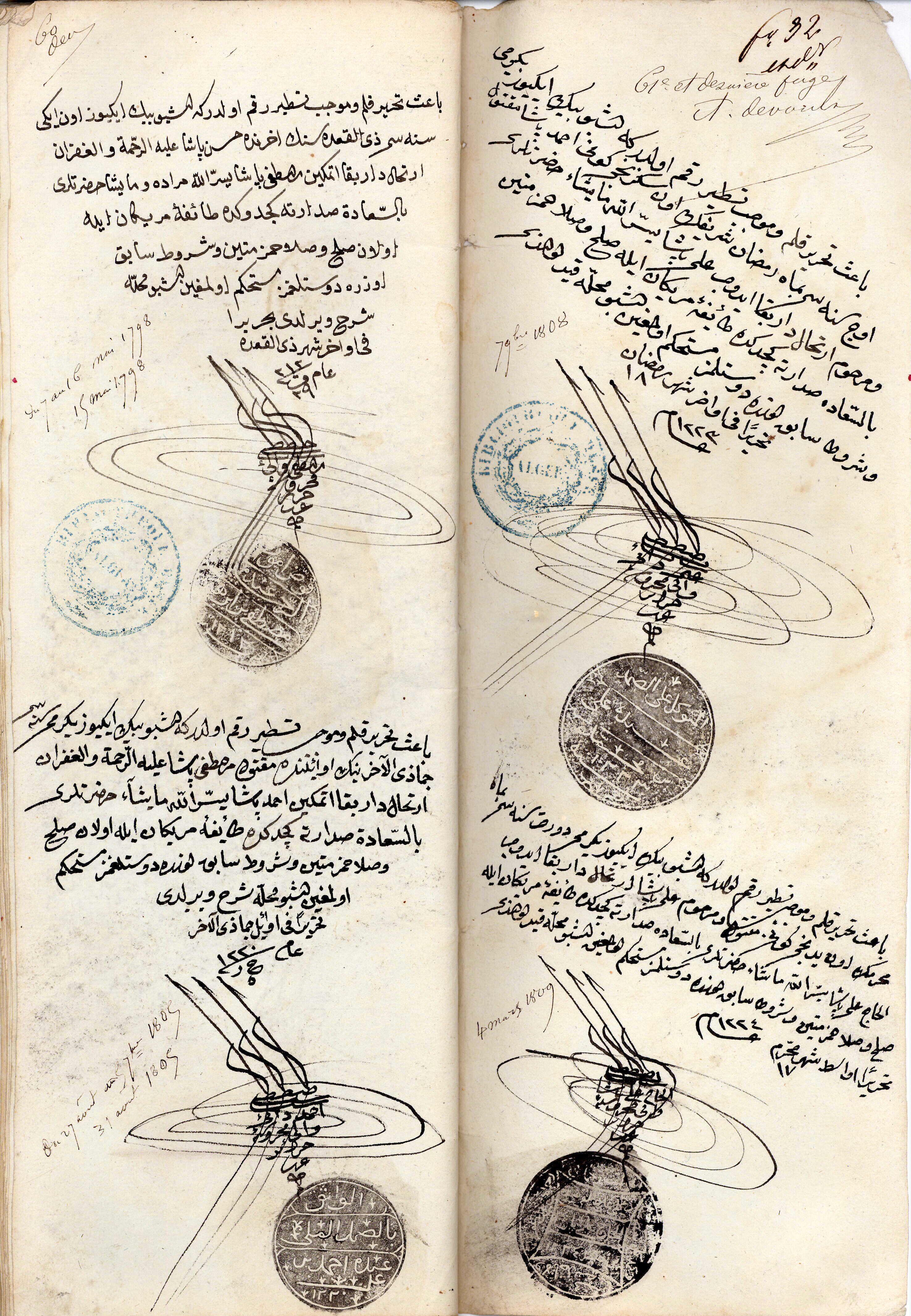
Traité de la paix et d'amitié entre les États-Unis d'Amérique et la régence d'Alger le 5 septembre 1795

À la suite de l'indépendance des États-Unis en 1776, les navires de commerce américains ne bénéficient plus de la protection des navires de la Royal Navy ce qui leur pose un problème en mer Méditerranée. Les navires américains se retrouvent alors attaqués par les corsaires de ce que l'Occident appelle alors la Barbarie, correspondant aux provinces ottomanes du Maghreb (actuelles Algérie, Tunisie, Libye). Le Sénat des États-Unis décide de proposer un « traité de paix et d'amitié avec les États de Barbarie » dont un avenant sera paraphé le 5 septembre 1795 à Alger puis de nouveau le 3 janvier 1797. Un traité similaire sera signé avec le bey de Tunis.
Le traité est ratifié à l'unanimité par le Sénat des États-Unis début juin puis signé par John Adams, second président américain et parait dans ce qui est le journal officiel américain de l'époque, le Philadelphia Gazette le 17 juin 1797.
L'article 11 de ce traité indique que : « Considérant que le gouvernement des États-Unis n'est en aucun sens fondé sur la religion chrétienne, qu'il n'a aucun caractère hostile aux lois, à la religion ou à la tranquillité des musulmans et que lesdits États-Unis n'ont jamais participé à aucune guerre ni à aucun acte d'hostilité contre quelque nation mahométane que ce soit, les contractants déclarent qu'aucun prétexte relevant d'opinions religieuses ne devra jamais causer une rupture de l'harmonie régnant entre les deux nations ». Cet article 11 fera l'objet de controverses car il n'aurait pas figuré dans l'acte original du traité et la version arabe aurait été différente de la version anglaise. Il a été rédigé par John Barlows, consul général des États-Unis à Alger et adepte des Lumières. Néanmoins, la rédaction de ce traité n'a jamais été remise en cause par le gouvernement américain et sera toujours imprimé par la suite avec cet article 11.

##### Seconde guerre barbaresque (1815)
Le 3 mars 1815, le congrès des États-Unis autorise le déploiement de la puissance navale contre Alger, et deux escadres sont assemblées et prêtes à la guerre.
Les batailles se déroulent dans l'extrémité Ouest de la Méditerranée. Lors de la bataille du cap Gata, le 17 juin 1815, l'escadre américaine sous le commandement de Stephen Decatur s'empare du Mashouda, navire amiral du dey d'Alger. Son commandant, le corsaire Raïs Hamidou ben Ali, perd la vie lors du combat. Deux jours plus tard lors de la bataille du cap Palos, les Américains sont à nouveau victorieux et capturent un brick algérien.
Ces batailles ouvrent la voie à des négociations avec le dey. Les États-Unis obtiennent la libération de prisonniers, un droit de navigation en mer Méditerranée et mettent ainsi fin au versement de rançons aux corsaires.

#### Les comptoirs français

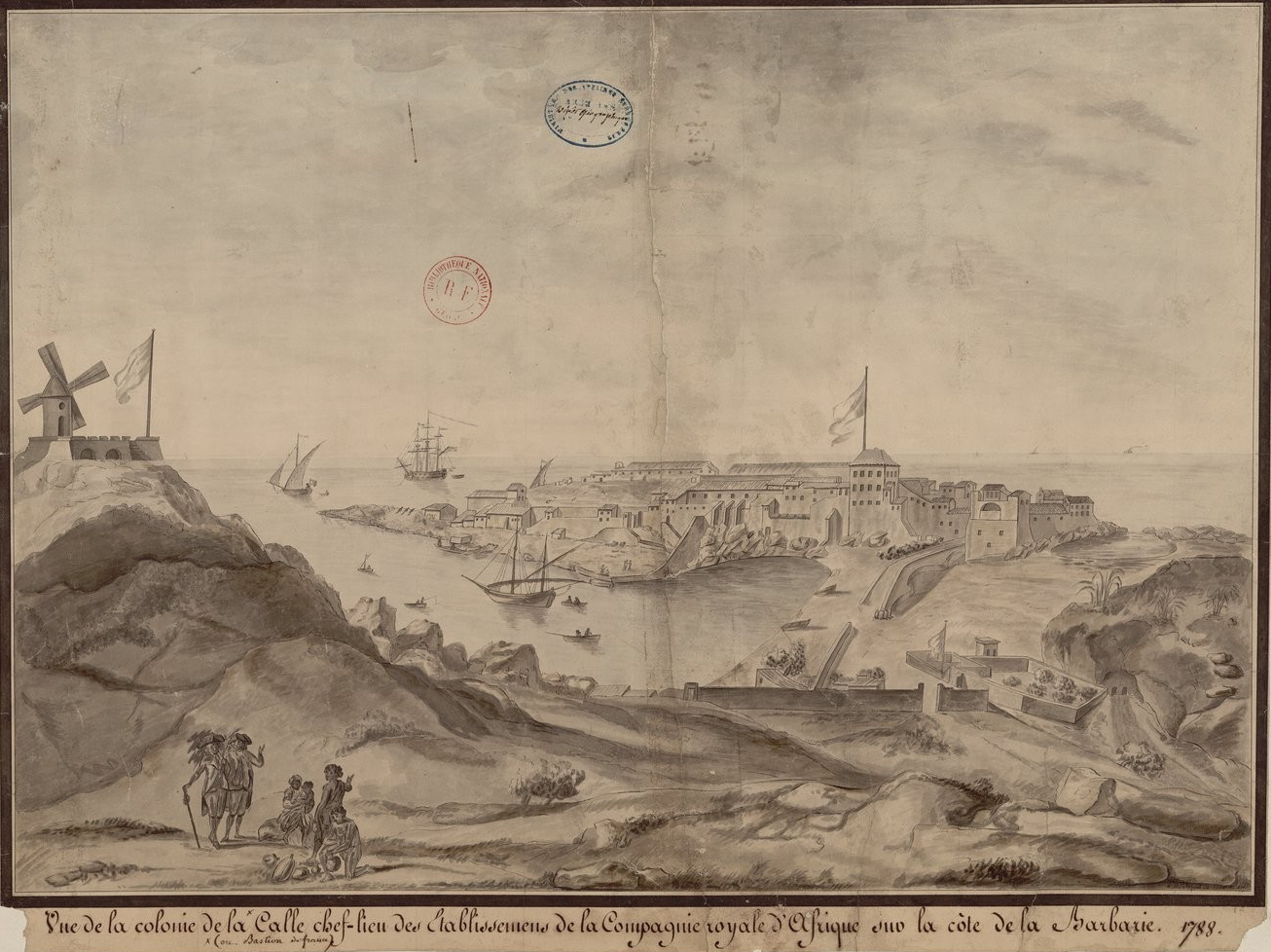
Vue de la colonie de La Calle, chef-lieu des établissements de la Compagnie royale d'Afrique sur la côte de Barbarie, 1788

Cependant, en 1798, lors de la campagne d'Égypte, les Algériens, contraints par la Porte, déclarèrent la guerre à la République française et attaquèrent la Galle, établissement où se trouvaient alors environ 200 hommes et vingt canons. Ils s'en emparèrent et en détruisirent les fortifications. Mais cette hostilité forcée n'eut pas de suite, et en 1801, après la paix d'Amiens, les marchands français reparurent sans obstacle sur la côte africaine
.

#### Contentieux financier franco-algérien
En 1801, Napoléon Ier fait la paix avec Mustapha Pacha.
Durant la Révolution française, deux négociants livournais, Bacri et Busnach arrivent à nouer une relation privilégiée avec le dey d'Alger, devenant son conseil financier et bénéficient de privilèges et monopoles commerciaux qui font leur fortune. Ils fournissent en blé les armées du Directoire vers 1795-1796, sans parvenir à s’en faire régler le prix, sauf de façon partielle sous la Restauration. Ce conflit commercial connaît de multiples rebondissements plus ou moins dramatiques et empoisonne les relations entre la France et la régence pendant une trentaine d’années. David Bacri nommé par Napoléon consul général à Alger est décapité en 1811 par ordre du dey d’Alger. Cet évènement est une première étape du conflit entre la régence d'Alger et la France. Finalement, le dey Hussein, ne pouvant prélever sa part majoritaire sur le produit de la transaction non réglée, convoque le consul français Deval pour régler les dettes de la France. C’est donc à la suite de ce conflit commercial que surviennent l’affaire du « coup d'éventail », la prise d'Alger et la conquête de l’Algérie.

#### Fin de la régence (1827-1830)

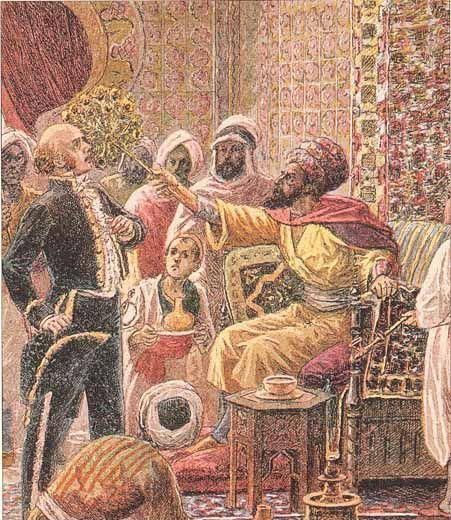
L'affaire de l'éventail.

L'affaire de l'éventail entre Hussein Dey et le consul français Pierre Deval, le 30 avril 1827, est le casus belli de la guerre déclarée par le royaume de France à la régence d'Alger, qui déclenche le blocus maritime d'Alger par la marine royale française en 1827 : au cours de cet incident diplomatique, le dey donne un coup d'éventail au consul, ce qui sert de prétexte à l'intervention française.
En juin 1827, le gouvernement français envoie deux missions à Alger, la première est chargée d'évacuer le consul Deval ainsi que tous les ressortissants français d'Alger, la seconde doit adresser un ultimatum au dey d'Alger[réf. nécessaire], qu'il refuse ; le blocus du port d'Alger est ainsi formé. Le 4 octobre 1827 quelques embarcations de l'escadre de la régence tentent de forcer le blocus. Elles sont détruites par la marine française.

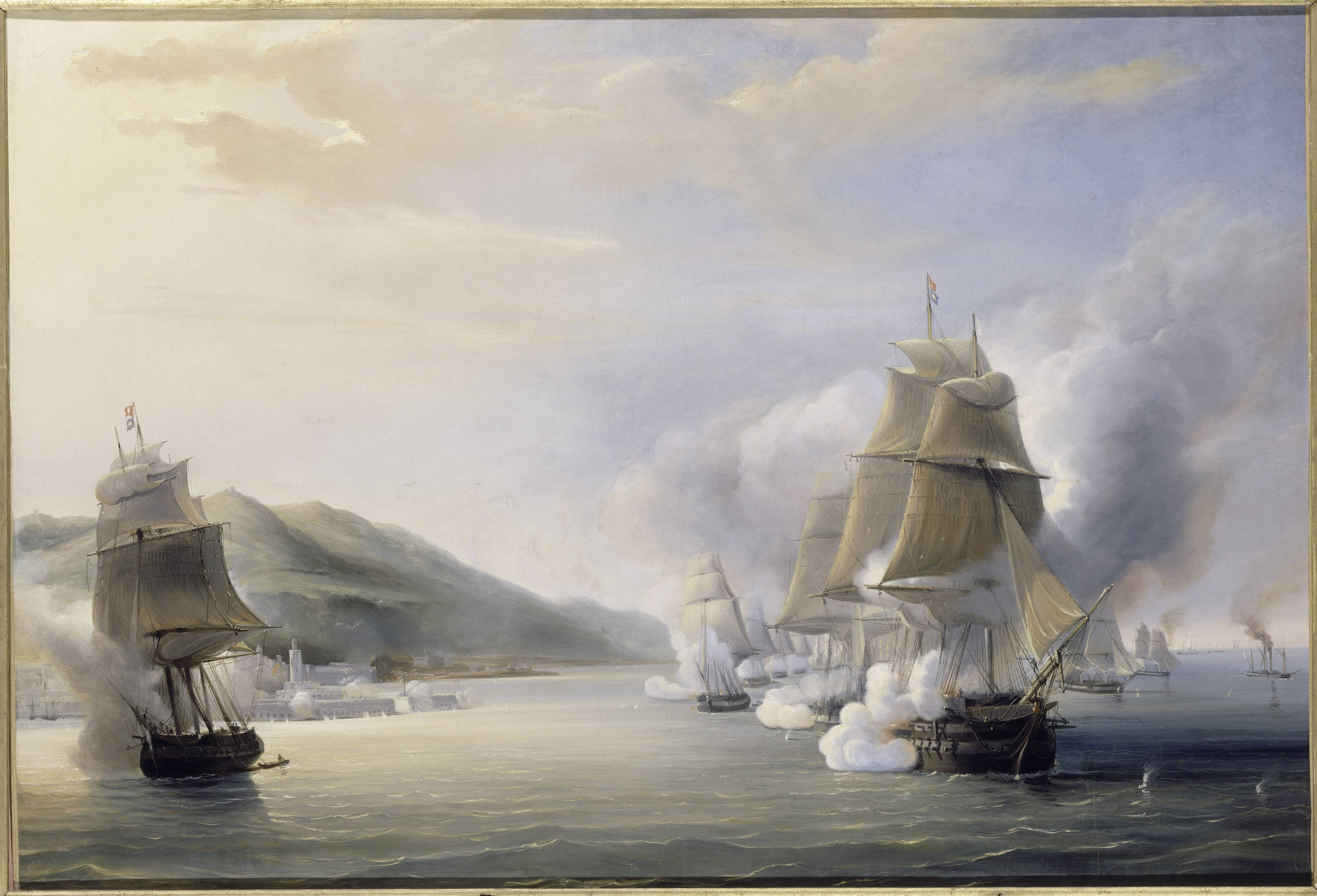
Bombardement d'Alger par mer le 3 juillet 1830. La Provence (à droite) montée par l'amiral Duperré participe à la manœuvre.

Les troupes d'Afrique débarquent le 14 juin 1830 dans la presqu'île de Sidi Ferruch, située à 30 km de la ville d'Alger, afin de prendre à revers la forteresse d'Alger. Le combat de Sidi-Ferruch s'engage par les Français. Une seconde bataille a lieu le 19 juin dans la ville de Staoueli, aux abords de Sidi Ferruch et une troisième bataille se déroule à Sidi Khalef le 24 juin. La flotte française entreprend de bombarder la ville d'Alger en soutien des troupes débarquées. Les troupes françaises assiègent le fort de l'Empereur le 3 juillet 1830.

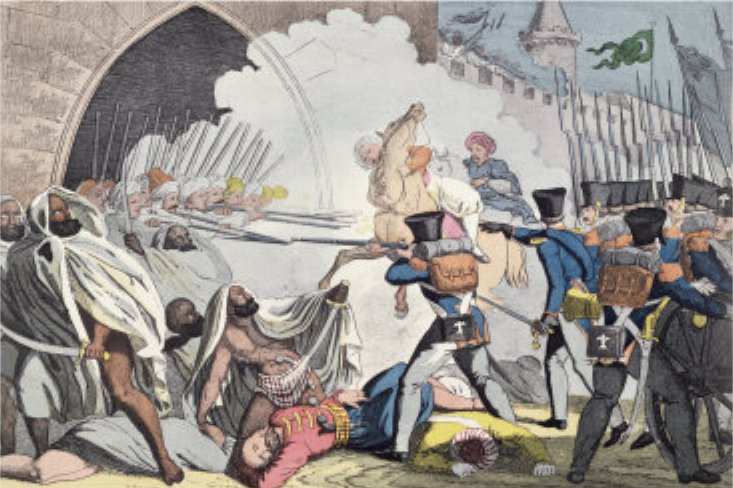
Combat aux portes d'Alger en 1830

Alger est prise le 5 juillet, après des combats difficiles. Le dey n'eut plus qu'à faire sauter son dispositif défensif à l'explosif (fort l'Empereur) et signer une reddition dans laquelle il s'efforça de sauvegarder les lois et coutumes de ses sujets. Charles X comptait d'ailleurs utiliser cette victoire pour renforcer sa légitimité de roi de France, à l'intérieur du pays, et faire plus facilement passer ses 4 ordonnances de Saint-Cloud. Le 7 juillet, ordre est donné d'évacuer la Casbah. Ce sera la première violation du traité de capitulation conclu deux jours auparavant seulement.
Après la capitulation, Hussein Dey s'embarque avec l'ensemble de sa famille pour Naples en Campanie, les Janissaires sont exclus de force[réf. nécessaire], pour l’Asie mineure. Le trésor du dey est saisi par les vainqueurs mais sera vite détourné. Une commission de gouvernement et un conseil municipal institués remplacent l’administration turque.
Sitôt Alger prise, l'autorité turque s'effondre dans les deux tiers du pays ; à l'exception du beylik de Constantine où Hadj Ahmed Bey continue la résistance avec l'aide des locaux, mais menacé par divers mouvements de révoltes. Ce sont souvent les tribus les moins favorisées par le système qui furent promptes à se révolter, certaines se donnant même comme chefs des Bey el Amma : des beys du peuple. L'historien Pierre Boyer y voit la conséquence des fortes tensions entre le pouvoir et les confréries maraboutiques, qui s'étaient manifestées par des révoltes apparemment matées à la veille de 1830 ; or, l'antagonisme avait été moins violent dans le Constantinois, où les confréries avaient connu un moindre développement. La conquête de l’Algérie s'inscrivait dans une tentative de restaurer l'autorité royale remise en question dès 1827. Sous prétexte de se débarrasser des corsaires turcs dans la Méditerranée, Charles X prépara, à la mi-décembre de 1829, une expédition d'envergure en vue de conquérir la régence d'Alger.

## Société
L'organisation tribale de la société ne structure pas les sentiments d'appartenance des individus de façon exclusive ; il y a sentiment d'appartenance à la communauté musulmane et, à partir du XVIIIe siècle, de manière associée à une communauté d'empire. Cependant cela n'est pas un frein à une conscience territoriale ; depuis le XVIIe siècle les textes sont nombreux qui parlent de « watan al jazâ’ir » (pays d'Algérie) en le complétant par le terme « notre patrie ». Ces éléments suggèrent une situation intermédiaire entre la nation moderne et la « poussière de tribu ».

### Les formations sociales particulières
Dans l'Algérie précoloniale (et plus largement dans le Maghreb précolonial), la tribu constitue un des principaux rouages des organisations politiques centralisées ou périphériques. Elles peuvent être dans le pouvoir central même (dynastie régnante), liées à celui-ci (système makhzen) ou indépendantes dans un territoire en dissidence (siba). Ce système médiéval persiste sous le régime de la régence ; en effet l'affaiblissement des précédents États (Zianides, Hafsides, Mérinides) au Maghreb, l'affaiblissement de l'agriculture (et donc de la paysannerie) et le ralentissement du commerce jusqu'au XVIe siècle manquent de transformer le système tribal et ses chefferies en une « féodalité ». Il se met en place durant l'époque de la régence un lien complexe entre tribus et État central avec d'autre part des adaptations de la tribu à la pression centrale,.
L'autorité centrale est parfois nécessaire à la consolidation de la tribu ; ces rapports semblent même complémentaires. En effet, les tribus makhzen tirent leur légitimité de leur rapport au pouvoir central ; sans lui, elles sont réduites à compter sur leurs propres forces. Les tribus rayas (payant l’impôt) et du siba semblent plus en conflit avec l’impôt (amoindrissant les surplus productifs qu'ils dégagent) que la notion d'autorité elle-même et dépendent de l'accès au marché organisé par les autorités et les tribus makhzen. Même en dissidence, les tribus s'organisaient souvent sous la forme d'une autre autorité ; ainsi les marchés en dehors des territoires dépendant des pouvoirs centraux se font souvent sous l'autorité des marabouts ou des lignages maraboutiques. Ces derniers en l'absence de l'autorité centrale jouent bien souvent les garants de l'ordre tribal.
En effet bien que parfois en quête du pouvoir central ou en opposition à ce dernier, les tribus sont souvent dépendantes et en quête d'une autorité politique légitime. Cette autorité peut relever du pouvoir en place ou d'un lignage religieux. Les Ouled Sidi Cheikh ont ainsi du XVIIe au XIXe siècle mis l'ouest saharien sous leur autorité ; il est décrit comme « principauté » des Ouled Sidi Cheikh. Ce n'est cependant pas un pouvoir central (car détenu par la régence d'Alger), ni une dynastie, mais une confédération politique chapeautée par une riyasa (une chefferie) aux mains de la tribu maraboutique des Ouled Sidi Cheikh et des confréries.
Un autre cas de figure est la « cité berbère du Maghreb », que l'ethnologue Masqueray (XIXe siècle) rapproche de la cité-État de l'Antiquité. En fonction de la région (Mzab, Aurès, Kabylie…) ces cités ou villages articulent leur organisation propre aux systèmes des tribus et des confédérations qui les composent. Ces cités composées de familles et donc de tribus, laisseraient plus de place à l'individualité. Bien que dépendant d'une société tribale, elles constituent déjà une prise de distance avec la tribalité. Toutefois, la tribu ne disparaît pas, elle est adaptée au cadre villageois et son poids est variable selon les organisations (par exemple il reste relativement important dans les Aurès).

### Castes aristocratiques
La société est dominée par trois formes d’aristocratie : les djouads (sorte de noblesse de guerre), les chorfa et les marabouts (sorte de noblesse religieuse, dont les premiers se disent descendre du prophète Mahomet). Les djouads sont souvent à la tête de puissantes tribus ou confédérations tribales qui conservent leur autonomie. Ils sont souvent perçus comme « alliés » par la régence. Les deux types d'aristocratie sont souvent opposés, dans l'ouest de la régence l'élément religieux et confrérique est dominant ; alors que dans l'Est ce sont les grandes familles de djouads qui dominent la société.

### Le milieu urbain
Les villes de la régence ne comportent que 5 % de la population totale. Si la ville est désignée comme médina, le fait de vivre en ville fait de l'habitant un hadhri : ce terme le désigne comme sédentaire par opposition au nomade. Le nomade est désigné lui comme badaoui et de manière plus générique l'habitant extérieur à la ville est désigné comme berrani. En revanche, le madani s'il est fixé en ville comme le hadhri, ajoute une notion de critère culturel, car il est fixé en ville depuis longtemps.
En 1830, ces villes sont d'importance moyennes (Alger et Constantine les plus importantes ne font qu'environ 30 000 habitants). Dans le cas d'Alger la ville est sur un net déclin depuis le XVIIe siècle et l'âge d'or du corso où elle a atteint 150 000 habitants à 200 000 habitants (100 000 habitants au début du XVIIIe siècle, 50 000 habitants à sa fin, puis 30 000 habitants vers 1825). Les villes littorales (Béjaïa, Jijel, Oran...) ont une moindre importance à l'exception d'Alger. C'est à l’intérieur que l'on trouve un réseau de ville moyennes et petites qui ont un rôle politique (capitale de province), de foyers intellectuels, de cités religieuses et de centres d'artisanat (Constantine, Tlemcen, Médéa, Mazouna, Mascara, Sétif…).

### Population

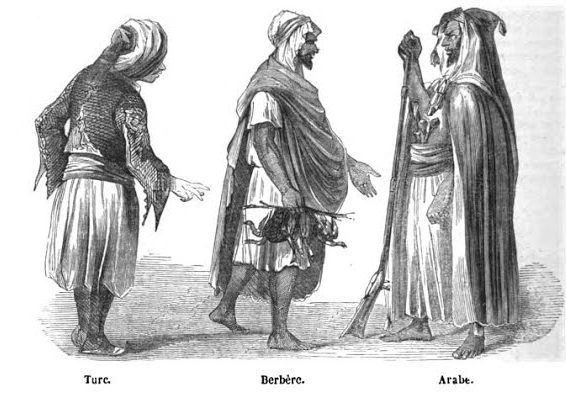
Un Turc, un Berbère, et un Arabe
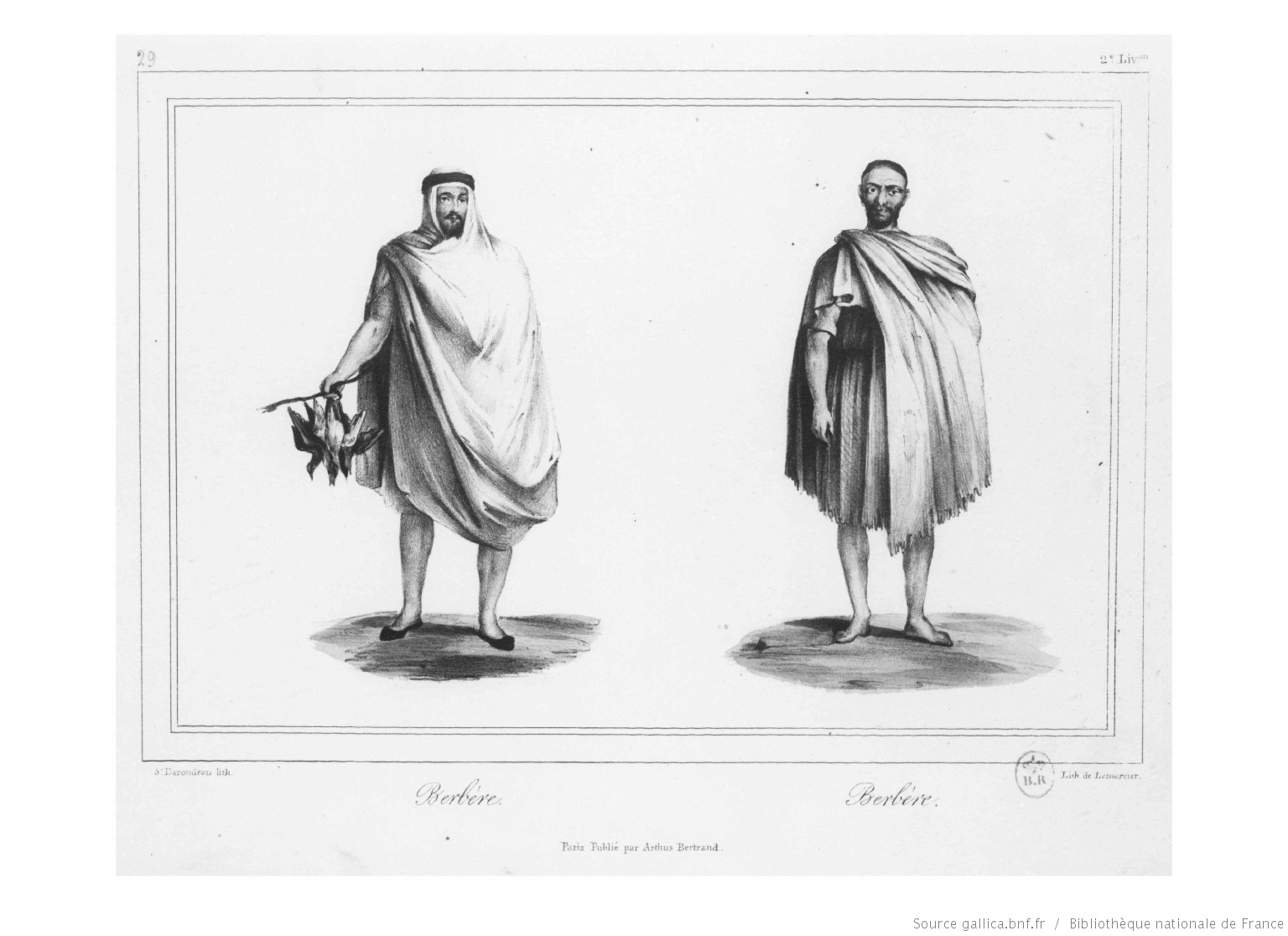
Deux Berbères
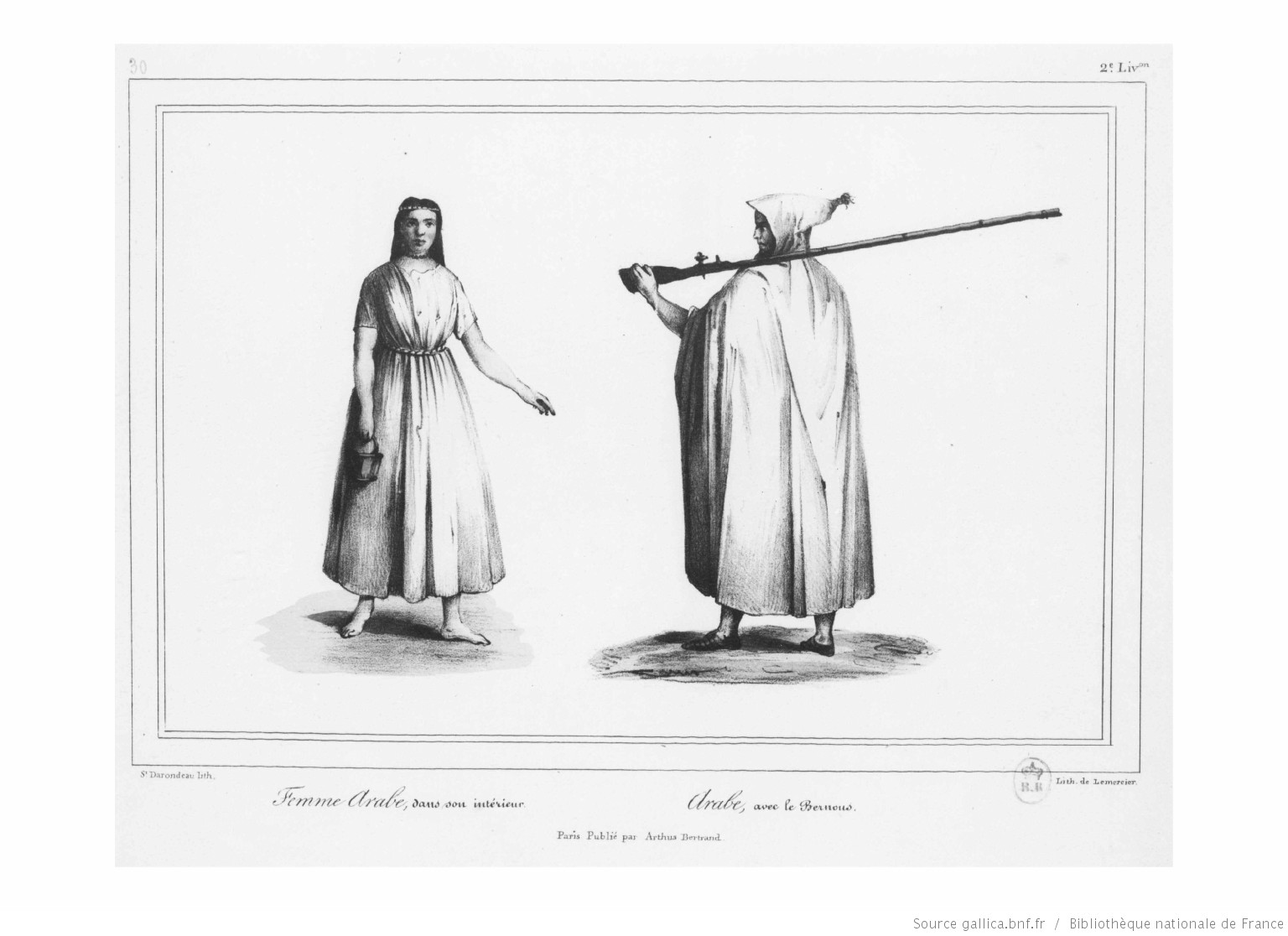
Femme et homme arabe, avec bournous
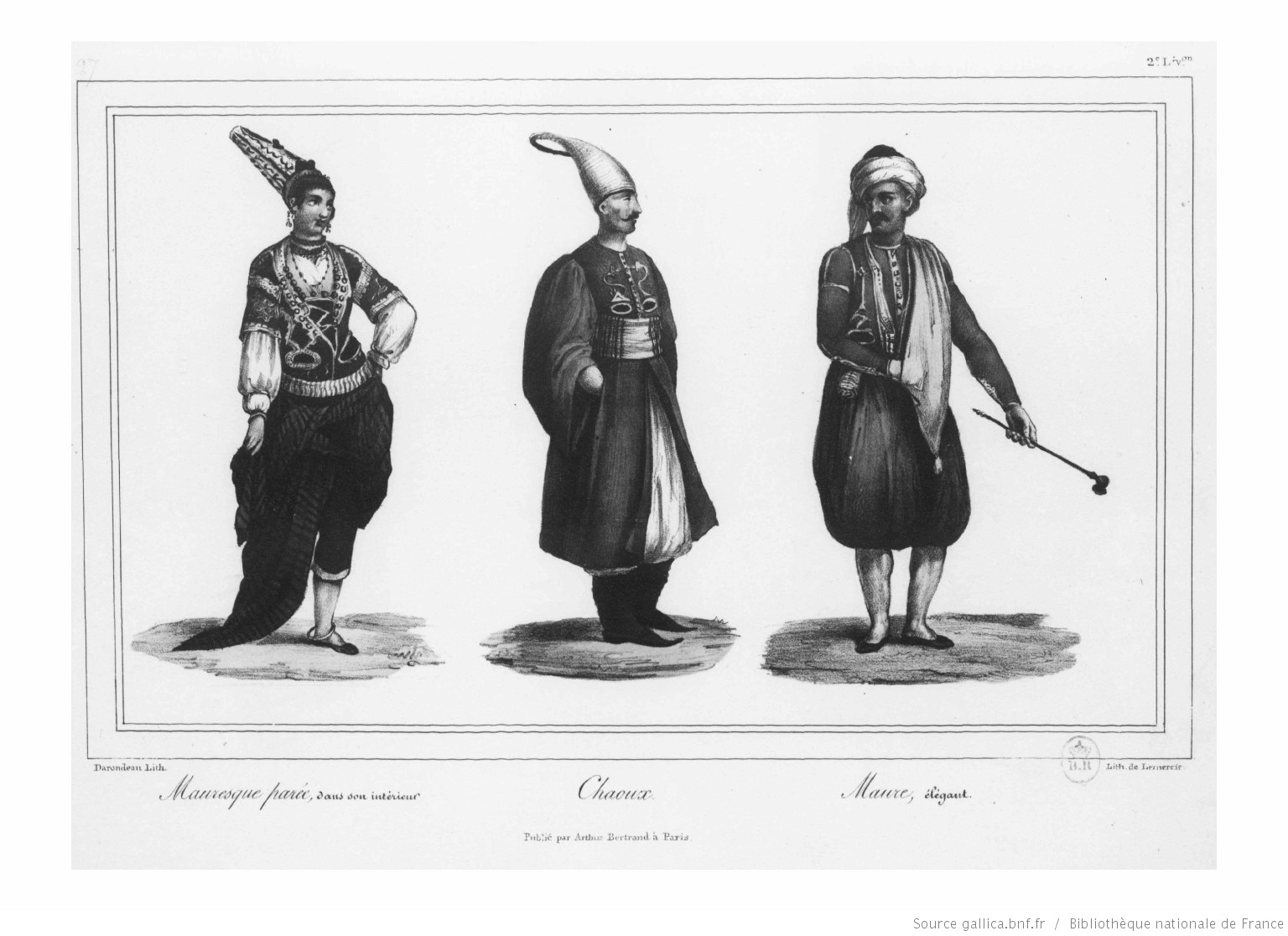
Maure, mauresque et chaouch
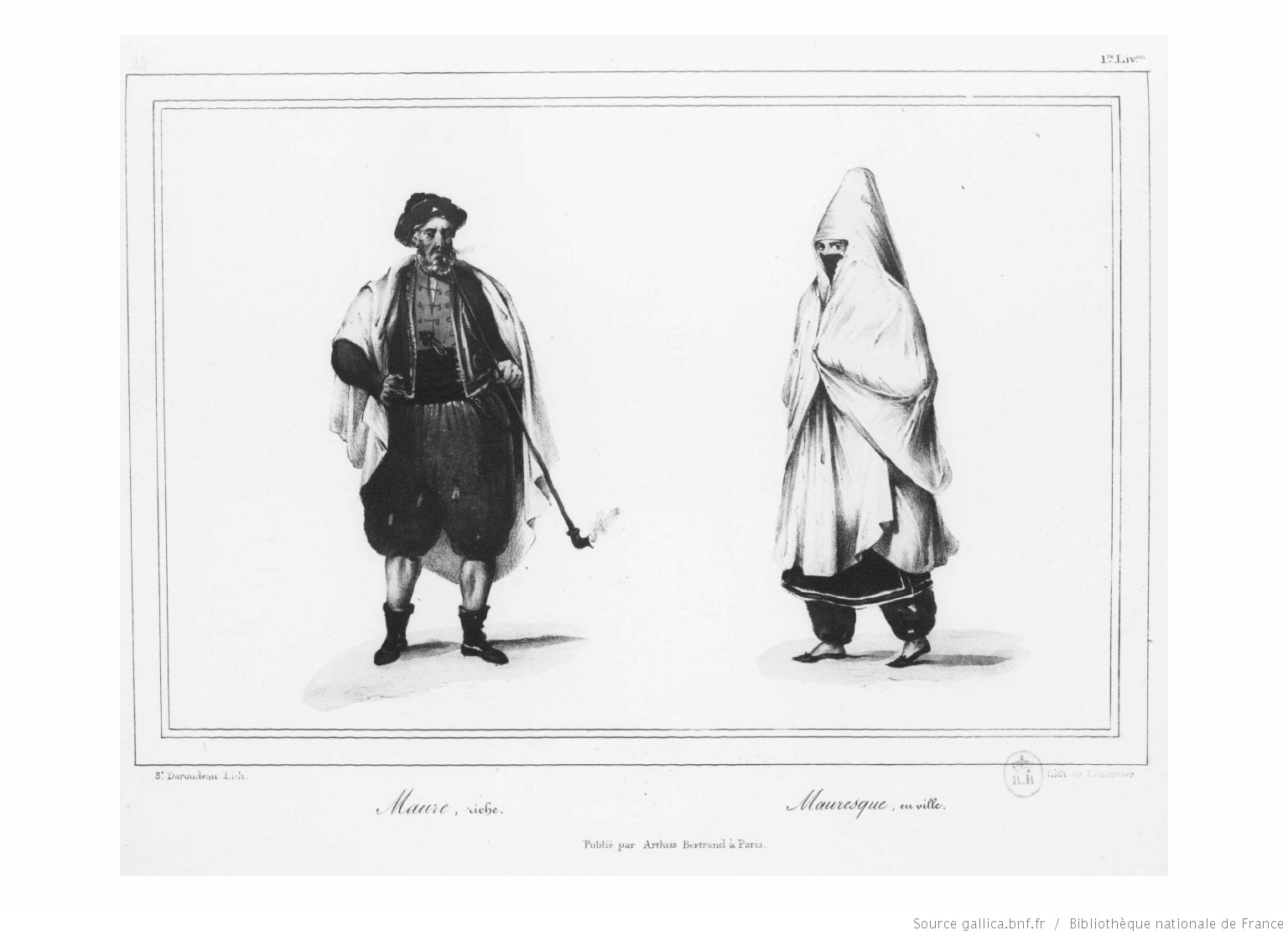
Maure et mauresque de ville
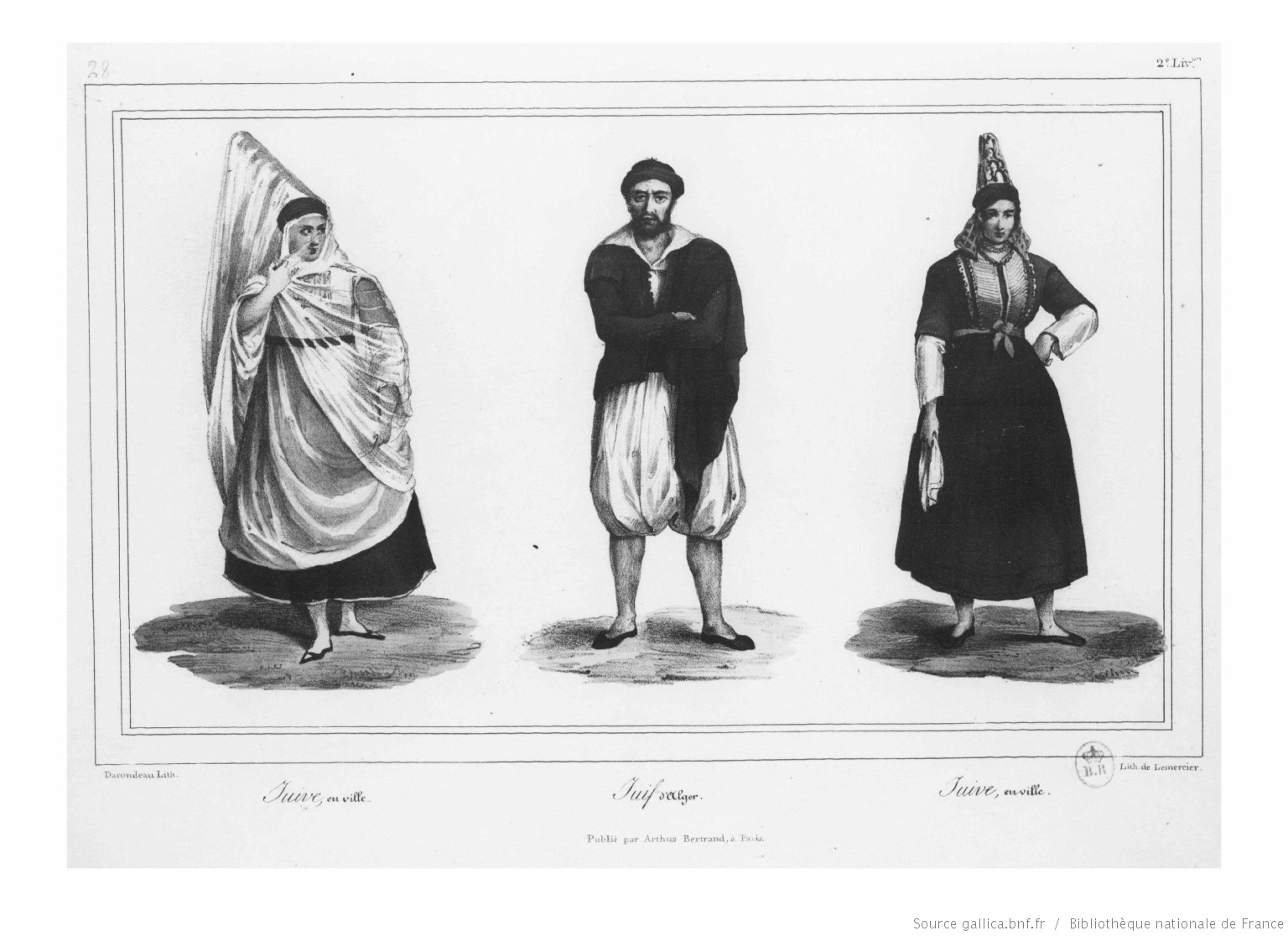
Juifs et juives
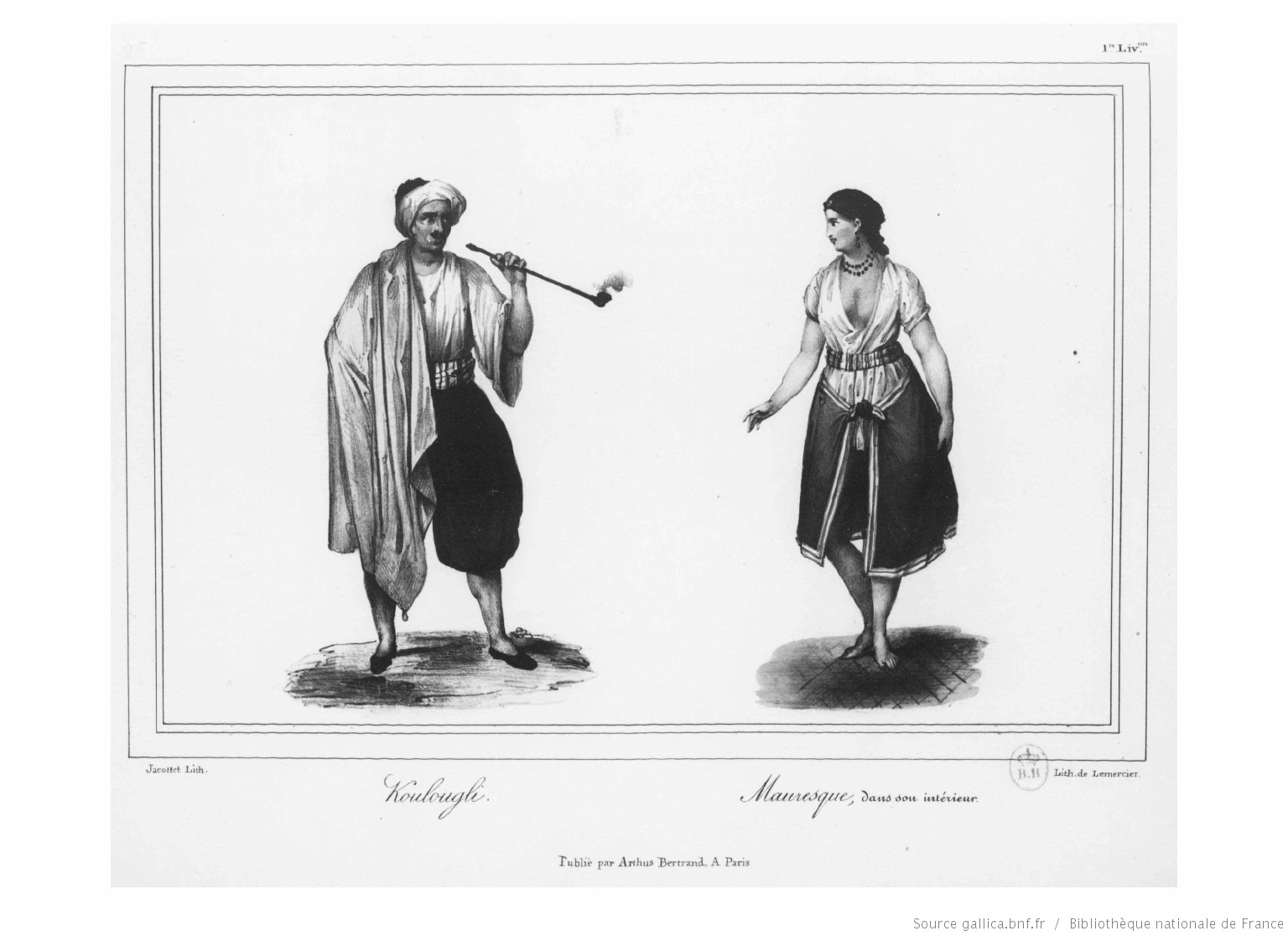
Koulougli et mauresque
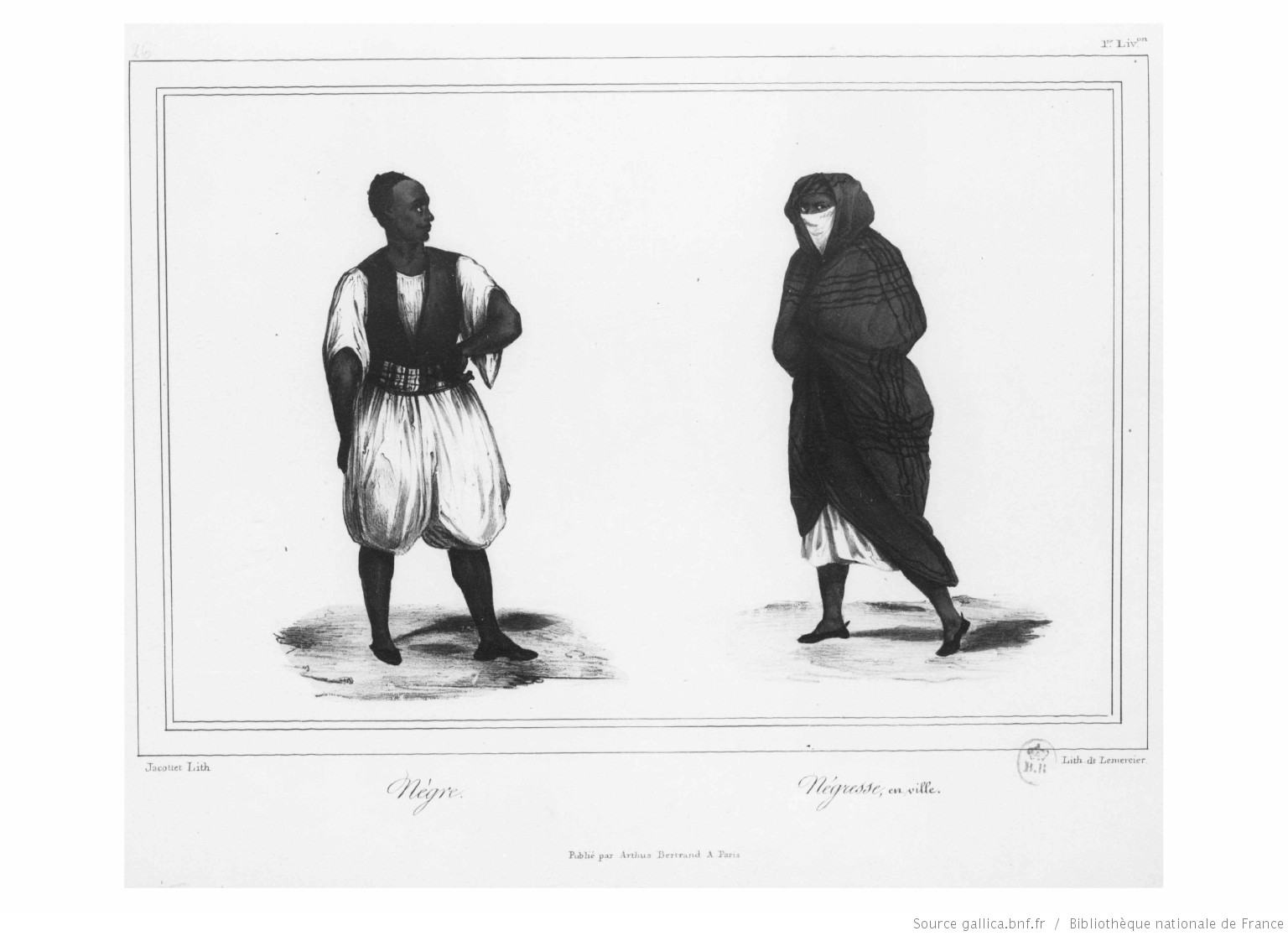
Homme et femme noirs

#### Population d'Alger
Au milieu du XVIe siècle, la capitale Alger était formée de 12 000 maisons, dont 6 000 habitées par des « renégats », anciens chrétiens européens ou Juifs convertis à l'islam, ce qui correspond à 25 000 citoyens de cette origine. Le certificat de citoyenneté est délivré uniquement à ceux qui se convertissent à l'islam. La population totale était alors d'environ 50 000 habitants ; elle culminera à l'apogée de la course, vers 1610/1620, à 150 000 ou 200 000 personnes, et est estimée vers 1730 à 100 000 sans compter les esclaves.
À l’époque d’Haedo les Kabyles, dont 2 à 3 000 Zouaoua compris, représentent à peu près le 1⁄10 e de la population d’Alger. Ils gèrent à Alger le commerce de l’huile, de la laine, des légumes, etc. Beaucoup sont jardiniers. Enfin ils fournissent le personnel domestique des consulats européens.

#### Populations rurales
Les populations rurales étaient les plus importantes, plus de 90 % du total. Ces populations sont regroupées en tribus qui se distinguent selon leur mode d'administration : tribus de type féodal, maraboutique ou de tradition démocratique et selon leur lien avec l'autorité turque : r'ayas, makhzen, alliées, vassales, ou indépendantes. L'économie sédentaire était prépondérante, toutefois, les tribus des hauts plateaux et du Sud préféraient l'élevage à l'agriculture pour échapper à l'impôt. Elle se divisait entre les populations arabophones et les populations berbérophones. Ces dernières représentaient encore la moitié de la population algérienne.

#### Maures (Hadars)

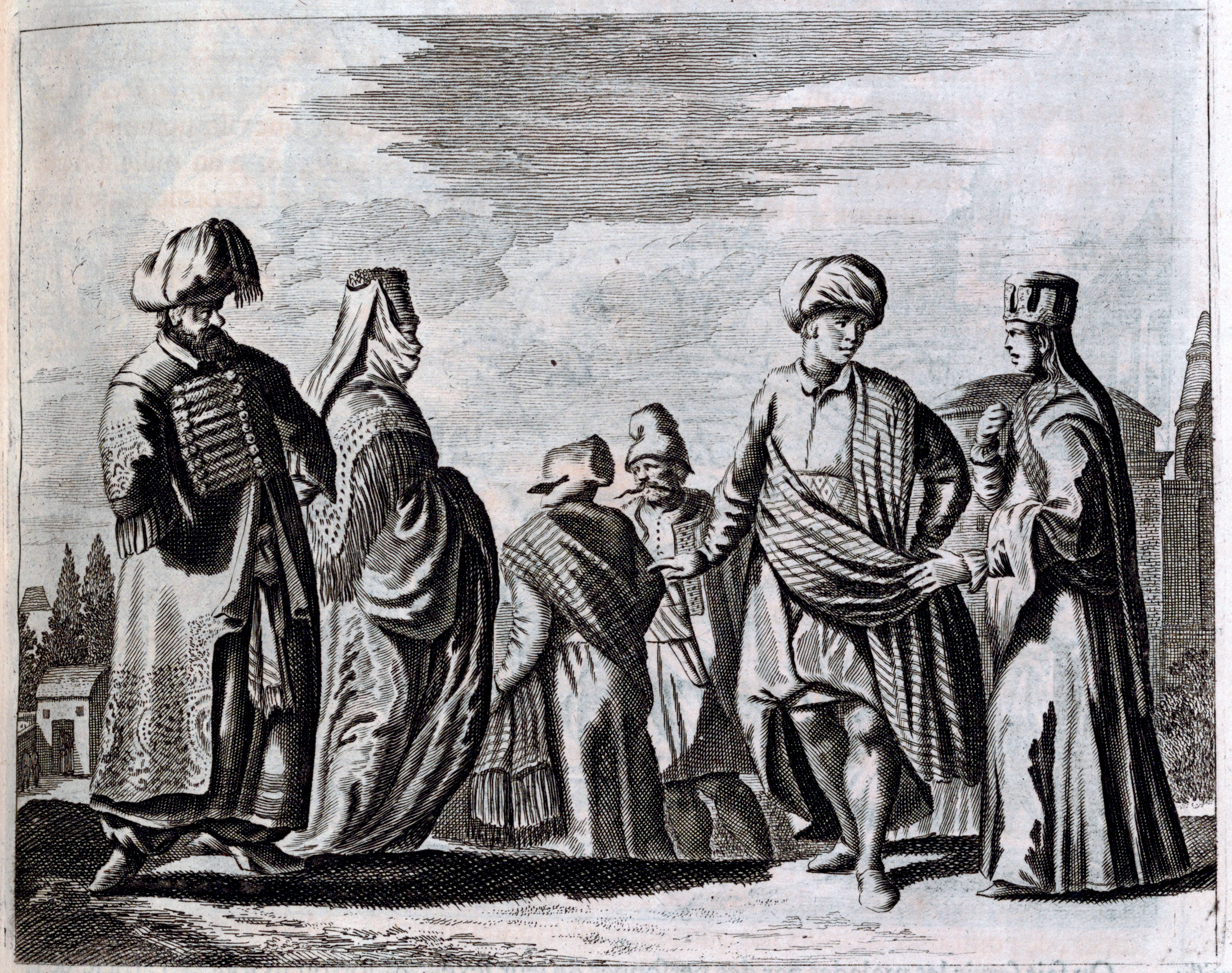
Citadins maures d'Alger

Les Maures ou Hadars constituaient le groupe le plus important de la population urbaine. Les Européens les appelaient Maures, parce que dans les ports, dominait une bourgeoisie d'origine andalouse. Les populations des villes ont été ensuite identifiées aux populations chassées d’Espagne.
Les Morisques (musulmans d’Espagne) sont arrivés aux ports du Maghreb par des vagues successives avec l’appui des corsaires turcs : les Valenciens en 1609 qui sont accueillis principalement à Oran, suivi par les Aragonais en 1610 et les derniers en 1611. Les Andalous se distinguaient des autres éléments par leur physique, leur culture et leur coutume.
Ils ont joué un rôle économique important et sont à l’origine de la supplantation de plusieurs villes algériennes. Ils ont relevé Cherchell, Ténès et Dellys de leurs ruines, repeuplé Blida, fondé Koléa et ont contribué à l’essor urbain d’Alger. Ils sont à l’origine des progrès de l'arboriculture dans les campagnes et l'introduction de nombreuses cultures ; aux environs d'Alger, la Mitidja était une zone de colonisation andalouse. Plusieurs industries ont été également introduites par les Andalous, notamment la broderie, la fabrication de la soie et le travail du cuir.

#### Kouloughlis
Les Kouloughlis étaient les enfants nés d'unions entre les janissaires de la milice et les femmes du pays. Ils avaient donc le caractère fondamental d'être rattachés aux populations autochtones par leur parenté maternelle. À ce titre, ils pouvaient mettre en péril le monopole de pouvoir que l'Odjak avait acquis sur la régence d'Alger, et diverses étapes d'affrontement et d'apaisement entre les deux groupes vont se succéder pendant les trois siècles que durera la Régence.
On trouvait des forts noyaux kouloughlis dans les villes tels que Tlemcen, Médéa, Mascara, Mostaganem, Miliana, Constantine, Annaba, Béjaïa, etc. Ils étaient recrutés pour les postes administratifs et militaires des beyliks, à Tlemcen aux côtés de la population autochtone de souche citadine dite "Hadar" (ou Maure), ils formaient la majorité de la population. De nombreux beys étaient Kouloughlis. La première mention officielle des Kouloughlis date de 1596, il existait déjà une vigoureuse minorité kouloughlie. Au XVIe siècle, qui est l'époque des beylerbeys, leur influence n'est pas négligeable, et l'on compte 2 Kouloughlis sur 18 Beylerbeys se succédant de 1535 à 1586, dont Hassan Barberousse, fils du célèbre Kheireddine, fondateur de la régence. Cette époque est favorable aux Kouloughlis.
Cependant l'époque des pachas va changer la donne, en ouvrant la voie aux ambitions des Turcs immigrés, qui vont se retourner contre les Kouloughlis ressentis comme menaçant de réduire leur portion dans la milice. Un conflit éclata en 1596 entre Kheder Pacha et la milice, et un autre en 1629. Il semble que les Kouloughlis aient pensé renverser le pouvoir de la Milice. Mais la Milice réagit avec rapidité, qui les expulsera d'Alger, la plupart des expulsés rejoindront la Kabylie : certains d'entre eux y formeront la tribu des Zouathna, sur les bords de l'oued Zitoun, d'autres rejoindront les environs de Bordj Zemoura, d'autres encore le royaume de Kouko. La lutte ouverte durera une quinzaine d'années entre la Milice et les forces coalisées des Kabyles et des Kouloughlis, marquée par une amnistie donnée aux Kouloughlis en 1639, qui ne fut pas suivie d'effet.
Une trêve finalement s'instaura, mais la situation des Kouloughlis était bien diminuée jusqu'à 1693 où le dey Hadj Chabane rétablit leurs droits. Leurs dernières actions d'éclat dans le cadre de la régence seront l'appui apporté au dey Ali Khodja dans l'écrasement de la milice des janissaires en 1817, qui verra l'abaissement politique définitif de cette milice, la participation du corps des 5 000 Kouloughlis, encadrés de Turcs fidèles et renforcés de contingents kabyles zouaoua sous les ordres d'Ibrahim Agha à Staoueli le 19 juin 1830 et les actions du Kouloughli Hadj Ahmed, bey de Constantine, qui maintiendra jusqu'en 1837 la souveraineté théorique du calife ottoman sur le beylik de l'Est.

#### Juifs
Les communautés juives développent chacune leurs propres coutumes et leurs propres rites (algérois, constantinois, oranais, etc.), qu'on retrouve aujourd'hui encore puisque certaines synagogues sont, par exemple, de rite algérois ou d'autres de rite constantinois. Ce judaïsme accorde une grande importance à la Kabbale et à la vénération des « saints » c'est-à-dire des rabbins fondateurs comme le Ribach et Rachbatz ou encore Ephraim Encaoua à Tlemcen dont la tombe est fréquentée par les juifs comme par les musulmans. Certaines synagogues deviennent des lieux de pèlerinage, comme celles de Bône et de Biskra.
Dans chaque ville, on trouve à la tête de la communauté le « chef de la nation juive » (Mokdem), nommé par le pouvoir et chargé de la collecte des impôts. Malgré les risques que comporte cette fonction, elle est très recherchée pour son influence auprès du dey. Les procès entre Juifs sont jugés par les juges des tribunaux rabbiniques mais ceux impliquant aussi des musulmans sont jugés par des musulmans. Autres notables importants, les Guizbarim sont chargés des œuvres de bienfaisance.
Les Juifs sont strictement soumis au statut de « dhimmi » qui leur assure une certaine protection. Ce statut leur octroie une très grande liberté de culte, mais leur impose de nombreuses interdictions (ne pas être armés, interdiction d’aller à cheval, et de porter des vêtements distinctifs de couleur sombre, obligation de résider dans les quartiers réservés, le mellah). Comme dhimmis, ils n'ont pas le droit d'être propriétaires fonciers et sont le plus souvent artisans ou commerçants : tailleurs, brodeurs, cordonniers, mais aussi orfèvres, bijoutiers ou joaillers. Ils peuvent même battre la monnaie du dey. Comme commerçants, ils assurent les liaisons avec les provinces sahariennes et aussi grâce à leurs liens professionnels et familiaux avec les Juifs de Livourne, ils sont en relations d'affaires avec les ports européens de la Méditerranée comme Marseille. Cette puissance commerciale et financière leur donne accès au dey.

#### Esclaves
Les caravaniers qui partent du Maroc vers l'Afrique alimentaient les marchés des villes du nord de la côte du nord du Maghreb, les esclaves étaient composés d'hommes et de femmes dans la régence d'Alger[réf. nécessaire]. Comme la régence de Tunis, le protectorat ottoman et État barbaresque qu'est la régence d'Alger, pratique l'esclavage des chrétiens.

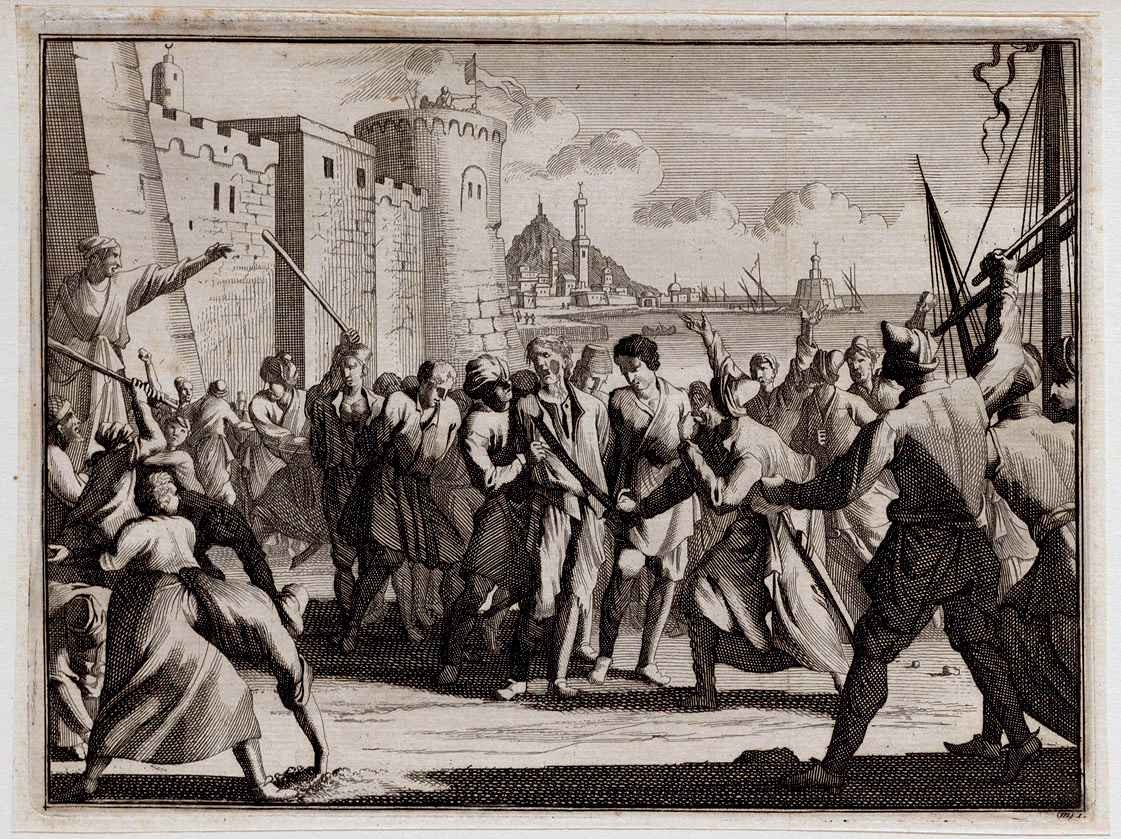
Débarquement et maltraitance de prisonniers à Alger au XVIIIe siècle.

La situation des esclaves est bien connue pour la seule ville d'Alger, où elle a donné lieu à une abondante littérature.
Capturés à l'occasion des opérations du corso, leur nombre a varié en fonction de la prospérité de cette activité. « Alger regorgeait de captifs au temps de Kayr al Din (Barberousse) à telle enseigne que celui-ci appréhendait leur révolte » (Fatima Guechi), et durant les XVIe et XVIIe siècles, ils sont plus de 25 000, atteignant à l'apogée, au milieu du XVIIe siècle, le nombre de 25 000 à 35 000 esclaves chrétiens, alors que la ville d'Alger compte alors 100 000 habitants libres. Avec le déclin de la course, la chute est fulgurante : 2 000 esclaves à la fin du XVIIIe siècle, 400 en 1830.
Ils sont de toutes nationalités, surtout européennes, donnant à la médina son aspect cosmopolite, et de toutes origines sociales. Les classes aisées donnent les esclaves de rançon, bien traités en raison de leur valeur marchande. Les esclaves de travail sont logés dans les bagnes et servent dans les galères, l'entretien et la fabrication des bateaux. Les femmes servent de domestiques ou exercent la prostitution pour le compte de leur maître. La chiourme sert trois ou quatre mois en mer, le reste du temps servant à quai ou dans les chantiers navals. Quelques-uns de ces esclaves bénéficient de revenus de la course, d'autres tiennent des tavernes ou des cabarets. La conversion à l'islam comme voie de libération fait beaucoup d'adeptes en leurs rangs, l'autre voie étant le rachat, organisé par des ordres religieux (Trinitaires, ordre de la Merci…).
Le souvenir d'illustres captifs a été conservé, et certains d'entre eux ont laissé le témoignage de leur temps d'esclavage : Pierre Gilles, conservateur de la bibliothèque de François Ier, capturé en 1546, Cervantès, Diego de Haëdo ou encore Emmanuel d'Aranda,.

#### Autres
Avec l'arrivée des forces maritimes ottomane, plusieurs janissaires et Européens dit renégats ont pris le pouvoir de la régence d'Alger. De plus, plusieurs Turcs se sont installés dans la régence d'Alger.
Enfin, plusieurs colonies européennes s'installent dans la régence d'Alger soit à El Kala, à Collo, à Annaba[réf. nécessaire].

## Organisation de l’État

### Emblèmes
Il n'existe pas d'étude exhaustive sur les emblèmes de la régence d'Alger, à l'exception d'une étude sur les sceaux utilisés de 1515 à 1745.
Dans l'« İslam Ansiklopedisi » publiée en 1942, l'auteur Fuad Köprülü indique dans l'article « Les emblèmes » plusieurs drapeaux utilisés au temps de la régence d'Alger : Barberousse utilisait en mer un pavillon au sabre Dul-Fikar sur fond vert ; au XVIIIe siècle, le pavillon d'Alger était composé d'un fond rouge avec une paire de ciseaux blancs ouverts, ou à fond rouge orné d'une tête de mort et d'un bras nu porteur d'un sabre.
Des drapeaux à bandes horizontales en nombre variable, rouges et jaunes, sont également signalés comme relatifs à la régence : ils apparaissent comme pavillon naval dans plusieurs iconographies, à diverses époques, et sont représentés parmi les drapeaux régimentaires pris par les Français en 1830.

Étendards de la régence d'Alger datant du XVIIIe siècle
Étendard de guerre de la régence selon l'album de John Beaumont (1705)[82].
Pavillon du dey d'Alger selon l'album de John Beaumont (1705)[82].
Type de pavillon maritime de la régence d'Alger[82],[84].
Type de pavillon maritime de la régence d'Alger[84].
Exemple de pavillon utilisé par des corsaires de la régence d'Alger[84].
Exemple de pavillon utilisé par des corsaires de la régence d'Alger[84].
Type de pavillon maritime de la régence d'Alger[85].
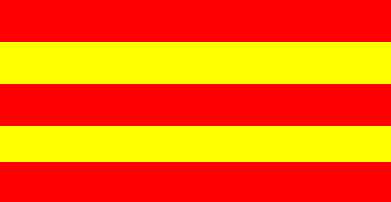
Drapeau utilisé en tant que fanion régimentaire terrestre de l'Odjack d'Alger[86].
Un pavillon de la régence d'Alger[87].

### Organisation politique

#### Évolution générale

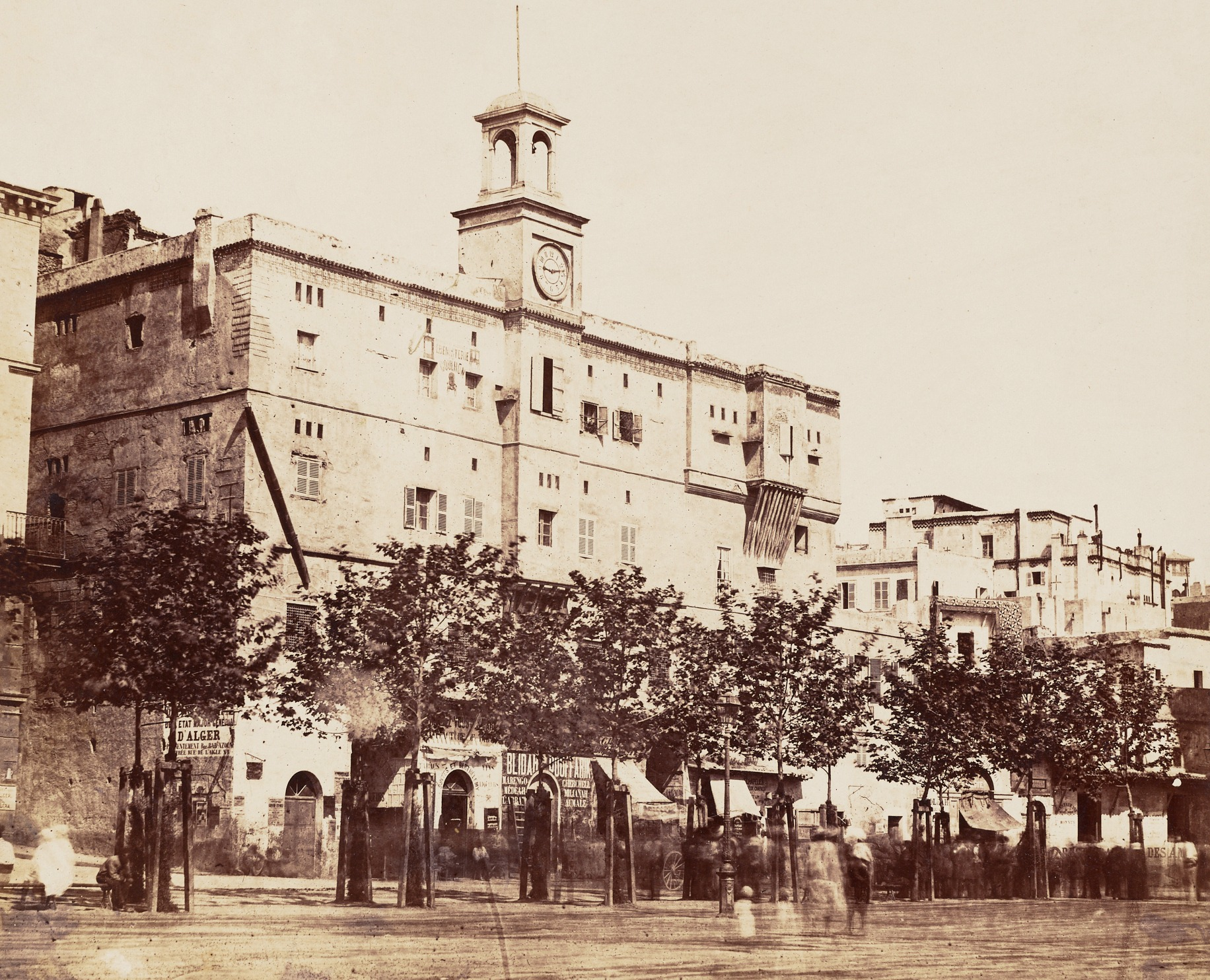
Palais de la Djénina, ou "Porte du Pacha" en turc ottoman, centre du pouvoir de la régence d'Alger. Photo prise en 1856 ou 1857.

Le gouvernement central de la régence constitue un objet d'étude complexe. En effet la forme de gouvernement connaît des changements et il existe souvent de multiples appellations pour une même fonction.
Khayreddine Barberousse proclamé « sultan d'Alger » va proposer sur avis d'une assemblée d’oulémas et de notables algérois, le rattachement d’Alger à l'Empire ottoman en 1519. Ce rattachement volontaire et le rôle important de la flotte d'Alger dans les conflits navals ottomans vont donner aux relations entre Alger et Constantinople un caractère particulier faisant de la régence non pas une simple province mais un « État d'Empire ». Si la province paye un tribut annuel, l'État d'Empire se contente d'une allégeance formelle et de l'envoi de présents en des occasions particulières.
La régence d'Alger est d'abord gouvernée par des beylerbeys (1529-1587), par des pachas (1588-1659), désignés par le sultan de Constantinople, ils doivent composer avec l'Odjak, la milice des janissaires, (et une institution qui en dérive : le diwan) et la taïfa des raïs qui constituent la force militaire de la régence ; dans une moindre mesure les notables locaux et les représentants du clergé participent également aux affaires du gouvernement. Ils exercent leur suzeraineté sur les pachas de Tunis et de Tripoli.
Au cours du XVIIe siècle, Alger se dégage de l'autorité de la Sublime Porte. Des pouvoirs nouveaux émergent des conflits pachas-taïfa-odjaq : celui des aghas (1659-1671), puis des deys.
De 1671 à 1689, les deys sont choisis par la taïfa des raïs (armateurs) et de 1689 à 1830 par l'odjack, la milice des janissaires. Sur les trente deys qui se succèdent de 1671 à 1818, quatorze sont imposés par l'émeute après l'assassinat de leur prédécesseur. En 1711, le dixième dey, Ali Chaouch, refuse d'accueillir l'envoyé de Constantinople et obtient du sultan l'autonomie. L'avant-dernier dey, Ali Khodja, met au pas définitivement l'odjack des janissaires et s'enferme avec le trésor dans la citadelle d'Alger. Dès lors il gouverne à son gré et désigne même son successeur Hussein Dey, qui n'aura jamais à affronter de fronde de la milice. Le gouvernement s'appuie de plus en plus sur l'aristocratie arabo-berbère du pays et la minorité turque subit une décadence.

#### Les pachas triennaux et la montée du diwan

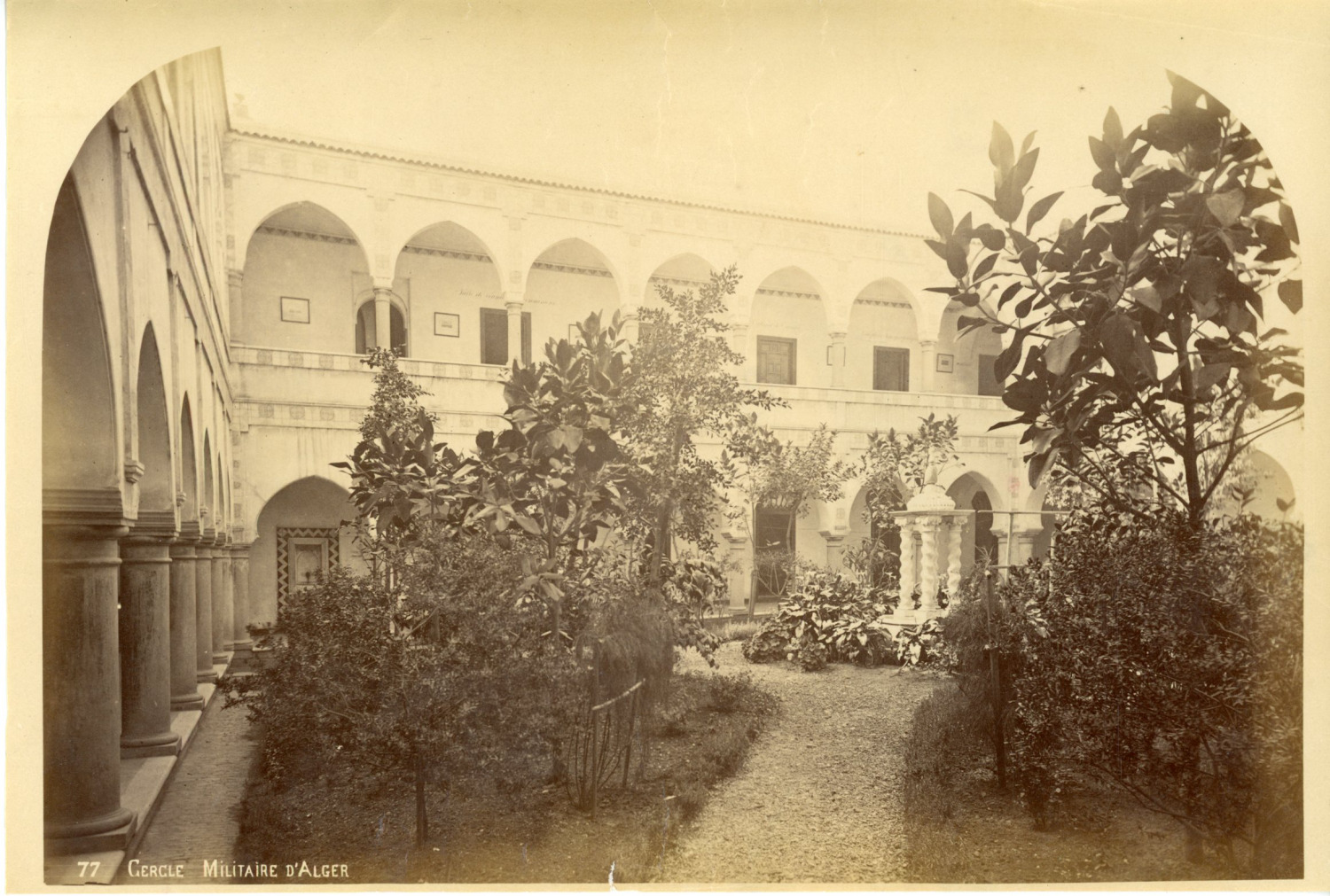
Caserne des janissaires d'Alger

La fonction de pacha d'Alger existe depuis l'époque des beylerbeys. Elle devient le poste de premier plan après la disparition du poste de beylerbey en 1587. Désormais, le pacha dépend directement du « grand sultan » de Constantinople, ce qui lui donne le prestige pour administrer la régence. Le pacha doit être désigné parmi les membres extérieurs à l'Odjack des janissaires ; il peut être turc, renégat européen ou même maure (mais à condition d'avoir passé une partie de sa vie à Constantinople). Théoriquement tout puissant, leur pouvoir est en réalité sérieusement entravé par deux forces locales : l'Odjack et la taïfa des raïs. Dans le domaine militaire, l'organisation de l'Odjack des janissaires, fait émerger la figure de l'agha. Considéré comme le second personnage de la régence il est cependant limité car les mécanismes de l'Odjack font que son mandat n'excède pas quelques mois. Son rôle concret est celui d'un juge qui maintient l'ordre dans l'Odjack. L'agha est assisté d'un kiaya (lieutenant), et d'un diwan qui est l'émanation de l'Odjack et qui va prendre un rôle croissant dans les affaires de la régence.
La taïfa des raïs forte de son rôle moteur dans l'économie (par les revenus du corso) formera un monde autonome au sein de la régence qui échappe au pacha. Elle a à sa tête un grand amiral ou corsaire qui a beaucoup plus de poids que l'agha de l'Odjack. Le chef de la taïfa est élu par ses pairs et intervient dans toutes les affaires relatives aux puissances européennes ou à l'Empire ottoman.
Le pacha a surtout un pouvoir sur l'intérieur, les tribus ou les citadins. Il les administre à l'aide d'un khalifa (lieutenant), d'un mezouar (sorte de préfet de police), d'un mohtasseb (chargé des affaires économiques), d'un bait el maldji (administrateur de biens) et d'un cheikh el bled (sorte de maire).

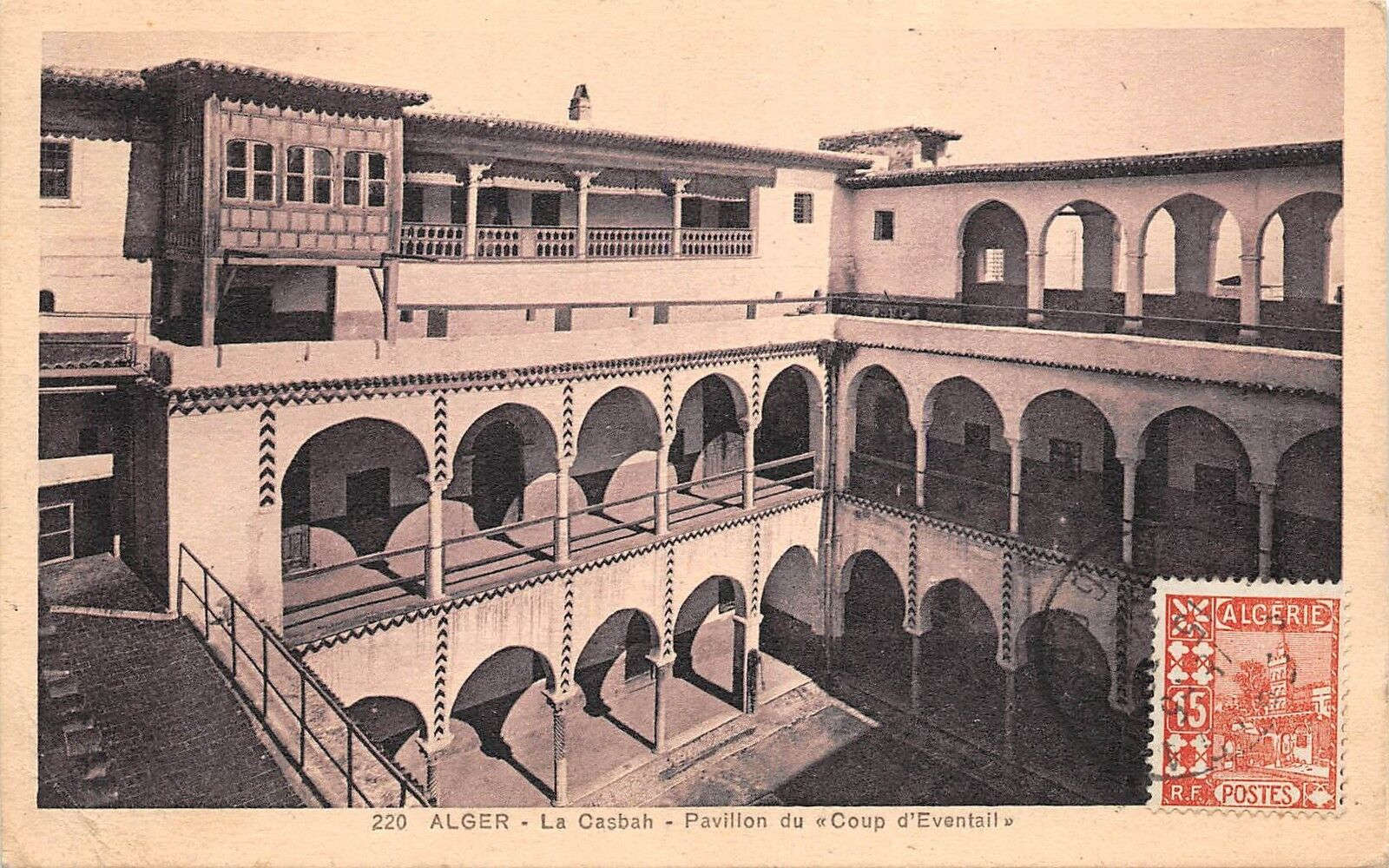
Divan de la citadelle d'Alger de la Casbah, connu plus tard sous le nom de "Pavillon coup d'éventail"

Cependant, des problèmes de paiement du solde des soldats de l'Odjack par la régence va naître un conflit entre le diwan (émanant de l'Odjack) et le pacha qui va transformer le gouvernement de la régence. Le diwan présidé par un agha de la milice, va progressivement passer d'organe interne de l'Odjack à institution de la régence. Ce changement est constaté au début du XVIIe siècle : le diwan se réunit de façon régulière est un organe d'État et non plus de la milice, et ce même si sa composition (dominée par les janissaires) varie peu. Vers 1628, on constate une subdivision du diwan. Il alors est composé d'un diwan privé (diwan khass) ; et d'un diwan public ou grand diwan (diwan âm) plus large avec des représentants religieux, des reïs et des maures citadins (soit 800 à 1 500 personnes). Des conflits pacha-odjack-taïfa, il résulte souvent une fuite et un changement du pacha. Le diwan avec à sa tête son agha va progressivement s'emparer de la réalité du pouvoir. Ainsi les actes signés avec les puissances chrétiennes le sont au nom du : « Pacha, Agha et Divan de la Milice ».
L'accroissement des pouvoirs du diwan va profiter à des fonctionnaires subalternes, les khodjas (écrivains). Le premier d'entre eux appelé par les auteurs européens « Grand écrivain du divan » fait figure de chef de l'administration de la régence dès 1618.
La période d'anarchie entre 1630 et 1650, liée à diverses révoltes ainsi que la situation financière (les soldats de la milice ne sont plus payés) font que le diwan lui-même dépassé confie le pouvoir à des raïs. Les pachas emprisonnés n'ont plus aucun contrôle sur le plan politique ou administratif. Ali Bitchin, un corsaire, exerce le pouvoir entre 1643 et 1645 ; il est nommé « gouverneur et capitaine général de la mer et de la terre d'Alger » dans les traités internationaux. Les pachas sont ensuite réintroduits mais la rigidité du système fait qu'une révolte générale de l'Odjack éclate en 1659.

#### Le triomphe du diwan et la révolution des aghas (1659-1671)

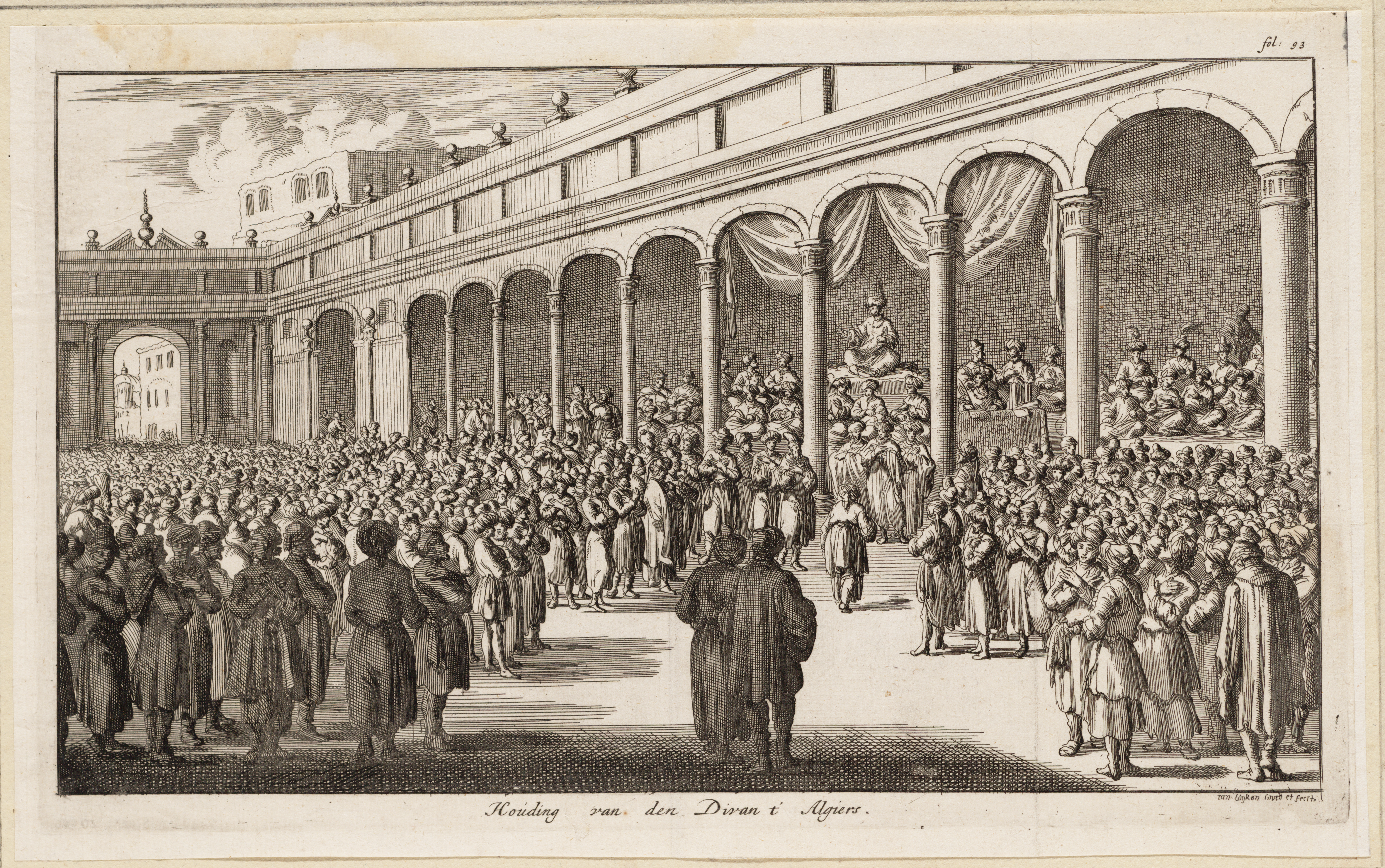
Divan d'Alger en pleine session

L'Odjack se révolte massivement contre Ibrahim Pacha, et le diwan finit par prononcer sa destitution. Fait original, le diwan déclare se passer du pacha (notamment pour son rôle de solder la paie des janissaires) et confie le pouvoir à un conseil de 24 mansoulagha (qui sont d'anciens aghas retraités) présidé par l'agha. En 1665, Hadj Ali agha met à l'écart le conseil des mansoulagha et à la tête du diwan prend le titre de hakem, désigné par les chroniqueurs étrangers comme « Premier ministre du diwan », en instituant un pouvoir absolu. Il recompose autour de lui l'administration comme au temps des pachas et son organisation — un régime autocratique local — jettera les bases du régime des deys (1671-1830).

#### Institutions du gouvernement sous les deys (1671-1830)
Le dey est à la tête d'une monarchie élective, sur laquelle il possède un pouvoir théoriquement absolu,,. Il est assisté d'un conseil large, le diwan, dont le rôle, après son intervention dans la désignation du dey, est consultatif pour la gestion des affaires courantes. Il se réunit en principe une fois par semaine et peut délibérer les décrets en période où le dey ne se sent pas assez fort pour gouverner seul.
Dans les faits, le dey gouverne assisté de ses cinq ministres, appelés littéralement « les puissances », qui forment un conseil restreint très important dans la gestion des affaires courantes. Ils sont :
- le Khaznaji, Premier ministre[H 49], chargé de la trésorerie de l’État et considéré comme le second personnage de l’État[H 50] ;
- l’Agha al-mahalla, le général en chef de l’armée de terre et ministre des affaires intérieures, second ministre du dey en termes d'importance et gouverneur de Dar Es-Soltane (les environs d'Alger)[90] ;
- le Khodjet al-khil, secrétaire des chevaux et receveur général des impôts en nature : céréales, beurre, huile, animaux et laine. Il est assisté par un trésorier particulier (khaznadar), il collecte les impôts et gère les biens publics ;
- le Ouakil al-kharadj, ministre de la Marine et des Affaires étrangères ;
- le Bait al-maldji, ministre chargé des Domaines et des successions.

Les ministres sont assistées par de nombreux khodjas (secrétaires), chaouchs (huissiers), saïdji (caissiers) et caïds (agents polyvalents aux compétences financières et administratives).
Le dey a le pouvoir de nommer ses ministres, les beys à la tête des beyliks (administration provinciales) et les principaux postes administratifs. Ses décrets ont valeur de loi et il a autorité dans toutes les affaires publiques, excepté celles relatives à la religion. Le dey a aussi pour fonction de rendre la justice dans les affaires qui lui sont portées en audience.
Cependant le pouvoir du dey est dans les faits limité par la structure militaire de l’État : il est avant tout un chef militaire et il a pour obligation de payer la solde des janissaires. Il demeure sous la garde des janissaires au palais de la Jenina et il est ainsi exposé à leur mécontentement, aux intrigues et aux assassinats,. L'autre limite de fait au pouvoir du dey, est l'effort de centralisation de l'administration qui s'avère peu fructueux.

#### Pacte fondamental de 1748
Sous le règne du dey Mohamed Ibn Bekir (1748-1754), est édicté en 1748 une sorte de constitution appelée Ahad Aman. Il s'agit d'une loi fondamentale politico-militaire qui définit les droits et obligations des sujets du dey d'Alger et de tous les habitants vivant dans la régence d'Alger.

### Organisation territoriale

#### Répartition du territoire

Les beyliks (provinces) de la régence d'Alger avant la conquête française de 1830.

Les Ottomans ne se limitent pas au contrôle du littoral. Ils placent des garnisons à demeure dans les villes qui ont une position stratégique.
Si l'idée et le fait frontalier sont anciens au Maghreb, le XVIe siècle — époque de la restructuration des trois États du Maghreb sur des bases nouvelles dont la fondation de la régence d'Alger — va jeter les bases d'une tripartition géopolitique stable. La poussée étatique puissante du XVIe siècle met ainsi fin à l’émiettement du Maghreb et se traduit par le tracé des frontières entre les trois pays du Maghreb ; des accords écrits sanctionnent ces répartitions de population et de territoire.
Salah Raïs (1552-1556) oblige les caïds de Touggourt et Ouargla à payer tribut. Il conquiert le Sud grâce à l'aide des Béni-Abbès (kabyles).
Le Dar Es-Soltane (province d'Alger) est le domaine propre du dey. Les provinces ou beyliks de l'Ouest (ou d'Oran), du Titteri et de l'Est (ou de Constantine) ont à leur tête un bey. Chaque beylik est lui-même subdivisé en cantons (watan) comprenant plusieurs tribus et administrés par des caïds (ou commissaires) qui ont sous leurs ordres les cheikhs (chefs de tribus). Pour soumettre à l'impôt et contrôler la région, les beys s'appuient sur les tribus dites maghzen.

#### Pouvoir de la régence sur les tribus avant 1830

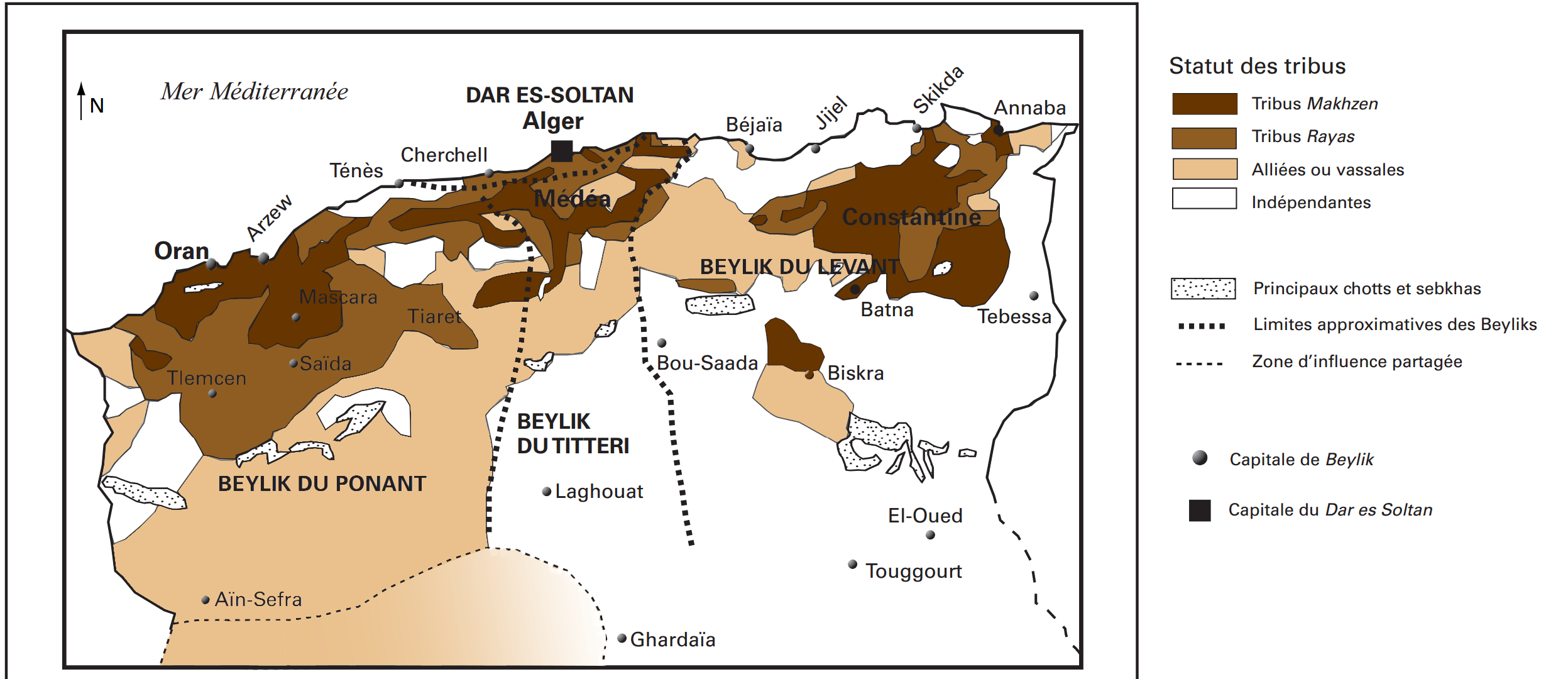
Le Maghreb central sous suzeraineté ottomane. Situation des tribus par rapport au pouvoir de la régence.

Louis Rinn, chef du service central des affaires indigènes, a synthétisé les informations recueillies peu après la conquête et met en lumière le nombre important de principautés, tribus ou chefferies autonomes ou semi-autonomes vis-à-vis du pouvoir central. Ces travaux sont analysés par Mahfoud Bennoune :
| Tribus                | Alger | Titri | Oran | Constantine | Total |
| Makhzen               | 19    | 14    | 46   | 47          | 126   |
| --------------------- | ----- | ----- | ---- | ----------- | ----- |
| Tribus soumises       | 11    | 23    | 56   | 14          | 104   |
| Tribus semi-autonomes | 20    | 12    | 29   | 25          | 86    |
| Tribus indépendantes  | 23    | 13    | 26   | 138         | 200   |
| Total                 | 73    | 62    | 157  | 224         | 516   |

Sur les 516 unités politiques, les 126 Makhzen (unités politiques composant le pouvoir central) et les 104 tribus soumises au pouvoir central représente 16 % du territoire de l'Algérie. Les 86 tribus semi-autonomes représentent 15 % du territoire. Le territoire de la régence ne représentait, dans la période qui a précédé la colonisation française, que 31 % du territoire de l'Algérie. C'est un total de 200 principautés ou tribus qui sont considérées par Rinn comme indépendantes car en dissidence avec le pouvoir central et refusant de payer l'impôt. Elles sont principalement situées sur les hauts plateaux, les steppes et dans le Sahara, elles détiennent 69 % du territoire qui échappe au pouvoir central. Ce territoire était quelquefois nommé bled el-baroud (Terre de poudre) ou bled as-siba. Selon Pierre Montagnon, le bled-el-Turk ne couvre qu'un sixième du pays, le bled-el-Baroud vit lui en totale indépendance, le régime de la régence ayant peu de soldats, il n'est effectif que dans quelques villes comme Alger, Bône, Constantine, Mascara, etc.. On considère que plus des deux tiers de la population algérienne n'était pas sous le contrôle de la régence d'Alger.
À ses débuts, le chef de cet État d’empire, Kheireddine Barberousse, continue à l’instar de son frère aîné Arudj, à porter le titre de « sultân al-jazâ‘ir ». Cependant dans la régence d’Alger, au moins trois chefs de « principautés » locales traditionnelles lui disputent le titre de « sultan » tout en étant désignés officiellement par Alger comme « cheikhs » de leurs régions,.

### Organisation militaire
L'organisation militaire repose d'une part sur les janissaires ou marins (selon les historiens), d'autre part sur les capitaines (raïs) des navires corsaires. Malgré leurs rivalités permanentes, ces deux puissants corps militaires sont indissociables : c'est avec le produit des prises des raïs que les janissaires sont payés. La milice contrôle l'intérieur de la régence, plusieurs bordjs sont construits. La milice désigne les Noubas qui sont sous le contrôle des aghas et ont seulement un mandat de trois mois, après cela ils sont relevés de leur fonction.

#### L'Odjaq

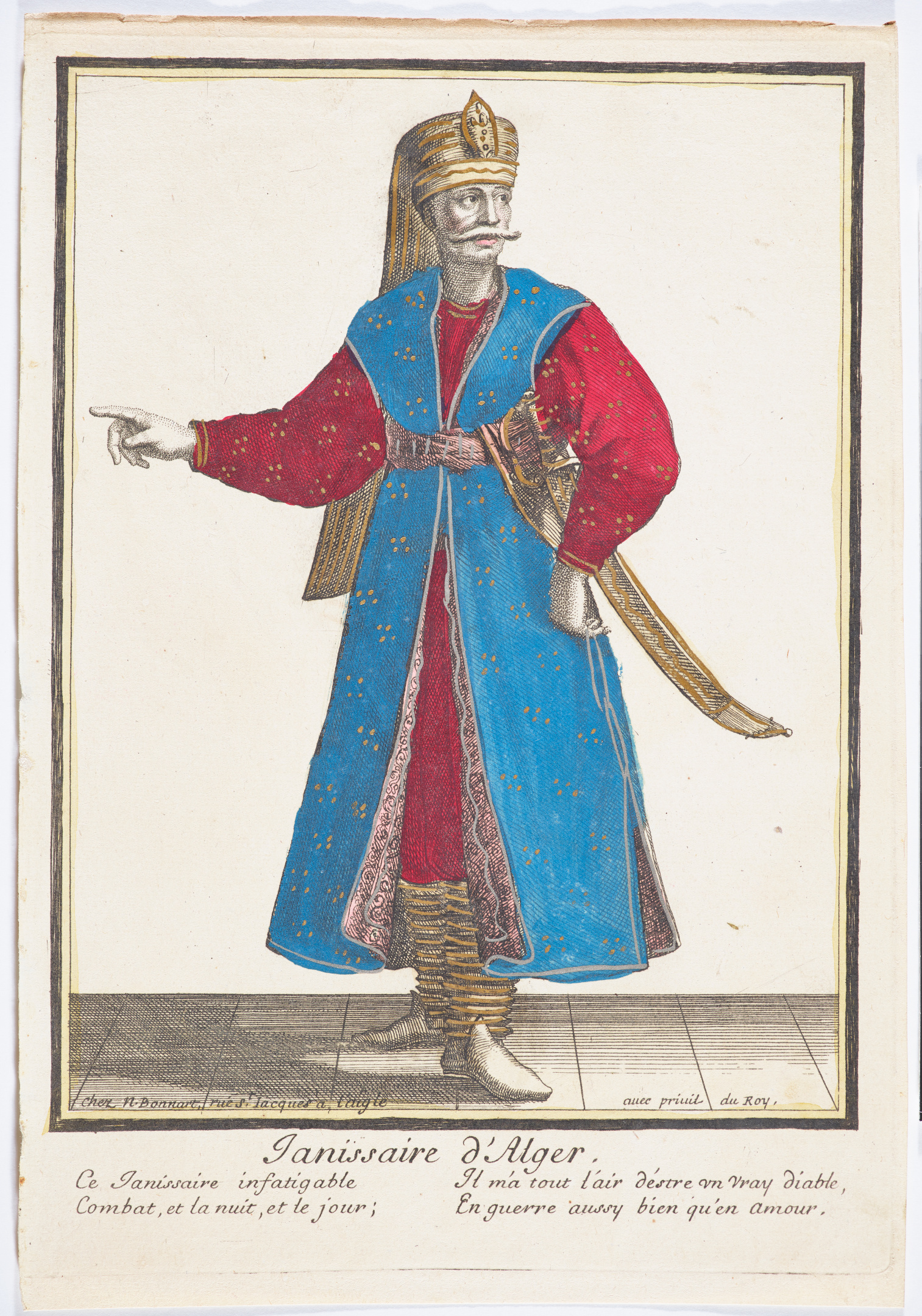
Un janissaire d'Alger.

On appelle Odjaq, la milice des janissaires. Pleins de morgue et de mépris pour les autres habitants de la ville, les janissaires forment une caste à part qui n'obéit qu'à ses chefs. Honnis par la population en raison de leurs exactions, leur rôle est grandissant à Alger dont ils finissent par devenir les maîtres. Turbulents et indisciplinés, faisant et défaisant les gouvernements, ils tiennent de moins en moins compte de l'autorité de la Porte. En 1817, la milice doit renoncer à ses prétentions sur le gouvernement du pays : le dey Ali Khodja ayant annoncé son intention de faire rentrer les janissaires dans le rang, ils se révoltent et s'avancent sur Alger pour en chasser le dey, qui les écrase grâce à un contingent de 6 000 Kouloughlis encadrés de Turcs fidèles et renforcés de contingents kabyles et berbères zouaoua. 1 200 d'entre eux périssent et parmi les autres, ayant demandé l'aman, beaucoup regagnent la Turquie. De 1817 à 1830, l'odjaq est reconstitué en une médiocre force armée.

#### La marine de la régence

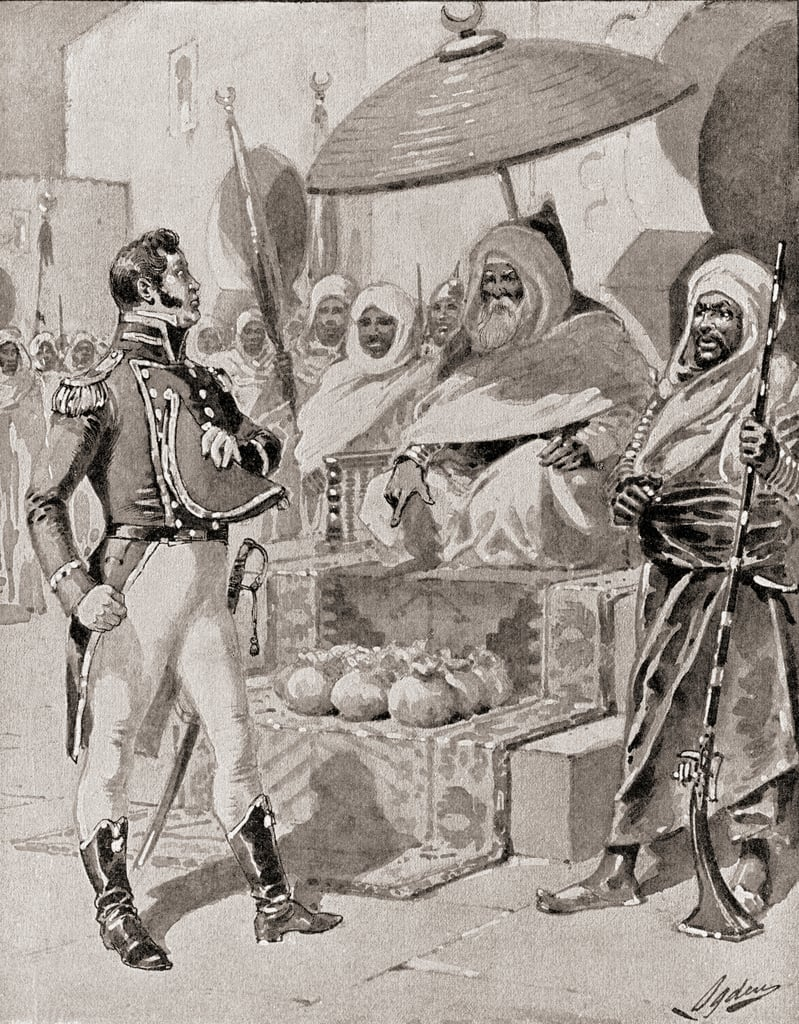
Le Capitaine William Bainbridge rend hommage au dey d'Alger, au nom des États-Unis c. 1800.

En 1529, Kheireddine s'empare du Peñon faisant face à la ville et relie le rocher au port en réalisant la jetée. Ces travaux permettent à Alger de devenir un port sécurisé pour les entreprises navales et corsaires en Méditerranées. La ville devient rapidement la principale base de corsaires en Méditerranée.
Selon Diego de Haedo, la flotte d'Alger (comprenant les bâtiments basés à Cherchell) se composaient, en 1581, de 35 galiotes — dont 2 de 24 bancs, 1 de 23 bancs, 11 de 22 bancs, 8 de 20 bancs, 10 de 18 bancs, 1 de 19 bancs, et 2 de 15 bancs — et d’environ 25 frégates (petits navires à rames et non pontés), de 8 à 13 bancs. Plus des deux tiers des galiotes algéroises sont commandées par des renégats européens (6 Génois, 2 Vénitiens, 2 Albanais, 3 Grecs, 2 Espagnols, 1 Français, 1 Hongrois, 1 Sicilien, 1 Napolitain, 1 Corse et 3 de leurs fils),.
Au début du XVIIe siècle, l'introduction des navires ronds par le corsaire flamand Simon Dansa et l'arrivée des morisques expulsés d'Espagne contribuent fortement au développement de la flotte d'Alger, qui, en 1625, aurait été modernisée et élargie, comprenant six galères, un grand nombre de brigantins et une centaine de navires corsaires, plus d'une soixantaine d'entre eux comportant 24 à 40 canons,.
Deux attaques importantes sont l'expédition américaine de 1815, qui contraint la régence à accepter un droit de navigation aux Américains et celle des marines britannique et hollandaise sur Alger en août 1816. Ces dernières subissent de grandes pertes et sont empêchées d’accoster, mais l'armada algérienne perd également un très grand nombre de navires.
Par ailleurs l’Algérie imposait aux différentes flottes pénétrant en mer Méditerranée un impôt, avec protection contre rétributions.
Ci-dessous la liste des pays ayant souscrit à cet impôt :
- Suède : 25 000 livres (tous les 10 ans)
- Venise : 50 000 barres d’or
- Espagne : 120 000 francs
- Danemark : 120 000 francs (tous les 2 ans)
- Royaume-Uni : 267 500 francs
- France : 200 000 francs
- États-Unis : 125 000 dollars par mois.

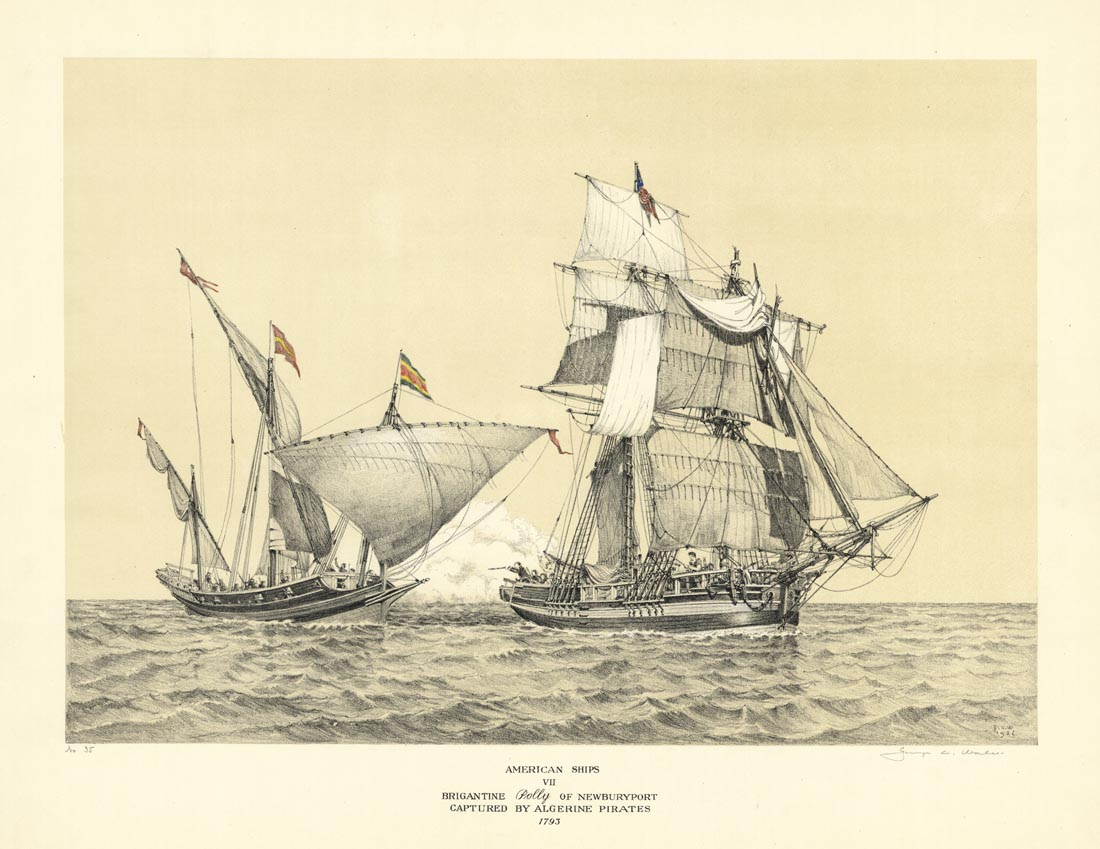
Brigantin américain capturé par des corsaires algériens (1793).
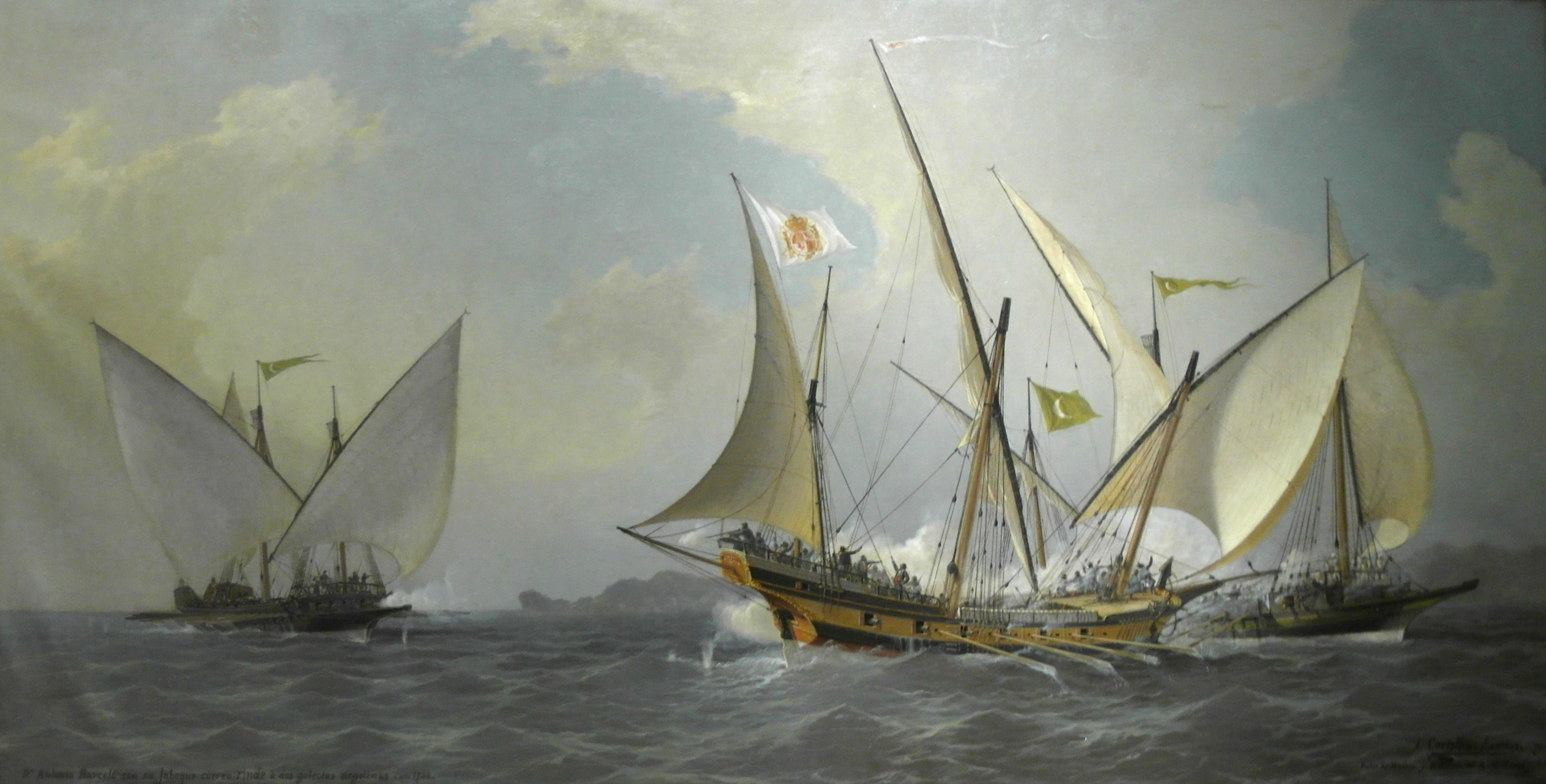
Le chebec du marin espagnol dom Antoine Barcelo (au centre) face à deux galiotes de la régence d'Alger (1738).
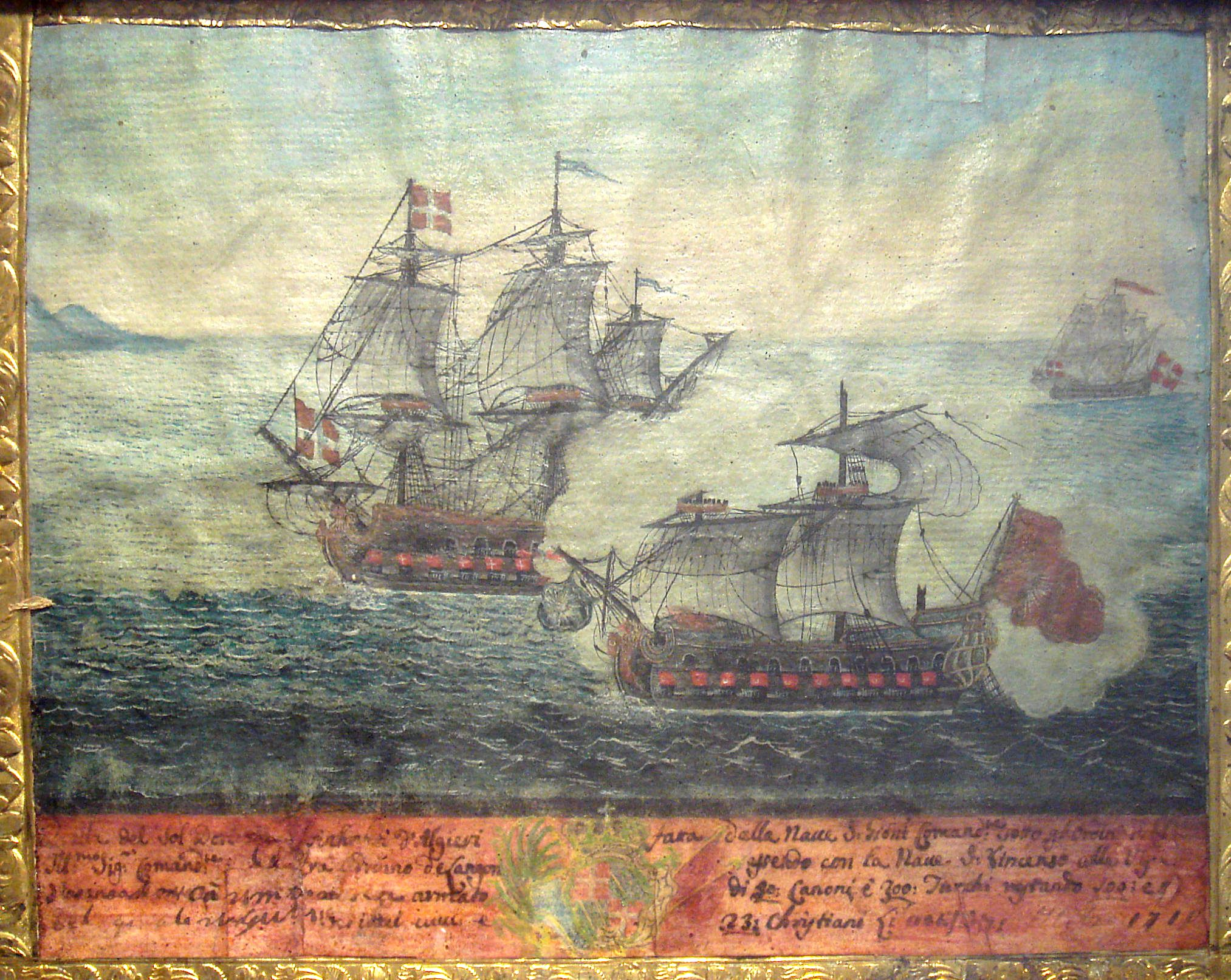
Bataille navale entre un navire algérien et un navire de l'ordre de Saint-Jean de Jérusalem (1719).
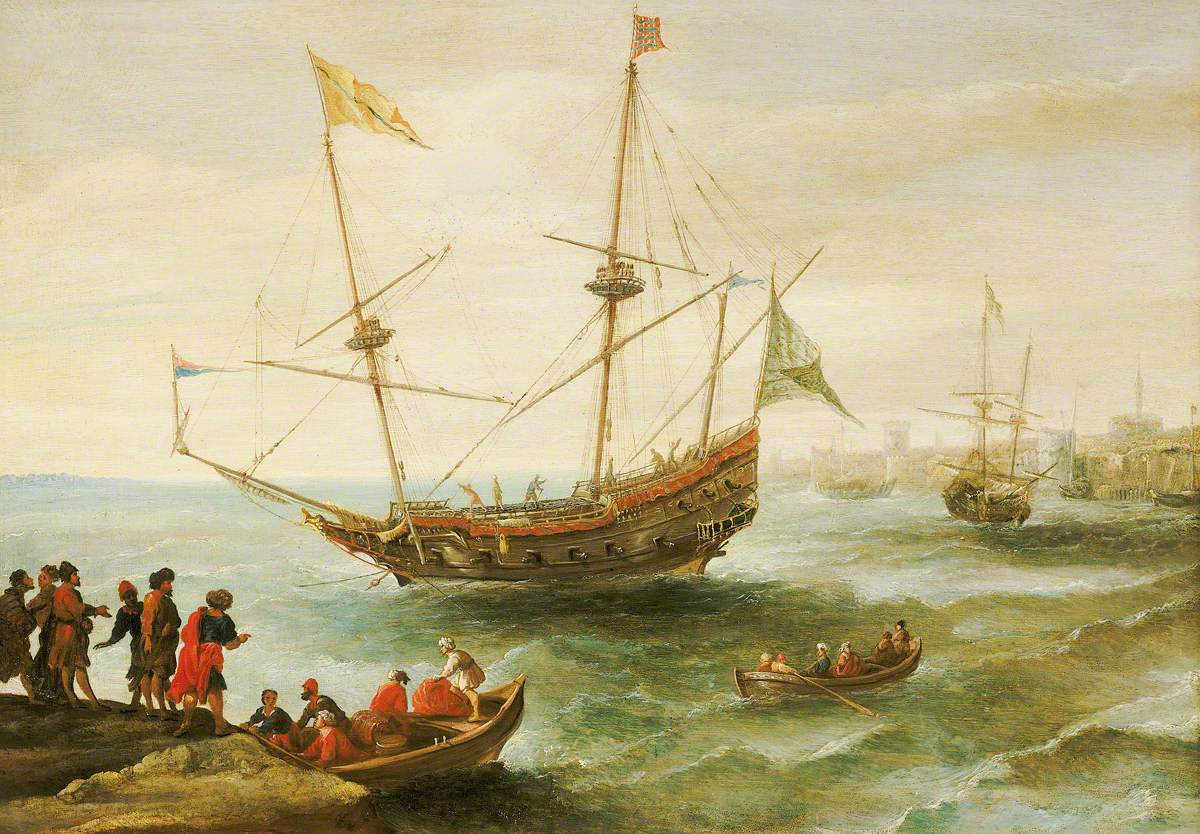
Un navire algérien au large d'un port barbaresque au XVIIe siècle.
Chebec des corsaires barbaresques c. 1670.

#### Les raïs d'Alger (corsaires)

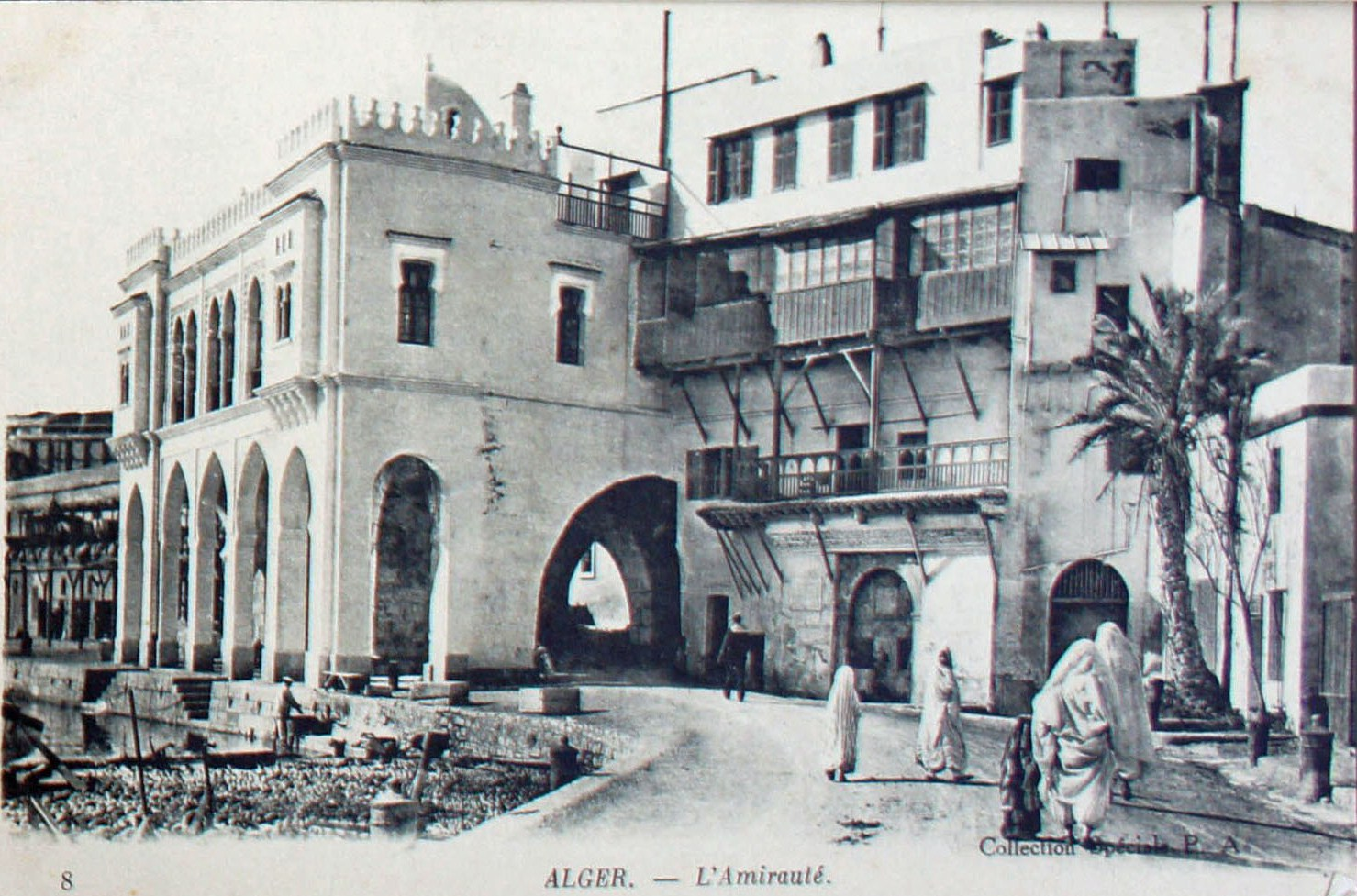
Bordj el Fanar c. 1916, siège du capitaine raïs, maître de port et du Ouakil al-kharadj, ministre de la Marine.

Ce sont les raïs qui arment les navires pour la « course ». Les plus grands raïs d'Alger se recrutent parmi les « renégats » (chrétiens convertis) qui ont souvent une grande connaissance des choses de la mer. Cette nouvelle caste de « Turcs de profession » se développe jusqu'à devenir puissante rivale des janissaires : c'est la Taïfa des raïs. En 1558, la marine de la régence est forte de 35 galères et 25 brigantins. Lorsque la flotte dispose de navires de haut bord, les écumeurs algériens portent la terreur jusqu'en Islande (1616). Les pays européens tels la France, l'Angleterre, la Hollande, l'Espagne et même les États-Unis organisèrent aux XVIIe et XVIIIe siècles des expéditions punitives contre les Algérois, mais sans résultats notables.
Les navires appartenaient aux raïs, membres de la puissante Taïfa. Les voiliers des corsaires sont tous de petite jauge et sacrifiaient à la vitesse la puissance de leur armement. C'étaient des chébecs, galiotes ou brigantins. Ils utilisaient plus souvent la rame que la voile afin d'éviter d'être vus de loin.
La chiourme était bien entraînée, disciplinée et maigrement nourrie : « la ration journalière se composait de trois biscuits et d'une mesure d'eau vinaigrée ». Les rameurs étaient enchaînés à leur place et n'en bougeaient pas pendant la manœuvre. Cette légèreté de manœuvre va faire la fortune de la « course » algérienne. Cervantès, captif à Alger de 1574 à 1580, nous la décrit par la bouche d'un marin algérien : « Nous autres, nous allons à la légère et aussi vite que le feu ». L'attaque se faisait à l'abordage et les combats à l'arme blanche.
Haëdo : « À leur retour, tout Alger est content. On partage le butin, vend les captifs au Batestan » (marché aux esclaves). « On ne fait que manger, boire et se réjouir ».
Place forte, hérissée de défenses contre les attaques maritimes, la ville était entourée d'une enceinte protégée par un fossé large et profond. Sur le parapet étaient pratiqués des créneaux et des embrasures pour les fusils et les canons. On accédait à la ville par 5 portes : Bab Jedid, Bab Azzoun, Bab El Oued, Bab Dzira et la porte de la Pêcherie. Les deux dernières s'ouvraient sur le môle. Les maisons sont blanches, à terrasses, étagées. À la fin du XVIe siècle, les raïs édifièrent de somptueux palais dans la basse ville. Haëdo en 1580 recense 100 mosquées, chapelles ou zaouias. En 1660, l'odjaq éleva le plus important monument religieux de l'Alger turc : la mosquée de la Pêcherie. Les souverains français et de Grande-Bretagne étaient représentés auprès de la régence par un consul.

### Organisation économique

#### Budget
Marmol se base sur la prospérité apparente d'Alger et de son commerce pour avancer le chiffre rond de 1 million d'écus en or de taxes douanières prélevés sur les marchandises qui arrivent de l’intérieur du pays. Une estimation du commerce de la régence réalisé par Merouche estime le volume des échanges commerciaux à 1 million de ducats (en multipliant par 4 les chiffres du commerce avec Marseille pour l'année 1556). En comparaison, le commerce extérieur de la France à la même époque est d'environ 32 millions de ducats.
Les recettes du Trésor d'Alger, le khazné, au XVIe siècle s'élèvent à un montant compris entre 400 000 et 500 000 ducats selon Diego de Haedo. La population serait de l'ordre de 2 à 2,5 millions d'habitants. L'historien Fernand Braudel, se basant que les budgets européens de l'époque, affirme qu'un Européen donne en moyenne « 1 ducat par an à son prince ». Un habitant de l'Algérie de la même époque verse entre 0,16 et 0,23 ducat. Ce chiffre qui pourrait donner image de « paradis fiscal » doit être mis en perspective avec le fait que les cheikh et caïds ne reversaient qu'une infime partie des impôts prélevés sur la population au pouvoir central. Ce qui fait qu'en réalité « les contribuables algériens étaient aussi pressurés qu'ailleurs » selon l'analyse de Lemnouar Merouche.
La pression fiscale a tendance à s'accentuer avec le temps et l'augmentation de l'emprise caïdal et beylical. Les taxes, « droits », « cadeaux », corvées et autres obligations s'additionnent dans un premier temps sous forme de « précédents », avant de devenir des « coutumes » qui ont force de loi. Cette pression fiscale est donc intrinsèquement liée à l'emprise croissante de l'État.

#### Monnaie

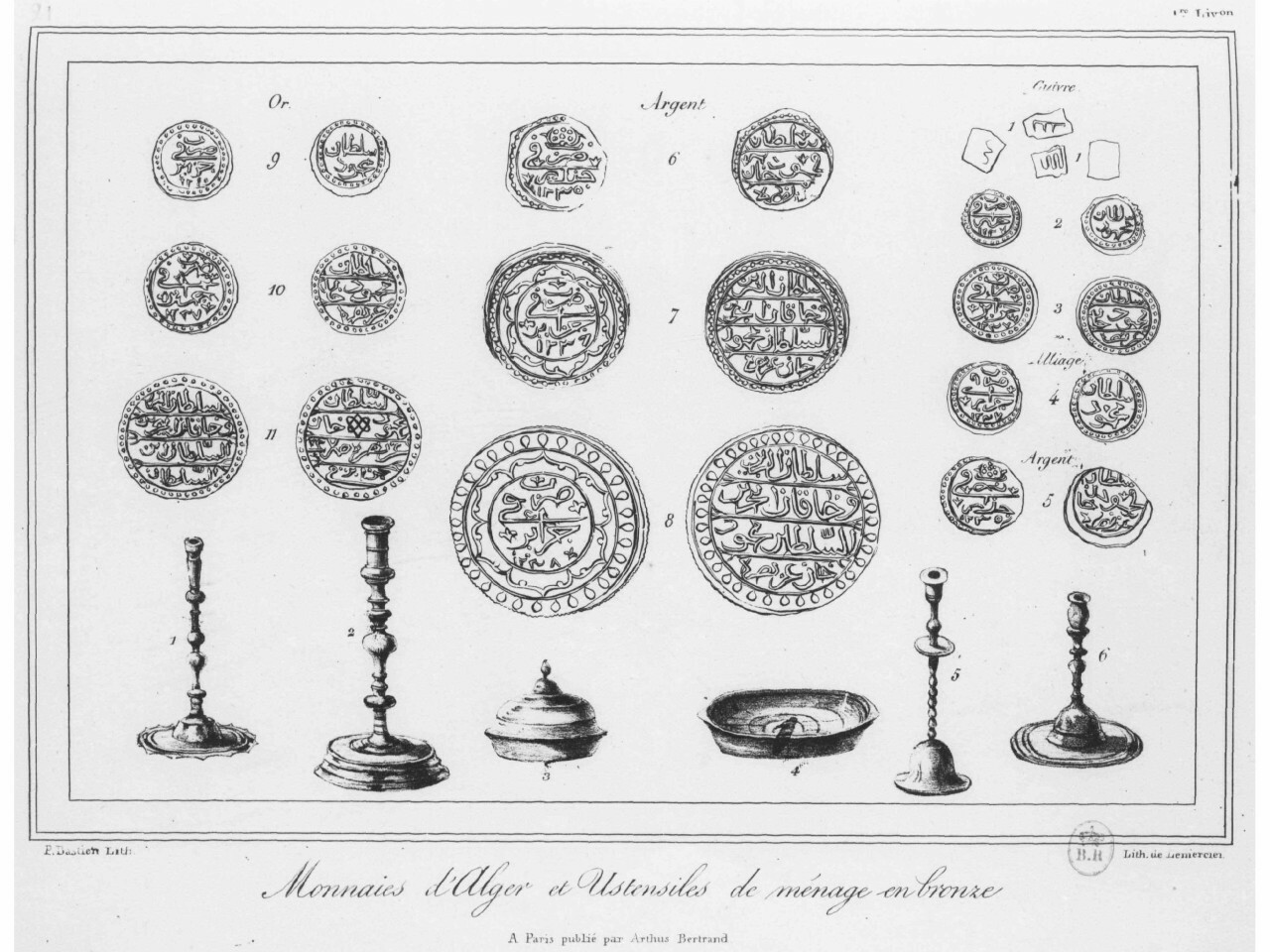
Monnaies d'Alger en bronze.

Au XVIIIe siècle, on recense deux monnaies propres à la régence :
- une monnaie d’or, le soultani, du même poids que l'escudo espagnol à cette époque ;
- une minuscule pièce en argent, l’aspre.

Deux monnaies de compte, en idée et sans réalité matérielle, sont également en vigueur :
- la saïme ;
- la pataque chique ou pataque d'aspres[103].

D'autres monnaies étaient utilisées pour les échanges extérieurs à la fin du XVIe siècle : l'écu espagnol d'or et les réaux d'argent, ainsi que l'aspre turque. Un système d'unités de mesure facilitait la régularité des échanges : la livre algérienne pour les poids, le pik pour les longueurs et le sah pour les capacités.

#### Activité économique

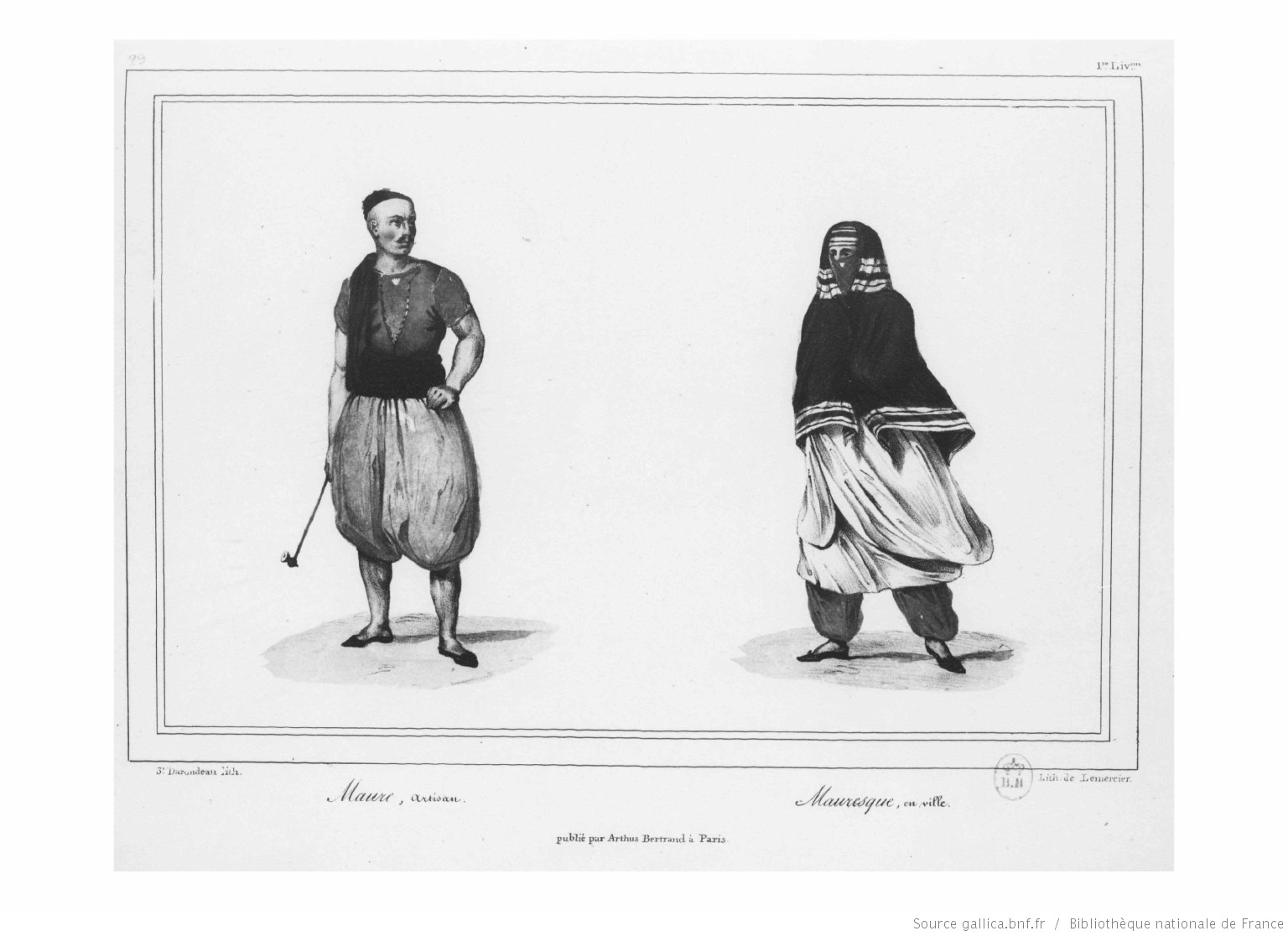
Artisans.

L’agriculture était médiocre, les techniques et les outillages étaient obsolètes, la pratique de la jachère était répandue. Les cultures agricoles étaient variées : blé, maïs, coton, riz, tabac, pastèque et légumes. Aux environs des villes, on cultivait des raisins et des grenadiers. Les montagnards faisaient pousser des arbres fruitiers, des figues et des oliviers. On exportait surtout du blé.
L’industrie était peu développée et restreinte aux chantiers navals, mais l’artisanat était riche et varié et présent partout dans le pays. Les villes étaient le siège d'une grande activité artisanale et commerciale. Les citadins sont en majorité artisans et marchands notamment à Nedroma, Tlemcen, Oran, Mostaganem, Kalaa de Beni Rached, Dellys, Blida, Médéa, Collo, M'Sila, Mila et Constantine. On y pratique le tissage, le tournage sur bois, la teinture et la fabrication de la toile de coton, des cordes, des seuils et des brides. À Alger, on y trouvait tous les métiers, la ville abritait de nombreux établissements publics : fonderies, chantiers navals, ateliers boutiques et échoppes. Tlemcen avait plus de 500 métiers à tisser. Même dans les petites villes où le lien avec le monde rural restait important, on y trouvait de nombreux artisans.
Le commerce extérieur connaît une importance variable. Il est constant avec les pays voisins ; les caravanes relient régulièrement le Maroc, l'Algérie et la Tunisie. Sur le littoral on retrouve la pratique du cabotage comme à l'époque médiévale. Le commerce transsaharien connaît un déclin global par rapport à son importance médiévale ; la régence se voulant une puissance littorale extravertie. Cependant ce tableau doit être nuancé car si les autorités d'Alger sont globalement tournées vers la mer, les populations intérieures et les grandes cités sahariennes (Biskra, Touggourt, Ghardaïa…) forment des entités politiques autonomes ou indépendantes qui prospèrent de leurs liens avec les villes du Sahel (Agadez…) ou leur rôle de relai pour les caravanes du pèlerinage vers La Mecque. Les liens entre les populations sahariennes et la régence sont eux bien réels, même si le contrôle politique sur le Sahara est lâche et indirect et la régence envoie quelques expéditions pour s'assurer un minimum de contrôle et de sécurisation sur les axes caravaniers (comme l’expédition du Touat et du Gourara au XVIe siècle à la demande des ksouriens).
Ce sont les Turcs qui introduisaient en Algérie le breuvage du café. Toutefois, le commerce intérieur était important, du fait des échanges entre les collectivités intérieures, les relations entre les villes et campagnes, et celles de ville à ville. Les transports se faisaient principalement à dos des animaux, mais les voitures étaient également utilisées. Les chemins étaient carrossables, et de nombreux postes tenus par les janissaires et les tribus makhzen assuraient la sécurité. En outre, des fondouks permettaient aux voyageurs de se reposer.
Les souks étaient globalement désignés par le nom du jour suivi par le nom de tribu. Ils se tenaient régulièrement le même jour, d'où les noms souk at Tnin (lundi) et souk al Khemis (jeudi). Un petit commerce de cabotage se faisait entre les ports : Mostagnem, Jijel, Collo et Cherchell. Chaque port avait une petite flottille sandale. Les villes du Mzab, étaient des centres des lignes commerciales, où les marchands d'Alger et de Bejaia se rencontrent avec ceux des pays noirs. Ouargla était une ville prospère par ses liens avec le royaume d'Agadez. Constantine était une ville marchande, notamment dans le domaine des tissus de laine fabriqués dans le pays.
Le commerce extérieur se fait majoritairement à destination du bassin méditerranéen. Il était entre les mains des étrangers. Alger n'avait pas de marine marchande, les Européens le lui interdisaient. Le secteur souffrait de la monopolisation des Européens, et les droits et taxes de toute sorte institués par le dey, ce dernier pouvait également interdire l'exportation de produits nécessaires surtout les céréales. Il fallait également des licences pour l'exportation. Toutefois, l'État ne pouvait pas tout gérer, il accordait certains commerces à d'autres parties : le Mokadem des Juifs pour l'exportation de la laine, Oukil el Kharedj pour le cuir et la Compagnie royale d'Afrique pour les produits de l'Est.
Le commerce maritime le plus important se faisait avec la France. Même si des liens commerciaux existaient aussi avec les Anglais, Hollandais et Espagnols. Le commerce avec l’Orient était également important notamment avec Constantinople, Smyrne et Alexandrie. On exportait des céréales, des chevaux barbes, des cuirs, de la laine, de la cire et même de l'or et des esclaves.

## Diplomatie
Dans un premier temps province de l'Empire ottoman placée sous l'autorité d'un pacha, la régence dispose progressivement d'une autonomie de plus en plus large : à partir de la fin du XVIIe siècle, elle est désignée dans les traités comme « royaume d'Alger » (Mamelakat el-Djezaïr) ou « cité-État d'Alger » ; aux XVIIIe et XIXe siècles, elle est quasi-indépendante dans la gestion de ses affaires,, et sa vassalité est « réduite à des formes extérieures ». Entre 1600 et 1800, la régence d'Alger et celle de Tunis s'affrontent à dix reprises bien qu'étant toutes deux vassales de la Sublime Porte. Cependant, la diplomatie de la régence a pu quelquefois être dictée par les ottomans. Comme en 1798 lorsque Alger rompt ses relations avec la France sur demande de Constantinople après la campagne napoléonienne en Égypte ottomane.
La régence d'Alger brave à plusieurs reprises l'autorité de l'empire, et entretient des relations diplomatiques directes avec les États-Unis et les puissances européennes notamment la France par le biais d'ambassadeurs et de traités comme le traité de paix franco-algérien de 1801.

## Oppositions à la régence
La poussée étatique de la régence d'Alger qui tend à unifier le territoire sous une autorité centrale va se heurter à différents groupes sociaux et politiques, composés autour de la tribu à base de la société. Outre les tribus participant au pouvoir (makhzen) et les tribus assujetties (rayas), les tribus en dissidence (siba) vont chercher à maintenir leur indépendance et manifester un refus de l'autorité de l'État central et de sa principale conséquence : le paiement de l’impôt. Ces tribus même en dissidence et dans le refus de l'État central vont bien souvent s'organiser autour d'une autre autorité.

### La Kabylie et le centre
Certaines villes de Kabylie comme Béjaïa et la région environnante font partie de la régence d'Alger, dès sa création à l'époque des Frères Barberousse. Lorsqu'au XVIIe siècle le Nord algérien est définitivement fixé, la Kabylie ne quittera plus le giron algérois et ce jusqu'en 1830, à la chute de la régence.
Le royaume de Ait-Abbas, d'abord indépendant puis tributaire de la régence, contrôlait le passage stratégique des Portes de Fer appelés Tiggoura par les Kabyles et Demir kapou par les Turcs qui est un point de passage obligatoire sur la route reliant Alger à Constantine. Au XVIe siècle, la régence d'Alger devait payer un tribut pour le passage de ses troupes, dignitaires et commerçants. C'est d'ailleurs dans l'Algérie de l'époque le seul endroit où le pouvoir Makhzen payait un tribut à des populations locales insoumises[réf. nécessaire].
À partir du XVIIe siècle, pour contrebalancer le pouvoir des janissaires, de nombreux corsaires et miliciens de la régence sont recrutés localement, notamment parmi les Kabyles. Cela entraîne le renforcement de l'assise de la régence en Kabylie, les dirigeants locaux étant intégrés à son système de gouvernance et représentés au diwan d'Alger.
Entre le XVIIe et le XIXe siècle il y aura plusieurs conflits entre les tribus kabyles et le gouvernement dont les principaux ont eu lieu en 1609 où des Kabyles ont dévasté la Mitidja et menacé Alger, entre 1758 et 1770 dans toute la Kabylie et entre 1805 et 1813 dans la vallée de la Soumam. En 1805, il y eut une révolte qui commença en Kabylie avant de s'étendre à l'ensemble du pays d'Est en Ouest et qui aboutit à l'élection d'un nouveau dey. À nouveau en 1816, il y a eu la révolte des Iflissen, leur chef Hadj Mohamed ben Zamoun conclut la paix avec les autorités de la régence.
Plusieurs illustres dignitaires de la régence étaient kabyles, comme Raïs Hamidou, grand corsaire puis chef de la marine, qui était destiné à la charge de dey et l'aurait endossée s'il n'avait pas trouvé la mort prématurément. De même, l'un des derniers deys de la régence, Ali IV, était d'origine kabyle par sa mère.

### Constantine
Kheireddine Barberousse a créé un makhzen dans la région de Constantine. Une tribu voisine de la ville, les Zemoul, furent alliés des Turcs et du beylik naissant. Leurs terres servaient à toute personne voulant être du makhzen. Chaque membre du maghzen est exempté d'impôt et reçoit un cheval et un fusil du bey. Plusieurs tribus se rallient aux Turcs et plusieurs immigrants s'installent alors dans la province, ce qui formera des zmalas (villages pour auxiliaires militaires et politiques ou hommes du gouvernement).
Après la prise de Tunis en 1755, Kermiche ben Selama, caïd des Zemoul, où il a été à la tête de la cavalerie dans l'expédition de Tunis, entame 6 expéditions contre les montagnards des Ouled Soltane, mais il sera tué, il sera attaché à un arbre et les Ouled soltane le brûlent.

### Ouest
Le père de l'émir Abdelkader se soulève alors contre le régime de la régence en 1815[réf. nécessaire].

### Sud
En 1553, Salah Raïs fait la conquête de Biskra. Après avoir vaincu la résistance espagnole, il y construit un bordj (citadelle). Au temps de Saleh, bey de Constantine, ce dernier fait quatre expéditions pour le contrôle de Biskra. Il détruit la ville de Touggourt[réf. nécessaire]. Cependant, les tribus arabes du sud dont le chef nommé cheikh al arabe de la tribu des Daouaouïda. Le bey Ahmed el-Colli fait opposer les deux tribus du sud le Bouakaz et les Ben Gana pour avoir le pouvoir.
Le Sahara était l'axe principal des échanges commerciaux entre l'Afrique noire et le Nord. La chute des Zianides ouvre la voie aux conquêtes sahariennes des Saadiens soucieux de contrôler les axes transsahariens laissés vacants. La régence ne peut s'engager dans des expéditions sahariennes lointaines, il est cependant fait mention de l'envoi d'une troupe d'Alger dans le Gourara vers 1560 et la fin du XVIe siècle à la demande des ksouriens face aux rezzous venus du Tafilalt. Le Gourara et le Touat sont alors soumis à une tentation de repli local et sont indépendants de fait. La relation entre les Saadiens et les Ottomans se dégradait. Cela conduisit Ahmad al Mansour Addahbi, le sultan saadien de Marrakech, à contrôler le Gourara et le Touat. À cette période, les Ouled Sidi Cheikh, une nouvelle force politiquo-religieuse émerge dans un espace intermédiaire situé aux confins algéro-marocains, Sidi Cheikh, était le fondateur d’une nouvelle Tariqua et le rassembleur des tribus dans un ensemble nouveau. La régence s'appuie sur cette grande confédération tribale des Ouled Sidi Cheikh, ralliés à la régence d'Alger vers la fin du XVIIe siècle pour exercer un contrôle sur ses confins sahariens. Ensuite, Mulay M'hammed, sultan alaouite de Fés, prit le pays du Gourara avec l'aide des tribus locales. À l'arrivée du pouvoir des Alaouites, ces derniers délaissèrent les régions du Gourara et du Touat. Les émirs locaux prirent alors en charge la gouvernance de leurs territoires. L'impôt était prélevé par les caïds envoyés par les Alaouites, et celui qui ne payait pas était emmené comme esclave vers Fés. Les chroniques du Touat ne font que mentionner ces expéditions punitives menées par les caïds venus de l'ouest. Selon Kouzmine et al.[réf. nécessaire], la zone au sud du beylik d'Oran et du mont des Ksour se trouve ainsi dans une zone d'influence partagée entre la régence d'Alger et les dynasties chérifiennes. Pendant que les troupes algériennes étaient occupées dans l'est et l'ouest de la régence, le sultan alaouite Mouley Solimân faisait la conquête de Figuig en 1805 et celle du Gourara et du Touat en 1808. Selon les géographes français du XIXe siècle, le Touat payait impôt auprès du dey d'Alger avant 1830. Le commerce entre le Touat et Alger avait été très actif, mais en net déclin depuis la prise d'Alger par les troupes françaises. En 1857, les délégations du Touat et du Tidikelt se présentent aux autorités françaises. Pour éviter la conquête ils demandent le protectorat de la France et en lui payant l'impôt comme autrefois au dey.
À Ouargla, les habitants étaient gouvernés par l'autorité des zaouïas. Les mouvements des marabouts étaient fort implantés dans toutes les régions du Sud et dans une partie des Aurès. En revanche, le Mzab a gardé la pratique du dogme Ibadites. Au sud le Sultanat de Touggourt prit son indépendance en 1414. À la constitution du beylik de Constantine, Touggourt devient rapidement tributaire de celui-ci. Les refus récurrents des Sultans de Touggourt de s'acquitter du tribut imposé par les Turcs provoquèrent de nombreuses expéditions des autorités de la régence à leur encontre. Enfin dans l'extrême sud, une confédération targuie, les Kel Ahaggar (1750-1977), fut formée dans le Sahara algérien vers l'année 1750[réf. nécessaire].

## La Marine et la pratique du corso barbaresque
Il faut distinguer plusieurs phases dans la politique maritime d'Alger. De 1520 à 1580, Alger s'aligne sur la politique extérieure du sultan ottoman ; la marine algérienne appuie la flotte de Constantinople dans ses conflits avec l'Espagne des Habsbourg. L'activité corsaire algérienne apparaît alors comme supplétive dans le cadre de ce conflit. En 1580, l'Empire ottoman sort épuisé de conflit et la flotte ottomane se retire du bassin occidental de la Méditerranée. La flotte algérienne développe une activité corsaire systématique qui n'est plus dirigée exclusivement vers l'Espagne. C'est l'apogée de la course qui s'étend de 1580 à 1640. De 1640 à 1695, l'activité corsaire décline face à une Europe qui débarrassée de ses guerres de religion est devenue capable de riposter[réf. nécessaire]. Dès lors la paix est conclue avec les grandes puissances du moment (Angleterre, France) pour se concentrer sur les puissances moyennes.

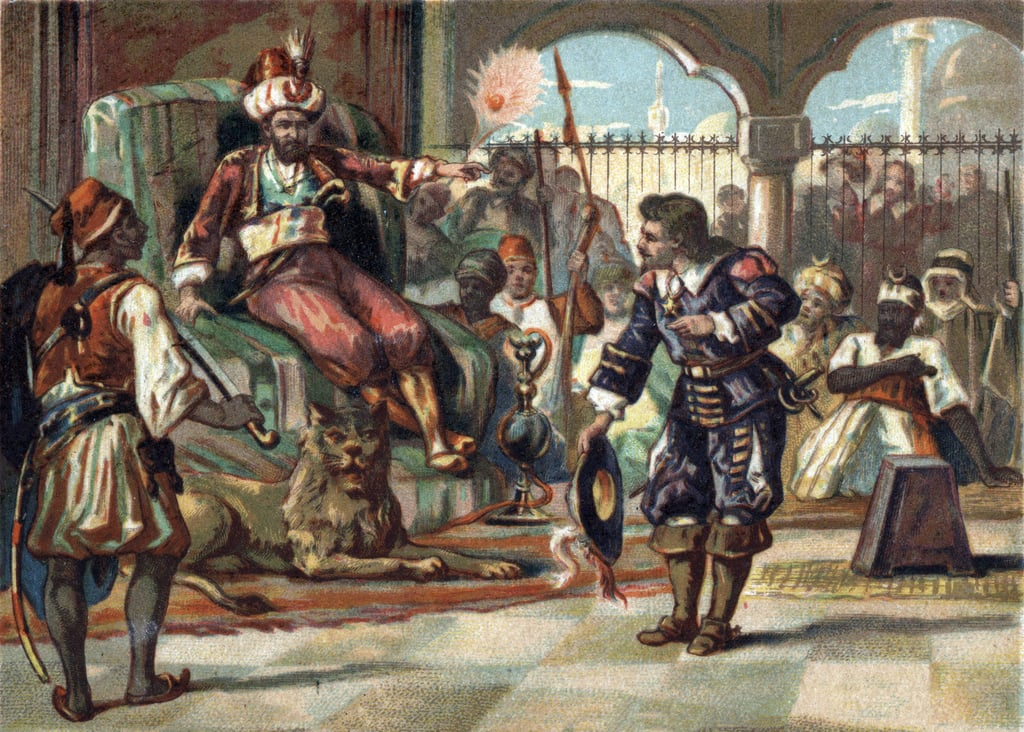
Pierre Porcon de La Barbinais, capitaine de frégate, est fait prisonnier par le dey d'Alger. Celui-ci l'envoie négocier avec le roi Louis XIV le traitement des captifs français en Algérie et les accords de paix. Le roi refusa les propositions, et le comte fut décapité.

Au XVIIIe siècle, l’activité corsaire est en revanche au plus bas. Elle est davantage un moyen de pression sur des puissances les plus faibles et un moyen d'obtenir des tributs ; les revenus provenant de la marine de guerre sont au plus bas. Les revenus de la régence sont dès lors tirés de la production et de l'exportation du blé et la conversion d'une partie de la flotte vers une fonction marchande. C'est le siècle du blé (1725-1815) qui succède au siècle de la course (v. 1580-v. 1695). Une période de transition (v. 1695-v. 1725) a lieu durant laquelle les produits issus des attaques sur les deux voisins maghrébins de la régence procurent des revenus. Vers 1793-1815, une seconde période de piraterie voit le jour avec des figures comme Raïs Hamidou, mais les revenus ne sont pas comparables à ceux du siècle de la course et les corsaires sont globalement tenus en échec par les puissances européennes.
Pour désigner les navires, trois termes arabes locaux apparaissent le plus souvent : qarib (au pluriel qawarib) pour les embarcations légères, safina (au pluriel sufun) et markab (au pluriel marâkib) pour les navires les plus importants ; ce dernier terme est également générique pour désigner tout type de navire.

### Une puissance de la course en Méditerranée

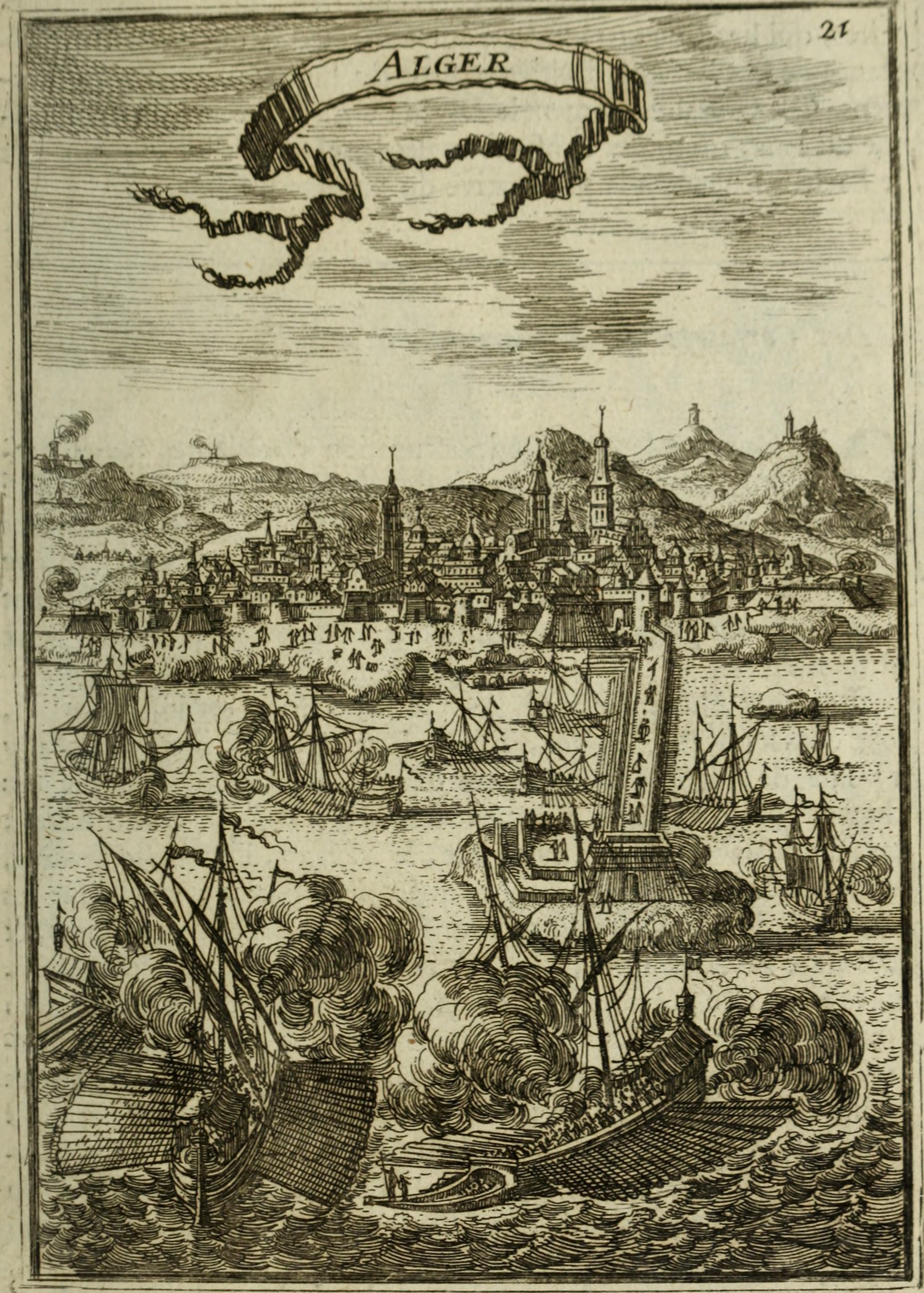
Le port d'Alger et les navires corsaires selon une gravure (v.1683)

De 1580 à 1695, l'essor de l'activité corsaire est telle que la frontière entre guerre d'escadre (telle que les appuis de la marine algérienne aux flottes ottomanes face aux Espagnols avant 1580) et activité corsaire proprement dite devient poreuse. Les raïs sont organisés hiérarchiquement autour du qûbtan d'Alger (amiral). Différents facteurs apportent un essor à la flotte et au corso. Le premier est l'afflux de convertis d'origine européenne, les renégats qui apportent leur connaissance des côtes européennes et de la navigation. Le phénomène est similaire avec les Andalous, qui importent également un savoir faire dans la construction de frégates et de brigantins. Implantés à Cherchell, ces derniers connaissent le littoral espagnol. Ainsi vers 1570-1580, la course prend l'aspect d'une entreprise privée, même si des investissements publics sont alloués aux arsenaux et aux ports sous la pression de la collectivité et des corsaires.
Courant XVIIe siècle, c'est l'apport des « vaisseaux ronds », type nordique, par les Ponantais qui va révolutionner la course. Outre les côtes, italiennes et espagnoles au XVIe siècle, les attaques vont de plus en plus loin en Atlantique : Madère, Canaries et Açores dans les années 1620, Terre-Neuve et Islande vers 1627.
Au XVIIIe siècle, la paix avec les nations européennes devient quasi-permanente. Elle est plus ou moins imposée par la nouvelle donne en Méditerranée, dont des expéditions contre Alger menées par l'Angleterre, la France et les Provinces-Unies. Le corso s'il perdure, n'est plus aussi prospère qu'au siècle précédent. L'heure est à la stabilité et à la politique commerciale des deys : exportation de blé contre importation de produits manufacturés. La course devient dès lors une menace, un instrument de la diplomatie pour obtenir un tribut contre une paix dans la circulation des navires.

### Le corso algérien, données administratives

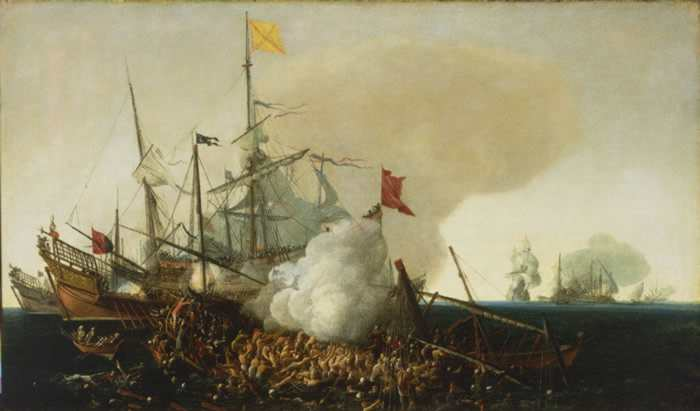
Man'o'war espagnols engageant des corsaires de Barbarie (1615).

L'archiviste Albert Devoulx (voir bibliographie) a trouvé de précieux documents. Il s'agit du registre des prises rédigé dès 1765, qu'il a exploité, ainsi que de nombreux documents consulaires. Ces documents lui permettent d'appréhender avec un bon degré de précision le cadre administratif dans lequel les raïs opéraient ; ce n'est pas le cadre légal de la course au sens généralement donné à ce mot à l'époque du registre (fin du XVIIIe siècle).
Les écumeurs d'Alger agissent dans un cadre administratif assez précis, matérialisé en particulier par le registre des prises. Cependant, les critères de la course classique ne sont pas présents, s'agissant de :
On n'a pas connaissance de lettres de marque algériennes, même si le Registre des Prises retrouvé par Devoulx permet à l'autorité politique locale d'avoir une connaissance bateau par bateau et sortie par sortie, de l'activité « corsaire » ; la reddition de compte se borne cependant exclusivement à apporter les preuves que le raïs partage le butin avec cette autorité ; l'autorité politique supérieure (la Sublime Porte) est tenue à l'écart de l'information opérationnelle (quel bateau, quels captifs de quelle nationalité), ce qui rend inopérants les « traités de paix » que les puissances occidentales pourraient passer avec l'autorité supposée supérieure.
Un tel tribunal n'existe pas à Alger, et il n'existe pas non plus, même au sens très large, une autorité susceptible d'examiner les prises sans être elle-même partie prenante au partage du butin.
Il devrait s'agir des navires ennemis de l'Empire ottoman, dont Alger fait partie à l'époque. Or, ce n'est clairement pas le cas. Les prises sont très éclectiques. Les ennemis attaqués peuvent être neutres, sujets de cet Empire (bateaux grecs ou tunisiens), voire être musulmans.

On peut citer de nombreuses attaques portant sur des navires neutres, sur des vassaux de la Turquie ou sur des navires musulmans : D’après le registre des prises, le 12 décembre 1768, Hamidou et d’autres capturent un navire grec (la Grèce étant alors partie intégrante de l'Empire ottoman) ; le 10 octobre 1810, Hamidou capture des marchandises tunisiennes (les régences d'Alger et de Tunis s'étaient déclarées la guerre à nombreuses reprises);) ; de même le 22 mai 1811.

Les cibles sont choisies par les raïs algériens eux-mêmes, en fonction de l'occasion et du rapport de forces. La Sublime Porte s'en plaint en permanence, dans des lettres que Devoulx a retrouvées et cite parfois in extenso.

À l’époque de Napoléon, la France est jugée trop forte pour être ciblée par les écumeurs d’Alger, bien que la Sublime Porte soit particulièrement irritée par l’expédition d’Égypte ; Devoulx cite une lettre du 24 février 1801 écrite au nom du souverain turc : « Il a appris cependant qu’après avoir incarcéré le consul français pendant un mois, vous l’aviez relaxé ; et que, lorsque vos corsaires rencontrent des navires français, ils ne les traitent pas comme les traiteraient des navires de la Sublime-Porte. Vous les épargnez et ils sont à l’abri de vos attaques. Il y a plus, vous réservez vos sévices et vos agressions pour les sujets de la Sublime-Porte, bien que vous soyez vous-mêmes ses vassaux ! »

Aux « premiers jours de ramadan de l’année 1230 » (du 7 au 16 août 1815), le souverain turc adresse un « firman » (décret) au régent d’Alger pour exiger encore une fois que cessent les attaques contre les navires turcs ou amis de la Turquie : « Les corsaires de la régence d’Alger capturent les navires de commerce appartenant soit aux sujets de la Sublime-Porte, soit à des nations qui sont en paix avec elle ; ils réduisent en captivité leurs capitaines et leurs marins et s’emparent de leurs cargaisons. Cependant la Sublime-Porte est responsable de ces navires ; ils sont munis de sauf-conduits et elle est en paix avec eux. »
là encore, il devrait s'agir d'une guerre déclarée par (ou contre) l'Empire ottoman préalablement aux attaques « corsaires ».

Or, les guerres dans le cadre desquelles les corsaires algériens sont supposées agir peuvent se situer à plusieurs niveaux : étatique (guerres déclarées par la Sublime Porte) ; infra-étatique (guerre entre vassaux, ici contre ce qui deviendra la Tunisie) ; supra-étatique (la guerre sainte) ; sachant que, dans le cadre de la « guerre sainte », il n'existe pas d'autorité musulmane centralisée qui pourrait refuser efficacement de la déclarer : la notion de « guerre sainte » se confond donc ici avec la notion de « guerre permanente ».

Ce n'est donc pas la guerre qui vient provisoirement interrompre la paix, c'est le contraire. Le critère consistant à agir dans le cadre d'une guerre est entendu de façon si large qu'il a cessé d'être un critère, puisqu'il est supposé rempli en permanence.

L'exemple, détaillé par Devoulx, de la guerre avec la jeune Amérique, est particulièrement illustratif.

Lorsque les premiers navires arborant la bannière étoilée furent vus des raïs algériens, il n'y avait pas le moindre litige, et même, ces couleurs leur étaient totalement inconnues ; mais, justement pour cette raison, ces navires furent présumés non musulmans et donc de bonne prise. Les Algériens prirent donc l'habitude d'attaquer les navires américains. Un traité de paix, comme celui signé par les États-Unis en 1795, consistait à suspendre les risques d'attaque en payant un tribut.

Ce n'est donc pas ici une guerre préexistante (sauf à faire appel à la notion de la « guerre sainte permanente ») qui déclenche les attaques de « corsaires » ; les premiers actes de guerre sont les attaques « corsaires » ; il n'y a pas de but de guerre autre que le butin, surtout pas avec les jeunes États-Unis que les « corsaires » ne sauraient sans doute pas situer sur la carte ; il n'y a pas d'autre objet au « traité de paix » que de prévoir un butin sans combat.

Dès qu'ils se sentirent plus forts, les États-Unis dénoncèrent le traité de 1795 ; une expédition américaine contre Alger fut lancée en 1815 (c'est elle qui coûta la vie au raïs Hamidou).

### Le tournant de 1816: la fin ducorso

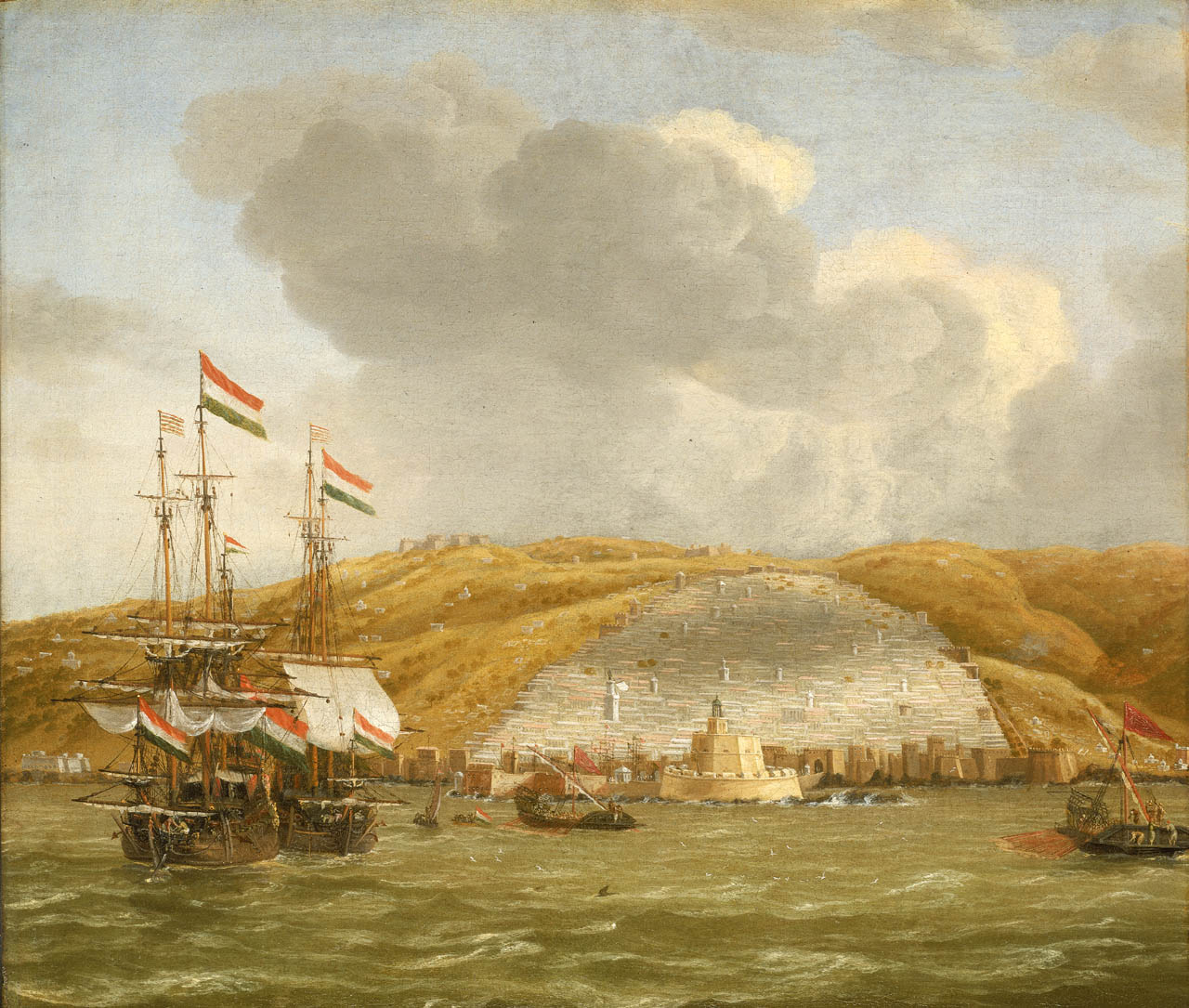
Navires marchands hollandais quittant Alger. (vers 1650)

Après une phase de déclin dans la seconde moitié du XVIIIe siècle, liée à la consolidation des relations diplomatiques avec les États européens et à la tentative de la régence de mieux s'insérer dans le commerce méditerranéen, le corso connaît trois sursauts successifs avec la contraction des échanges lors des guerres européennes de la Révolution et de l'Empire : en 1793, puis entre 1802 et 1810 et finalement après 1812, lorsque les navires de commerce algérois, tunisois et tripolitains sont définitivement exclus des ports européens. L'équilibre entre les deux rives de la Méditerranée qui ménageait la permanence du corso se rompt au début du XIXe siècle : après l'engagement de mettre fin à la traite pris au congrès de Vienne et dans un contexte économique où le développement commercial ne s'accommode plus de l'insécurité maritime, les États européens agissent pour la première fois de concert. Comme le montre l'historien Daniel Panzac, l'expédition anglo-hollandaise menée en 1816 sous le commandement de Lord Exmouth marque un tournant décisif, mettant pratiquement fin au corso.

## Sciences et techniques

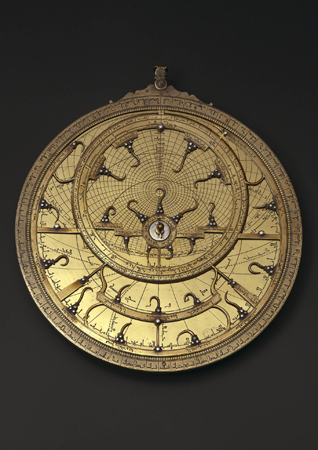
Astrolabe de la grande mosquée d'Alger (XVIIIe siècle).

Après le XVe siècle, l'activité scientifique au Maghreb connaît un déclin comparé à sa situation à l'époque médiévale où elle était riche de la tradition savante de plusieurs villes (Tlemcen, Béjaïa...) et des échanges avec Al-Andalus. Pour les mathématiques on assiste à un rétrécissement tant au niveau de leur étude que de leur domaine d'exploitation, plusieurs facteurs expliquent ce déclin :
- sur le plan économique il existe un certain déclin avec le tarissement du commerce transsaharien de l'or et la perte de contrôle des voies maritimes ;
- sur le plan politique, les nouveaux États du Sud de l'Europe (Espagne, Portugal et certaines villes-États italiennes) mènent des raids sur le littoral nord-africain.

L'application des mathématiques et de l'astronomie se restreint dès lors aux problèmes à caractère religieux (répartition d'héritages, calendriers, fixation des moments de la prière…) mais se maintient aussi dans la construction, la navigation et l'utilisation d'instruments astronomiques, tels que le quart de sinus et l'astrolabe.
Cependant, l'ouverture sur l'Empire ottoman permet d'apporter certaines connaissances et de maintenir des échanges scientifiques au niveau du Maghreb. Ibn Hamza al-Maghribi, un mathématicien d’origine algérienne (maure) ayant étudié à Constantinople, aurait ainsi inventé les logarithmes et publié un manuscrit sur le sujet en 1591 (soit 23 ans avant John Napier connu pour être l'inventeur de la fonction logarithme népérien). Cette hypothèse repose sur une interprétation de son ouvrage, rédigé à Constantinople, Tohfat al-a’dad li-dwi al-rusd we-al-sedad, interprété a posteriori dans le monde arabe et ottoman comme jetant les bases de la fonction logarithmique. En effet, selon nombre d'historiens analysant ses travaux a posteriori, la corrélation qu'il établit montre qu'il aurait probablement compris la notion de logarithme. Cependant, une étude se basant sur la copie de l'un de ses manuscrits à Istanbul, laisse penser à des observations assez superficielles ; les éléments partiels observés ne conduisent pas à affirmer qu'il aurait conceptualisé en tant que telle la fonction logarithmique, même si la partie du manuscrit en turc ottoman est encore non exploitée. Son ouvrage Tohfat al-a’dad li-dwi al-rusd we-al-sedad (littéralement en arabe : Le Trésor des nombres pour qui est doté de raison et de bon sens) se vulgarise et est connu jusqu'en Égypte ; il comporte également le « problème des palmiers », posé par un savant indien rencontré à la Mecque, un certain mollah Muhammad, au moyen des carrés magiques.
Alger a prié dans plus de 120 mosquées, zaouïas et mausolées, dans des synagogues et des églises. Les enfants de la ville ont appris à lire et écrire dans les medersas, les zaouïas, les midrashim (écoles juives). Ils ont lu également dans les « ouarraqates » (librairies) au quartier Al-qissariyya, destination des étudiants, des instruits et des savants. La ville disposait de souks réputés dans toute la Méditerranée qui s'étendaient de Bab Azzoun à Bab El Oued, sans compter les marchés dans les quartiers (houmates) comme les magasins de Sidi Abdallah, au bas du quartier de Sidi M'Hamed ou ceux de Ben Rabha, au mur de Soustara.
Les sciences hydrauliques sont employées pour assurer l'approvisionnement d'Alger en eau. La régence établit un réseau d'aqueducs à souterazzi (comportant des tours siphon) qui assurent en exclusivité la distribution des eaux jusqu'en 1880 puis partiellement jusqu'au XXe siècle. Ces aqueducs comportent un système analogue à certains de Constantinople et d’Espagne.